# メダロット一覧
メダロット一覧（メダロットいちらん）は、ほるまりん原作のゲームソフト、およびそれを原作にした漫画・アニメ作品である『メダロット』シリーズに登場する架空のロボット、メダロットの一覧である。
作品別に分けられているが、全作品での概要を初登場作品の項にまとめている。

## メダロット
ア・ゲダマー
TAN型メダロット。男型。
タヌキをモデルとしたメダロットでハンマーによる格闘攻撃が得意。頭パーツは完全防御能力を持つ。
アニメ版『メダロット』では町内ロボトル大会での敗北後、ロボロボ団に(メダル)自身を回収され、
一時的にロボロボ団の元についてしまったメタビーのボディとして登場。
ア・ブラーゲ
KTN型メダロット。男型。
キツネをモデルとしたメダロットで、ソードによる格闘攻撃を得意としつつ、頭部には射撃タイプの重力攻撃を備える。格闘と射撃を両方扱う機体は本作では珍しい（これとキン・タロー、キングファラオのみ）。
アニメ版『メダロット』ではロボロボ団を使用。
7以降は剣先から狐火を繰り出す「ファイヤー」攻撃を使用するようになった。
イエロータートル
TOT型メダロット。男型。
ウミガメをモデルとしたメダロットで、重装甲の脚部と高威力のレーザー攻撃、さらに味方のスピードを上げる補助効果が特徴。
作中では、悪ガキの一員であるクボタの機体。漫画『メダロッターりんたろう』では豚勝小学校の鮟倉具視が使う。
エースホーン
UNI型メダロット。男型。
ユニコーンをモデルとしたメダロットで、味方の状態異常を直す力を持つ。エンディングを迎えた後でナエから入手できる、第1作ではかなり入手の難しい機体。アニメ版『メダロット』にも、ちょい役ながら登場した。
エスカルローダー
INT型メダロット。男型。
カタツムリをモデルとした機体で、味方のスピードを上げることができる。
オーロラクイーン
QUN型メダロット。女型。
セレクト隊員ミノリが操る雪女型メダロットで、相手の動きを止める停止攻撃を仕掛ける。
7以降は射撃型のメダロットになった。
カネハチ
CLA型メダロット。男型。
タコ型メダロットで、トレードマークとして頭に「八」の文字が刻まれている。両腕の錨を使い、相手の動きを束縛するホールド攻撃を仕掛ける。『1』ではマーメイドに絡んでくるタコングとして登場。『4』ではおどろ山の野良メダロット「アカダイショウ」として登場した。妙に人気のある機体で、後にいくつかの後継機が登場する。
キラビット
RBT型メダロット。男型。
ウサギ型メダロットで、味方の待機時間を一瞬だけ0にする「急速チャージ」を行う。『1』ではハーベスト、『2』ではスプモーニの機体。『4』では名前とグラフィックこそキラビットだが、パーツ名とパラメータはラビウォンバットのものである。『1』の通信交換においてこのメダロットのパーツを送るとバニーハートのパーツに変化する。漫画版『1』では温泉旅館の従業員メダロット「小林」がこのパーツを使用している。
キングファラオ
EGT型メダロット。男型。
エジプト代表選手タワラーマの操るメダロットで、スフィンクスを模した姿をしている。
キン・タロー
KIN型メダロット。男型。
金太郎を名乗るメダロットで、格闘攻撃が得意。媒体によっては「キン・タロウ」と表記される。『メダロッターりんたろう！』では、たまを先生の愛機として登場している。
アニメ版『メダロット』ではロクショウに修行の邪魔をされ戦いを挑む。
クローテングー
CRW型メダロット。男型。
ロボロボ団幹部スズメの操る、カラスと烏天狗をモチーフとしたメダロット。対空性能を持つ機銃で武装している。漫画版『1』では、建築途中のセレクト隊本部ビル屋上にてメタビー＆ヒカルと対戦する。
7以降は竜巻で攻撃する「トルネード」を使用するようになり、頭部パーツは銃弾ではなく羽根を打ち出す独自のアクションになった。
ゲットレディ
KNI型メダロット。女型。
くのいちを模した機体で、山間部にひっそりと存在する忍者テーマパーク「シノビックパーク」の看板メダロット。火薬玉で攻撃する。漫画版『1』では打ち上げ予定だったロボトル監視衛星「テラカド2号」として、アニメ版『メダロット』では「ニンジャーズ」の一人として登場。
コーマドッグ
COM型メダロット。男型。
狛犬を模した機体で、神社に出現する。ビーム攻撃が得意。『弐CORE』と『R』ではイッキの愛犬ソルティが使用。『メダロット魂』ではタテヤマのメダロットとして登場した。
コスモエイリアン
ALI型メダロット。男型。
宇宙人として地球に降り立ったメダロット。メタビーの壊れたメダルを修復した。そのままの体では攻撃手段を持たないが、他のメダロットの姿に身体を変化させ、その能力を用いて戦う、『1』の時点で唯一のパーツ変化型メダロットである。
コフィンバット
BAT型メダロット。男型。
ロボロボ団の一般戦闘員（ロボロボザコ）が操るコウモリ型メダロット。磁力を操り、相手の動きを束縛する。漫画に登場する機体は語尾に「だキー」とつける。
サムライ
SAM型メダロット。男型。
名前のとおり侍型メダロット。そのモチーフとデザイン、バランスよく高いステータスのパーツ構成で初期からの人気機体。年代物だが攻撃は強力、但し鉄製のため錆に弱い。『1』および漫画やアニメにおける校長先生の愛機。漫画やアニメでは「南鉄壱号」或いは「ナンテツ」という名前が付けられている。『4』ではマイタケキノコが使用する。
『2』まではビームソードをあやつる格闘型だったが『4』で再登場した際は光学系は射撃と固定されており、故に各行動が射撃になっている。また、後に発売された『弐CORE』では格闘攻撃のソードになっている。7以降は再びビームソード使いとなった。
シアンドッグ
DOG型メダロット。男型。
メタビーに近い能力を持ち、射撃攻撃が得意なイヌ型メダロット。KBT、KWG型に次ぐほどの人気メダロットであり、多くの男子が使用するメダロットジャパンの最有力商品である。優れたデザイン性もさることながら、求めやすい価格、頭部パーツ「リニアカノン」の額のプレートに好きなペインティングを施せる（手軽にカスタマイズ気分が味わえる）など、「男の子」の好む要素をふんだんに盛り込んでいることがその要因と言える。
漫画、アニメのほぼ全ての作品に登場しており、悪ガキトリオのヤンマやイワノイ、亀山小学校メダロット部部長鮫島刃助らが使う。漫画におけるイワノイの機体は「バルト」、刃助の機体は「ドギー」の名を持っている。
本来『2』のイワノイの愛機はブルースドッグだが、後に発売された『弐CORE』ではシアンドッグになっており、『1』と比較して性能もかなり下がっている。
シェルクッション
SHL型メダロット。男型。
貝型メダロット。頭部・右腕・左腕が重力無効化装甲だが、そのパーツによる行動が一切出来ない。通信交換でこの機体のパーツを相手に送ると、ピュアマーメイドのパーツに変化する。
セーラーメイツ
SLR型メダロット。女型。
セーラー服女子学生型メダロット。『1』におけるヒカルの幼馴染キララのメダロットで、射撃や索敵で味方をサポートをする。漫画においては「アルミ」という名前を持っている。アニメ版『メダロット』ではスウェーデン代表のシェリーが使用。
セキゾー
GLM型メダロット。男型。
二宮金次郎石像型のメダロットで、学校の屋上で図書室から持ち出した本を読みふけっている。攻撃手段はミサイルによる火薬攻撃で固めてあり、脚部の装甲が厚い。
漫画版では、とある廃校に一人残っていたメダロットで、メタビーに出会った後「食太郎」の名を与えられ、ヒカルのメダロットとなる。
アニメ版『メダロット』では伝説のメダロッターを探す少年エダマメが使用。
セブンカラーズ
CMO型メダロット。男型。
カメレオンを模した機体で、隠蔽能力で自らの姿を隠すことができる。アニメ版『メダロット』ではドエレーコンフィレンシャルの降井雷田が使用し、光学迷彩の描写をしていた。
『DS』では頭部パーツがかいひプロミスという次の相手の攻撃を必ず回避する効果を持つ技になっている。
タンクソルジャー
BMT型メダロット。男型。
セレクト隊の主力、戦車型メダロット。
アニメ版『メダロット』ではベルゼルガのテスト相手として多数登場した。
ティーピー
NTB型メダロット。男型。
ネイティブアメリカンを模したメダロットで、アメリカ代表選手ジャー・スイハン、ジョー・スイハン父子が使うオリジナルのメダロット。『1』と『2』では頭部と腕のパーツの名称が異なり、『1』では「メルト」、『2』では「アシッド」となっている。ティーピーとは、ネイティブアメリカンの言葉で移動式住居のこと。
漫画版『1』では強酸を使った継続攻撃で、ロクショウと死闘を繰り広げた。アニメ版『メダロット』ではアメリカチームの新技術による秘策で、「デストロイミラージュ」というメダルを装備したままで転送（ワープ）を行うという戦法をとった。
ディグモール
MOG型メダロット。男型。
モグラを模した重装甲メダロットで、トラップ解除が専門。アニメ版『メダロット』ではイッキたちの体育教師オトコヤマの愛機。
ドクタースタディ
BOK型メダロット。男型。
図書の先生や、『メダロッターりんたろう!』に登場した座鱒小メダロット部が使うメダロットで、高い索敵能力を誇る。アニメ版『メダロット』ではイッキ達の通うギンジョウ小学校の生徒会長が操る。
トラップスパイダ
SPI型メダロット。男型。
クモを模した機体で、罠を仕掛ける。主な機体は、小鰭以蔵の妹の機体「タランティーノ」など。
ドンドグー
DGU型メダロット。男型。
遮光器土偶を模したメダロットで、両腕は銅鐸状のパーツがある。頭部・右腕・左腕が火薬無効化装甲だが、そのパーツによる行動が一切出来ない。『メダロット魂』に登場するユウヅルや、『メダロッターりんたろう!』のキンメが使う。『1』でこのメダロットのパーツを通信交換に出すと、キングファラオのパーツに変化する。
キンメの機体（「ドングート」の名を持つ）は『4』にも登場するが、こちらは火薬攻撃に加え、光学・重力攻撃も無効化できる（この設定は『メダロットnavi』以降にも受け継がれている）。
ナイトアーマー
NIT型メダロット。男型。
騎士を模したメダロットで、高い守備力を誇る。漫画版『1』ではイギリス代表選手ハーベストが操る。
ニンニンジャ
NIN型メダロット。男型。
シノビックパークに登場する忍者を模したメダロットで、アニメ版『メダロット』では「ニンジャーズ」の一員であった。また漫画版『1』ではシノビック宇宙センターから打ち出されたロボトル監視衛星「テラカド一号」として登場。宇宙空間でロボロボ団の衛星メダロットと交戦する。
『DS』では頭部パーツがカミカゼに変わっていて、新技であるトルネードを使う。それ以外は変わらないがパーツ名がカタカナ表記になった。
パステルフェアリ
FLY型メダロット。女型。
妖精を模したメダロットで、射撃トラップの設置を得意とする。
アニメ版『メダロット』では藍香のパートナーとして登場。
バニーハート
BNY型メダロット。女型。
バーに登場する、バニーガールを模したメダロット。味方のスピードを上げる能力を持つ。ゲーム中でもバーのバニーが使用する。『1』登場の機体では唯一そのまま『2』に登場し、通常ロボトルで入手することができる。
アニメ版『メダロット』ではスウェーデン代表のアマレットが使用。攻撃パーツを持たないため、メタビーに容赦なく撃たれ黄色い悲鳴を上げる、倒れこんだメタビーの腹をかかとで踏むといった行動を取っていた。
ハニワゴーレム
HNI型メダロット。男型。
埴輪を模したメダロット。両腕は銅鏡状の部分がある。頭部・右腕・左腕が光学無効化装甲だが、そのパーツによる行動が一切出来ない。通信交換でこのメダロットのパーツを送ると、サムライのパーツに変化する。
ビーストマスター
WEA型メダロット。男型。
漫画版などでは「獣の王」とも呼ばれる。 兵器 (WEAPON) 型メダロットで、桁外れの攻撃力を誇る。両腕に強力なナパーム砲とビーム砲を装備し、頭部・必殺の重力兵器「デスブラスト」は漫画版では衛星軌道上の敵を狙い撃つほどの威力を備えていた。また、頭部は大きな顎を持った独特の形状であり、相手を噛み砕くこともできる。脚部パーツの「スパゲティ」は大量の触手のようなコードで構成された特殊なもので、接近戦でも力を発揮する。『4』に登場した際は、後継機のゴッドエンペラーと比較しても決してひけをとらない性能だった（むしろ攻撃面においては上回っているといえる）。なお、『2』および『4』のゲーム上のグラフィックにおいて「スパゲティ」は蛇の胴の様な形状で描かれている。
初代『メダロット』では高額ではあるが購入可能。漫画版『2』およびアニメ版『メダロット』では後にオリジナルの威力を落としたものがメダロット社によって一般販売されたことになっている。
ヒールエンジェル
ANG型メダロット。女型。
天使を模したメダロットで、味方メダロット内のナノマシンを起動させ回復する。
漫画版『1』ではブラックメイルを支援し、戦争被害者を匿うために開発されたという設定。ブラックメールとの連携でメタビー達を苦戦させたが、暴走したビーストマスターのデスブラストの直撃を受けた。
ピュアマーメイド
MAR型メダロット。女型。
人魚を模したメダロットで、味方を回復させる能力を持つ。ゲームではタコングに絡まれているマーメイドとして登場。
アニメ版『メダロット』ではメタビーの恋した相手「ヒジキ」が登場。メタビーを応援して戦闘力をアップさせた。また、メダロット一の美人機体とされている。
『DS』では頭部パーツの技がオールリペアという味方全体を回復させる新技になっている。
ピンゲン
PEN型メダロット。女型。
ペンギン型のメダロットで、破壊されたパーツを復活させる能力を持つ。
アニメ版『メダロット』では自分をペンギンだと思っており、イッキ達の協力でロボロボ団に捕らわれたペンギン達を救出し、南極に帰っていった。
ブラックメイル
DVL型メダロット。男型。
ヤギの頭を持つ悪魔型メダロット。媒体によっては「ブラックメール」という名前である。当初パーツの攻撃名称はゴーストという固有のものだったが、『2』以降はハンマー攻撃で統一された。頭部パーツの威力は格闘系メダロット中最高値の99だが、使用回数は1。
漫画版『1』では自身の体が耐えられないほどの強力な攻撃を繰り出すが、ヒールエンゼルの回復能力でそれを解決していた。戦争被害者を匿う教会警備のためにメダロット社が例外的に兵器として作り出したメダロットとも、戦争のため開発されたとも言われる。
『メダロッターりんたろう!』ではXメダルを装備し暴走したが、やはりメダロット社の研究中の特別な機体として登場。アニメ版『メダロット』などでは一般のメダロッターも使用しているが、漫画版『2』によれば世界限定666体で一般販売もされたという。
7ではゴースト攻撃が復活している。
8では試験改修型「ブラックメイルX」が登場。
フラワーチャージ
FLW型メダロット。男型。
花（雑草）型メダロット。脚部パーツの装甲は5とメダロット史上最低だったが、『4』での再登場では改善された。『メダロッターりんたろう!』には月形半鱏太の愛機「リリーマルレーン」が登場する。また、『メダロット・ナビ』にも登場するがこちらは女型である。
ブルーサブマリン
MRN型メダロット。男型。
潜水艦型の耐水中型メダロットで、スピードに優れた格闘機。漫画版『1』では潜水艦「うずしお号」に変形可能。
プロポリス
BEE型メダロット。男型。
ハチ型の機体で、セレクト隊で多く使われている。
ヘッドシザース
KWG型メダロット。男型。
別名「ロクショウ」。格闘攻撃が得意なクワガタムシ型メダロットで、クワガタバージョンの主人公機。『メダロット』を代表する機体のひとつである。『2』に登場する機体と区別するため、ゲーム中では『1』に登場した機体を「ろくしょう」と表記する。
ベティベア
BER型メダロット。男型。
テディベア風のクマ型メダロット。重力攻撃が得意で、ユウキの恋人パティや、亀山小学校メダロット部のバフサクの愛機。
8では少数限定生産のピンク色の機体「ベティベアT2」が登場。
ヘルフェニックス
PHX型メダロット。男型。
不死鳥型の機体で、火炎を操る継続攻撃を仕掛ける。ロボロボ団幹部タイフーンが使用する。
アニメ版『メダロット』ではロッカーズが使用。
ホーリーナース
NAS型メダロット。女型。
保健の先生らが使う看護師型の機体で、味方の回復、防御を専門とする。
ボリュームテン
SNG型メダロット。男型。
音楽の先生が操る楽器型メダロット。頭部は火薬攻撃で腕のシールドはダメージ軽減力が高め。『メダロッターりんたろう!』ではたまを先生も使用している。
マジカルピエロ
PIE型メダロット。男型。
ピエロ型メダロットで、玉乗りをしながら人形を操るピエロの姿をしている。火薬攻撃を操るほか、脚部パーツは『1』の地点では最高の推進値を誇っていた。漫画版『1』ではロボロボ団幹部スズメが使用し、「ニセメタビー」を操っていた。
マゼンタキャット
CAT型メダロット。女型。
ネコ型メダロットで、悪ガキの一人イセキが操る。電撃によって相手の動きを停止させる。『1』では他にシアンドッグ、イエロータートルが悪ガキ三人組の機体として登場するが、これらは色の三原色に対応している。
『メダロッターりんたろう!』には女子メダロット部部長瑠璃代の愛機「オリビア」として登場。
マックスネイク
SNA型メダロット。男型。
ヘビ型メダロット。装甲は薄いが、相手メダロットに変調をきたさせる強力なウイルス攻撃を行う。セレクト隊員ダイチが操るほか、『4』ではおどろ山の野良メダロット「アオダイショウ」として登場。
マッドマッスル
RIC型メダロット。男型。
理科室をモチーフとしたメダロット。フランケンシュタインの怪物と人体模型を合わせたような左右非対称の姿。頑強で、重力攻撃と変動状態の解除が得意。
ミスティゴースト
GHT型メダロット。男型。
幽霊型のメダロットで、装甲こそ薄いものの、防御能力自体は高い機体。アニメ版『メダロット』ではロボロボ団のメダロットとしてメタビーと交戦、それ以降頭パーツ「ボイド」がメタビーのパーツ修理時の代替パーツとして頻繁に登場。
『2』ではオバケのフリをして子供を脅かし、パーツを奪うメダロット「ヤナギ」として登場。後に改心し、『4』にも登場する。
ムーンドラゴン
DRA型メダロット。男型。
竜型のメダロットで、味方を回復する力を持つ。ヒカルの祖父あがたイネサクが使用。『2』では博物館に飾られている。
メガファント
ELF型メダロット。男型。
ゾウ型の重装甲メダロット。両腕に盾を装備し、長い鼻は鎖のついた鉄球となっている。ゲーム中では特に体育の先生が愛用している。ゲームでは、登場する作品によって左腕パーツの名称が異なる。漫画版『1』ではロボロボ団幹部イナゴの配下として、宇宙開発センターの「テラカドくん2号」とすりかわり、ロボトル監視衛星に成り代わろうとした。『メダロッターりんたろう!』では女子メダロット部顧問鰐吉之助の愛機「北松壱号」として登場。 アニメ版『メダロット』では借金取りの兄分のメダロットとして登場
メタルビートル
KBT型メダロット。
名前を略してメタビーと呼ばれることが多く、機体名であるメタルビートルの名はあまり浸透していない。ヘッドシザースと対をなすカブトムシ型メダロットで、射撃が得意。「ろくしょう」同様、『2』以降では『1』に登場したヒカル機と区別するため「めたびー」と呼ばれる。また『メダロッターりんたろう!』に登場するヒカルのメタビーはBTL型の型式番号を持つ初期型とされているが、この番号は初期設定を流用したものである。メダロットシリーズ通しての主役級のメダロットで、『メダロット・ナビ』の主人公カスミも漫画版ではメタビーを愛機としている。
モンキーゴング
MON型メダロット。男型。
サル型メダロットで、ロボロボ団幹部イナゴに操られ山村を襲った。サルメダルの長ける熟練度とは合致していない。
漫画版では温泉旅館を襲い、従業員のメダロット達を相手に暴れまわった。両腕のハンマーはワイヤー付のロケットパンチとなっている。
ユイチイタン
SAK型メダロット。男型。
ロボロボ団幹部レイカに操られるシュモクザメ型メダロット。重力攻撃を仕掛ける。
漫画版『1』においてはヒカルとメタビーが、アニメ版『メダロット』においてはイッキとメタビーが初めて敗れた相手。「ユイチイタン」とは中国語でフカヒレスープを指す（「魚翅湯」と書いて「ユイツィタン」）。
ランドモーター
CAR型メダロット。男型。
車がモデルであり、ゲーム内ではユウキが操る第2の機体。両腕に対空砲を装備している。漫画版『1』においては走行形態「ランドGTZ」に変形可能。アニメ版『メダロット』ではロボロボ団を使用。
リバーソーサー
KAP型メダロット。男型。
河童を模した対水メダロット。
レッドマタドール
COW型メダロット。男型。
闘牛士と雄牛をモチーフとした機体で、スペイン代表選手シャモジールが操る。素早い攻撃と、高い防御力が特徴。左腕パーツ「マントシールド」は漫画版『1』ではバリアーであるが、アニメ版『メダロット』では防弾マントのような描写になっている。漫画版『1』に登場する機体はスペイン語を喋っている。
ゲーム中では、男性型では数少ない完全防御能力を持つ。
レディジェット
PLN型メダロット。女型。
飛行機がモデルのメダロットで、漫画版『1』では飛行形態「レディファントム」に変形する。アニメ版『メダロット』ではメダロット博士の弟子、紅翼が使用。過去の航空スタントショーの事故によって飛行形態に変形することができなくなっていたが、ロボロボ団との戦いで再び飛行形態に変形できるようになった。
ロールスター
RAY型メダロット。男型。
ロブスター型で、流線型の美しいフォルムと流麗な素早い身のこなし、そして高威力のレーザーが自慢。メダロット社の御曹司ニモウサクユウキの愛機。また天丼小の小鰭以蔵の機体「ハイウェイスター」は、機動力を生かして分身を可能とした。アニメ版『メダロット』ではイッキの友人である川中島が使用。

## メダロット2/メダロット弐CORE
『2』で新しく登場した機体の他に『1』の全機体も登場する。
アースクロノー
GNM型メダロット。女型。
ノームをモチーフとしたメダロット。エレメンタルシリーズの内の一体で、防御型パーツに変化する。
アーマパラディン
NTI型メダロット。男型。
ナイトアーマーの発展型。防御パーツとして頻繁に登場し、『2』では2戦目のゴッドエンペラーの3体目なども本機の腕パーツを装備している。
アクアクラウン
WON型メダロット。女型。
ウンディーネをモチーフとしたメダロット。エレメンタルシリーズのうちの一体で、補助型パーツに変化する。
アタックティラノ
TIR型メダロット。男型。
ティラノサウルスを模したメダロットで、セレクト隊で使われている。セレクトスリーの隊長。通称「赤い彗星」或いは「赤いチューリップ」などと、とりあえず「赤い○○」と付くが、ボディーの色は青系統である。アニメ版『メダロット』ではセレクト隊が使用。
アビスグレーター
KNG型メダロット。男型。
クワガタバージョンに登場。ロボロボ団幹部シオカラの使う、ダイオウイカ型メダロット。サクリファイス攻撃を得意とし、頭のミサイルも威力が高い。
アニメ版『メダロット』ではアイスランド代表のヘックラとバトナが使用。そのときは「アビスグレーダー」となっていた。
アンタッカー
WAT型メダロット。男型。
働きアリ型メダロット。
クロス攻撃のセットを行い、アントルジャーとの連携で真価を発揮する。
アントルジャー
SAT型メダロット。男型。
連携攻撃クロスファイアを放つ。兵隊アリ型メダロット。
アンノーンエッグ
EGG型メダロット。男型。
卵を模したメダロットで様々なパーツに変化することができる。通常のプレイでは手に入らず、入手するにはパスワードかパーツコレクションを駆使する必要がある。
ゲーム中ではレアメダロットとしてメダロッターズに展示されており、当時一時的にロボロボ団となっていたハチロウに盗まれてしまう。
アンビギュアス
MWB型メダロット。男型。
タマムシを模したメダロットで、名前の由来は慣用句の玉虫色を英訳したもの。メタルビートルに似たパーツ名をしている。
漫画版『2』において、ロボロボ団に強奪され、「ラスト」の身体となってメタビーと交戦した。
ゲームでは攻撃力等のステータスは極めて高いが、装甲が犠牲になっている。アニメ放映時、『2』発売のキャンペーンとして、CMで、ゲーム中で入力するとパーツが手に入るパスワードが公開された。
アンボイナ
ANB型メダロット。男型。
その名の通り、猛毒を持った貝、アンボイナガイを模している。剣とドリルによるソード攻撃を行う格闘型で、クワガタバージョンのみに登場。メダロッターの名前はリョウ。彼によると「ビューティーキッス」なる必殺技があるらしいが、どのようなものかは不明。また、左腕のドリルは「必殺のドリル」と言うほど思い入れがあるようである。
『コミックボンボン』では一時期「アンボナイト」との表記がされていた。
ウィンドセシル
SLF型メダロット。女型。
風の精霊シルフィードがモチーフ。エレメンタルシリーズの内の一体であり、相手を妨害するパーツに変化する。
ウォーバニット
KLN型メダロット。男型。
クワガタバージョンにおいてコウジの機体となっている。射撃攻撃を得意とし、スミロドナッドと比べ、防御よりの性能である。ライオンをモチーフにしており、仮名称は「キングライオーン」だった。アニメ版『メダロット』ではケニア代表選手のヴィクトルが使う。
アニメ版『メダロット』ではヴィクトルから「戦うためだけの兵器」として扱われ、一度ヴィクトルの手により破壊されかけた後も、体を張ってヴィクトルを守り抜くなど非常に忠実な性格であった。最終話で全ての騒動が終結した後、中断していた世界大会決勝戦を再開、メタビーとの一騎討ちでストーリーを締める。
英語版では「War Bandit」（ウォーバンディット）という名前。
エアプテラ
PTL型メダロット。男型。
プテラノドンを模した飛行メダロット。主にセレクト隊が使用する。セレクトスリーの一員。アニメ版『メダロット』に登場する機体は頭パーツのデザインが異なる。翼の形状もアニメと他の公式イラストでは差異がある。アニメ版『メダロット』では爆弾投下、漫画版『2』ではビームソードらしきものを翼に生じさせて斬撃を繰り出すことができる。
エイシイスト
LHB型メダロット。男型。
カミキリムシを模した格闘型。威力を始めとする各パーツのステータスは高いが、装甲が致命的に低い。アンビギュアス同様、パーツ名が主人公機であるロクショウと似ている。『弐CORE』では頭パーツの能力が索敵から強化に変わった。名前は「無神論者」の英単語から。
アニメ放映時、『2』発売のキャンペーンとして、CMで、ゲーム中で入力するとパーツが手に入るパスワードが公開された。
オケドグー
DGU型メダロット。男型。
ドンドグーの改良型。頭部・右腕・左腕が火薬無効化装甲。アニメ版『メダロット』ではロボロボ団のメダロットとして登場。
カオーランタン
JOR型メダロット。男型。
ジャックオーランタンを模している。相手の回避を封じるパーツで構成されている。
カコーモヤイ
MAI型メダロット。男型。
モアイ像を模している。頭部・右腕・左腕が重力無効化装甲。
アニメ版『メダロット』ではポリネシア代表チームが使用した。
カソートーチュ
KNK型メダロット。男型。
冬虫夏草をモチーフとしたキノコ型メダロット。パスワードかパーツコレクションによって入手できる。相手メダロットのパーツの使用を封じる能力を持つ。
カッパーロード
KAP型メダロット。男型。
リバーソーサーの改良型。頭部のビームはより強力になっており、『2』においてトップクラスの威力を誇っている。
カネハチまーく2
CLA型メダロット。男型。
カネハチの発展型。フォルムはよりユーモラスかつタコに近くなり、頭にはカネハチから受け継いだ「八」の文字と、後継機であることを示す「第二」の文字が刻まれている。
多脚型であるがアニメ版『メダロット』では海での戦いにも対応しており、脚部パーツで水に浮かぶことで海面に立って見せた。また、たこ焼き屋のナダコの相棒として右腕をレッドマタドールの「サーベル」に、左腕をクローテングの「トルネード」に換装したタコヤキカスタムが登場した。
8では脚部特性が水中適応を高める「マリナー」になり、アニメと同様の水陸両用機となった。
キースタートル
TOT型メダロット。男型。
イエロータートルの発展型。カガミヤマが操る。漫画版『2』におけるカガミヤマの機体は「ゾーロク」の愛称を持つ。スピードは遅いが、亀の名を持つ通り装甲は厚めである。頭部と両腕のレーザー砲が武器。
クリアダイビング
MRN型メダロット。男型。
ゲーム中、アイテム「せんぼうきょう」を使用するために、一式組み立てておく必要があった。
ブルーサブマリンの後継機。アニメ版『メダロット』ではロボロボ団のメダロットとしてメタビーと交戦。レディブースター、ランドローターと違い、『弐CORE』にも登場する。
クリムゾンキング
CKN型メダロット。男型。
ニワトリを模している。アニメ放映時、『2』発売のキャンペーンとして、CMで、ゲーム中で入力するとパーツが手に入るパスワードが公開された。
ユーモラスなニワトリの姿とは裏腹に、凶悪なデストロイ攻撃を繰り出す。また、ニワトリでありながら飛行型。
クルクルマルマン
ALM型メダロット。男型。
アルマジロがモチーフ。弱い攻撃を無効化する未満防御を使う。
グレイトマザー
GDS型メダロット。女型。
女神をモチーフとする。コーダイン王国に伝わるメダロットのひとつ。機能が停止したメダロットを復活させる蘇生行動が出来るが、装甲はかなり低い。
ゴーフバレット
BAT型メダロット。男型。
コフィンバットの発展型で同じくロボロボ団がよく使用するほか、『2』ではヘベレケ博士ややまぶしも使用する。対空攻撃を得意とし、性能はむしろクローテングーに近い。装甲値は合計65しかない。
アニメ版『メダロット』ではロボロボ幹部が小学校を奇襲する際に大量に登場した。
ゴッドエンペラー
WEA型メダロット。男型。
兵器型のビーストマスターに、シャコのモチーフが追加されている。『2』のラスボス。
左腕パーツ「デスレーザー」は光学系パーツの中では圧倒的な高命中、低い充填時間の上貫通特性まで備えており、大抵のメダロットを一撃で破壊できる性能を秘める。加えてリミッター解除という設定からメダフォースが最初から最大になっており、カブトメダルのメダフォース「いっせいしゃげき」を連発してくる恐れまであるため、特定のパーツを使わない限り勝利は困難を極めることとなる。
『3』『4』ではレトルトレディが3体持ち、三銃士の名前がついている。『2』と比べて命中率・充填時間などは調整されたがそれでも高性能である。『メダロット・ナビ』では左右の腕のパーツグラフィックが逆になっている。
アニメ版『メダロット』では本機のほか、その巨大版のジャイアントエンペラーも登場した。アニメ版の設定では、動くものをすべて敵と認識し、破壊の限りを尽くす最悪の魔王とされ、さすがの宇宙メダロッターXやイッキですら捨て身の作戦でメダルを強引に排除して機能停止させる事でしか倒す事のできない強敵となっていた。
サーキュリス
SAQ型メダロット。サキュバスを模した女型で敵の充填時間を吸収し自分の充填とするパーツがある。
サーチラット
RAT型メダロット。男型。モチーフはネズミ。名前通り索敵が得意。
さくらちゃん
DFL型メダロット。ダンシングフラワーを模した男型で味方のスピードを上げることができる。可愛らしい名前とは裏腹に不気味な外見。
サボテンナ
SAB型メダロット。男型。
サボテンがモチーフのメダロットで、ソンブレロを被り、両腕にガトリング砲を装備したメキシコ（西部劇）風デザイン。ゲーム中ではテキーラが使う。彼曰く「トゲトゲアタック」なる必殺技があるようだがどのようなものかは不明。漫画版では左腕をラストが使った。
アニメ版『メダロット』では世界大会においてメキシコ代表のテキーラ3兄弟が使用（ゲーム版のテキーラとの関連は不明）。ガトリング攻撃でキースタートルを追い詰めたが起死回生のレーザー攻撃で3体まとめて倒されている。
サンウィッチー
WCH型メダロット。女型。
魔女を模したメダロット。箒ではなく掃除機に乗り、黒猫を従えた魔女の姿をしている。攻撃力はないが、相手を転倒させて行動を妨害することができる。『2』ではミルキーの愛機。後に発売された『弐CORE』ではイッキの母親である天領チドリも使う。
ジ・エンシェント
SPT型メダロット。男型。
ムーンドラゴンの後継機だが、型式番号は異なっている。パーツ名はムーンドラゴンのパーツを英訳したもの（「りゅうのねどこ」→「ドラゴンベッド」等）。
両腕パーツにより、単体でクロス攻撃を行うことができる。
アニメ版『メダロット』ではドラゴン龍一郎が使用。クロス攻撃と、頭パーツ「ドラゴクリスタル」による自己再生能力でもって、イッキとメタビーを苦しめた。
ジェントルハーツ
GGR型メダロット。男型
ゴーレムがモチーフ。サラミが使う機体。両腕からハンマー攻撃をしかけてくる。アニメ版『メダロット魂』ではデスメダロットに手を染める前の幼い頃のギンカイが使用していたベイアニットの相手として登場する。
シュートスパイダ
SPI型メダロット。男型。
トラップスパイダの改良型。対格闘攻撃用トラップを仕掛けることができる。
8では様々な種類のトラップを使い分けて設置することができるようになった。
できる。
アニメ版『メダロット』ではロボロボ団の機体として登場。
スターペンタゴン
SFH型メダロット。男型。
モチーフはヒトデ。両腕パーツはコミックボンボンでの公募が元になっている。見た目はそれこそただのヒトデだが、ソードや反撃など、バラエティ豊かなパーツを持つ。脚部は男型ではトップの機動力を誇った。
ストンミラー
MED型メダロット。女型。
メデューサを模している。破壊攻撃を得意とする。
漫画版『2』では強制的にメダフォースを発動させられ、暴走する。
スミロドナッド
STG型メダロット。男型。
サーベルタイガー型メダロット。名前の由来はスミロドンで、仮名称は「ポーパルタイガー」だった。
カブト版で辛口コウジが使う機体。素早い格闘攻撃を得意とし、更に頭部パーツは射撃トラップとなっているのでメタビーの天敵。特に最初の対戦での勝利は運次第と言っても過言ではない。
漫画版では「ラムタム」の愛称を持つ。
アニメ版『メダロット』ではコウジとの修行の末、奥義シャドウソードを会得し、更に先祖がえりをおこして本来使えないはずのメダフォースをあつかえるようになる。
セーラーマルチ
SLR型メダロット。女型。
セーラーメイツの発展型。イッキの幼馴染である甘酒アリカのメダロット、「ブラス」もこの型。ゲーム中及び漫画『2』では公式の姿とデザインが異なる。
セントナース
NAS型メダロット。女型。
ホーリーナースの発展型。純米カリンの愛機で、アニメ版『メダロット』では「ナースちゃん」、漫画では「クイックシルバ」の愛称を持つ。『弐CORE』では完全防御の回数が4回と比較的多い。アニメ版ではジャイアントエンペラーからの攻撃をも防いでいた。
ゾーリン
KWG型メダロット。男型。
ヘッドシザースの後継機。ヘッドシザースより防御力に優れるが攻撃力に劣る。漫画版『R』では、宇宙メダロッターMこと海馬竜が、マッハマッシヴの後継機として使用した。
ソニックタンク
HDG型メダロット。男型。
ハリネズミを模している。ナパーム攻撃を放つ。
ダークネスメイジ
MAG型メダロット。
当時、ロボロボ団隊長だったサケカースの愛機。「コロベー」などのパーツ名とは裏腹に、使用不可行動を得意とする。
ターンモンキー
MON型メダロット。
モンキーゴングの後継機だが、回数ドレインに特化している。
ダッシュボタン
BOR型メダロット。男型。
モチーフはイノシシ。『2』でシオカラのメダロットとして登場。防御に秀でる。名前の「ボタン」はスイッチなどで使うボタンではなく、「猪の肉」の事。
タラバクラバ
CLB型メダロット。男型。
外見はタラバガニよりむしろシオマネキに近く、性能も巨大な右腕は威力、小さな左腕は命中精度に優れている。カニ型とはいえ、横にだけでなく縦にも歩くことができる。アニメ版『メダロット』ではコレクターのナマコが、漫画『2』では横有木はさみが使用。
チャージドシーズ
FLW型メダロット。男型。
フラワーチャージの後続機。アニメ版『メダロット』では陸雲が「シーズ」という名前の機体を使用。陸雲の恋を実らせるため、自ら悪役を演じていた。
チャーリーベア
BER型メダロット。男型。
ベティベアの発展型で装甲値も上昇している。ブレイク攻撃を繰り出す。アニメ版『メダロット』において幼稚園児3人組クラッシャーズが使用。
ティンクル
CMP型メダロット。女型。
コンパニオンを模したメダロットで、性能はアンビギュアスに近い。アニメ放映時、『2』発売のキャンペーンとして、CMで、ゲーム中で入力するとパーツが手に入るパスワードが公開された。
デーヴ
SPC型メダロット。男型。
スペクターがモチーフ。白装束の幽霊の姿をしている。
デスフェニックス
PHX型メダロット。男型。
ヘルフェニックスの後継機であり、成功値が高めのファイヤー攻撃を得意とする。
トイワールド
HBY型メダロット。男型。
ベーゴマやヨーヨーなどのオモチャがモチーフとなっている。
両腕は『コミックボンボン』誌上で行われた、オリジナルパーツコンテストのグランプリ作品がモデル。
『2』ではヒトシが使用。
ドラゴンビートル
DRF型メダロット。男型。
トンボ型メダロット。重力属性のプレスを得意とする。
漫画では胸部から脚を出し、相手に体当たりすることで攻撃していた。アニメ版『メダロット』ではロボロボ団の機体として、光弾を腕先から発射する。
トランキュリィ
SLN型メダロット。女型。
セイレーンがモチーフのメダロット。メダフォースを使えなくする効果をもつパーツで構成されている。
トリプルゴッツン
KMR型メダロット。男型。
『2』でロボロボ団幹部・サケカースの愛用機として登場。キメラ型メダロットで、獅子、竜、山羊を模した各パーツから継続、束縛、変動の症状系攻撃を繰り出す。
ナチュラルカラー
CMO型メダロット。男型。
セブンカラーズの発展型。後に『4』にも登場。
バイフィッシュ
WFH型メダロット。男型。
オオカミウオがモチーフ。漫画では「ラスト」が初登場の回で使用していた。アニメ放映時、『2』発売のキャンペーンとして、CMで、ゲーム中で入力するとパーツが手に入るパスワードが公開された。
ハニワミラー
HNI型メダロット。男型。ハニワゴーレムの後続機。頭部・右腕・左腕が光学無効化装甲。
パラダイバー
BOP型メダロット。男型。モチーフはゴクラクチョウ。自分以外のメダフォースゲージを上げる。
バンカラン
BAN型メダロット。男型。
弱きを助け強きをくじく番長がモチーフで、高威力の攻撃をはじき返す反撃パーツを備える。ゲームではスクリューズの助っ人として登場した番長が、漫画版では犬番長が使用。アニメ版『メダロット』でも番長が使用したがメタビーに秒殺された。
ビクトリホーン
UNI型。男型。
エースホーンの後継機。症状解除のパーツによって構成され、脚部は多脚。
ヒパクリト
MTS型メダロット。男型。
カマキリ型のメダロット。カマキリとだけあって、頭・右腕・左腕がソード攻撃用。アニメ版『メダロット』ではロボロボ団の機体として登場した。コウジの過去のトラウマを掘り起こし、発狂させた。
フラットステイク
MNT型メダロット。男型。オニイトマキエイがモチーフ。潜水型でバグ攻撃を備えている。
フラッペ
SBL型メダロット。女型。
雪だるま型メダロット。見た目そのままにフリーズ攻撃を行う。アニメ版『メダロット』では十和田が使用。雪の積もった体育館の中、地の利を活かした戦いでメタビーを苦しめた。
フリッグフラッグ
FLG型メダロット。男型。カエルがモチーフ。
プリティプライン
VAL型メダロット。女型。
剣と盾で武装したヴァルキュリアがモチーフで攻撃、防御のバランスが取れた優秀な機体。漫画及びゲームではアリカが使用。
漫画版においてブラスはこのメダロットのパーツに換装するとひとたび容赦がなくなる（刃物を持つと性格が変わるタイプ）。右腕パーツ「ドントムーブ」は剣の形状をしているが柔らかい素材で、触れた相手を感電させる。ただし、刃を立てれば切断も可能。『2』ではフリーズ攻撃のパーツになっている。
アニメ版『メダロット』ではブラジル代表の機体として登場。
プリミティベビー
BAY型メダロット。男型。
『2』の隠しボス、且つアニメ版『メダロット』のラスボス。
メダフォースを制御する力を持つ。アニメでは巨大な機体として登場した。また『3』では、発電のために施設に閉じ込められメダルの力を吸収し、巨大化していた。
ブルースドッグ
DOG型メダロット。男型。シアンドッグの後継機で、アニメ版『メダロット』では大破したシアンドッグのパーツに代わり、イワノイが使う。
プルルンゼリー
JEL型メダロット。男型。クラゲがモチーフであるが、イメージに反し装甲は分厚くミサイル攻撃を行う。
フレイムティサラ
SLD型メダロット。女型。
サラマンダーがモチーフ。攻撃パーツに変化する。アニメ版『メダロット』ではロボロボ団の機体として登場。本来は変化能力の機体だが、ファイヤー攻撃の機体として扱われていた。『DS』以降でもファイア攻撃扱いされている。
ベイアニット
KBT型メダロット。男型。
メタルビートルの後継機。名前は「bayonet(銃剣）」から。メタルビートルに比べ威力で劣るが装甲に優れる。メタルビートル及びカンタロス、サイカチスが頭から撃つミサイルは総じて「反応弾（ハンノーダン）」と呼ばれるが、厳密にはこの機体の頭部パーツの名称である。
漫画『R』では、メダロット社専務・鮟蔵具兵衛が独断で私用した軍用メダロットとして登場。強力な火力でヒカルのメタビー,ロクショウを圧倒するも、最終的にはナエのティレルビートルに取り押さえられる。ベイアニット自身に罪は無いのだが、ヒカルから「醜く太ったKBT」と罵られるなど、初のKBTバリエーション機とは思えないほど散々な扱いを受けていた。
アニメ版『メダロット魂』ではデスメダロットに手を染める前の幼い頃のギンカイが使用していたメダロットとして登場する（メダルは後にアークDに装着される）。
ペッパーキャット
CAT型メダロット。女型。
マゼンタキャットの発展型。キクヒメが操るメダロット。漫画版では「セリーニャ」という愛称を持つ。アニメ版のペッパーキャットは原作とはデザインが若干異なる。
ベルゼルガ
DVL型メダロット。男型。
ブラックメイルの発展型で、ハエの悪魔ベルゼブブを模している。両腕は強力なサクリファイス攻撃であり、更に頭部パーツで攻撃後に破壊される両腕パーツを復活させることができる。
『2』でパーツンラリーの賞品として初登場する。『4』ではエンディング後に登場。オロチの実験機のうちの一体で、暴走を起こして研究所から逃走する。
アニメ版『メダロット』ではメダロット社の新型高性能機であり、サケカースに一度奪われ利用された。テストシミュレーションでは数十機のタンクソルジャーを相手に余裕で勝利したが、その破壊力が強すぎて自分のパーツにまでダメージを受けていた。その攻撃力は一撃でメタビーの左腕と脚部を機能停止にするほど。
漫画版『2』ではヘベレケ博士のメダロット「ラスト」の最終進化型として登場する。
ペンタッチン
PEN型メダロット。女型。ピンゲンの後継でペンギン型。パーツ復活を得意とする。
ポイズンスコピー
SCR型メダロット。男型。サソリ型で硫酸によるメルト攻撃を繰り出す。
ホッピンスター
RAY型メダロット。ロールスターの後継である男型。アワノハチロウが使うが、『弐CORE』には登場しない。
ボトムフラッシュ
FFY型メダロット。ホタルがモチーフの女型。潜水型用弾を搭載するが装甲が若干不安。
マクドスネイク
SNA型メダロット。男型。ヘビがモチーフのマックスネイクの改良型。漫画ではヘベレケがパーツ換装および思考停止させて使っていた。
マリンキラー
KIL型メダロット。男型。
シャチがモチーフで、ウェーブを攻撃の中心とする潜水型メダロット。
アニメ版『メダロット』ではアイスランド代表のリーダー、ベルモットが使用。
メイティン
MAR型メダロット。女型。
モチーフは人魚。ピュアマーメイドの発展型で、回復行動を得意とする。
メタビー
KBT型メダロット。男型。元々「メタビー」というのは「メタルビートル」の略称でありヒカルの愛機固有の名称であったが、『2』以降ではほぼ正式名称となっている。
型式番号（「メタルビートル」はKBT−01 - 04、「メタビー」はKBT−11 - 14）を見る限り、ヒカルの使用していた機体とは厳密には区別されるようで（ゲーム版のみ）、ゲームにおいてイッキの愛機として認知されているのはこちら。外観上の違いは無く、色味がやや明るめ。
頭部にミサイル、右腕にリボルバー、左腕にサブマシンガンを装備している。
DS以降でもカブト版では最初に手に入る。機体名はメタビーになっている。脚部以外のパーツの名前に「メタ」がつけられた（左腕はメタマシンガンとなっている）。
ユートピアン
NMR型メダロット。男型。
悪夢をモチーフにしたメダロットで、子供の道化師のような姿をしている。コーダイン王国の姫・マルガリータが使う機体で、彼女は同型の機体を多数所持している。ゲーム中では、そのうちの一体である「プースカフェ」などと戦うことができる。攻撃手段を一切持たないが、相手を混乱させる能力で自滅を狙う。
ラピ
RAP型メダロット。男型。
テーマパーク、「メダロッ島」のマスコットキャラクター。ゲーム中ロボトルは出来ないが、メダロードレースの相手として戦える。ただし「パーツコレクション」やパスワードで入手可能なほか、『弐CORE』でも自身の機体として使用可能。可愛い見た目に反してパーツを犠牲にしてダメージを与えるサクリファイス攻撃を得意とする。
ラビウォンバット
RBT型メダロット。男型。
ウサギ型メダロット。キラビットの後継機。スピードアップに長けている。
『4』ではグラフィックと名前がキラビットのものになっている。
ランドブラキオ
BRA型メダロット。男型。
モチーフはブラキオサウルス。セレクト隊が使用する機体でセレクトスリーの一員。「ブルー」だが青いのは頭の一部だけ。アニメ版『メダロット』ではセレクト隊の機体として登場。
ランドローター
CAR型メダロット。男型。
ランドモーターの発展型ではあるが、外見的なつながりは薄い。パトカーのような走行形態に変形すると、ミニハンドルを利用してマスターを乗せた高速移動が出来る。『弐CORE』には登場しない。
レッドスカーレス
FBF型メダロット。女型で射撃トラップを搭載。モチーフは火炎蝶で型式がパステルフェアリと異なる。
レディブースター
PLN型メダロット。女型。
レディジェットの後継機。漫画版『2』では、メダロット社で模擬戦を行ってデータ収集を手伝う「イヨヨカ」として登場。腕部をスライドさせてロケットパンチを繰り出す（パンチの威力は弱いが、飛行中のメダロットはベクトルが狂い墜落してしまうため、空中戦における強力な武器となっている）。『弐CORE』には登場しない。
ロクショウ
KWG型メダロット。男型。
『2』以降に登場するタイプ。メタビー同様本来この名称は個人 (?) のものであり、ゲームにおいて『1』登場のヘッドシザースとは厳密には区別される。形状的な違いは無く（設定画は書き直されているが）一部カラーリングが変更され全体に紫がかった色になった（ただし『2』のパッケージやゲーム中のグラフィックでは旧タイプのカラーリングとなっており、はっきりと色の区別がされたのは『3』以降）。
漫画版『1』、アニメ版『メダロット』ともにフシハラゲンゴロウ博士のもとにいたメダロットとして登場。主人を亡くした後は流浪の旅を続けている。漫画では旧タイプのカラーリングだが、アニメ登場時には本機のカラーリングで登場した。漫画での本来の名は「ヨウハク」。　DS以降でもクワガタ版では最初に手に入る機体で機体名はロクショウで登場する。
ワイアーニンジャ
NIN型メダロット。男型。ニンニンジャの後継機。アニメには、ロボトル監視衛星「テラカド3号」として登場。
ワンダエンジェル
ANG型メダロット。女型。
ヒールエンジェルの後継機。天使をモチーフとし回復行動を得意とする。『2』のパーツンラリーの賞品として初登場。『4』では期間限定でカリンの使用機体となる。
元祖いやらし系である。このいやらし系というのは誤字に思えるが、『4』での説明ではしっかり「いやらし系」と書かれている。
『DS』でこれに似たレストアンジェが登場している。

## メダロットR
『1』及び『2』の全機体も登場する。
アークビートル
KBT型メダロット。男型。
『メダロッターりんたろう!メダロットR』が初登場。
ヘラクレスオオカブト型メダロット。重量級のKBTで、モチーフ通りの2本の特徴的な角がついており、それがビームを放つアークとなっているのが名前の由来。頭部のビーム「プロミネンス」は非常に強力で、並のメダロットなら一撃で機能停止に追い込める（ただし『3』以降では撃てるのは1回だけ）。『3』・『4』では両腕のパーツにまで貫通性がついている（ただし、『R』にくらべ性能自体は弱体化）。装甲も全体的に高い。プロミネンスとは紅炎のこと。『3』ではヒカルこと怪盗レトルトが使用（『3』でもりんたろうは登場するが、使用機体はカンタロス。『4』ではアークビートルも合わせて使用する）。『DS』でもイッキが所有している。
『DS』では装甲が弱体化、『7』以降は充填・冷却が非常にアンバランスになるなど、シリーズを重ねるごとに扱いの難しい機体となっている。
アニメ版『メダロット』では宇宙メダロッターXが使用。プロミネンスを1回しか撃てない理由は「アークビートルのエネルギーがもたない」とのこと。
アールロビー
RRB型メダロット。男型。
ブリキのおもちゃを模したユーモラスな外見をしている。
アイアンコブシ
INK型メダロット。男型。
空手家を模したメダロット。攻撃方法は忍び込み格闘という、他の格闘型とは違う攻撃方法である。
アイアンホース
IHS型メダロット。男型。
十二支「午」型メダロット。見た目はバイクに近く、脚部は車両型となっている。
アクエリアンス
ACA型メダロット。
みずがめ座をモチーフとした機体。
イチゲキケンゴー
IGK型メダロット。男型。
剣道をモチーフとしている。素早いソード攻撃を繰り出す。
イフリートナイン
IFN型メダロット。男型。
アラビアンナイトに登場する精霊をモチーフとしている。
インカパペット
IKP型メダロット。男型。
初出は『R』。
インカ文明がモチーフ。
エアリーラム
ERM型メダロット。男型。
おひつじ座をモチーフとした機体。
エレクトロレッド
ELL型メダロット。男型。
赤鬼と雷神をモチーフとしている。
エンプレスパトラ
EPP型メダロット。女型。
『R』の隠しメダロット。
クレオパトラをモチーフとし、能力は変化。
アニメ版『メダロット』ではエジプト代表タワラーマの愛機として登場。通称「無敵の女神」。テケテケマミーラ2体を引き連れ、アントライオンフォーメーションという攻撃でカンタロスを一撃で葬り去る（ちなみにこの地点では本気の10分の1も出していないとのこと）。本戦では特技の変化能力を駆使しゴッドエンペラーの両腕パーツに変化させるどころか、スミロドナッドのシャドウソード、更にはメタビーのメダフォースさえもコピーしたが、本家メタビーのメダフォースには及ばず、メタビーとの一騎討ちに散る。
オヤカタエクセル
OEX型メダロット。男型。
大工の棟梁をモチーフとしており、頭部にはハチマキ、腹部には腹巻、両腕にはトンカチとノコギリを所持する。パーツの性能は全体的にスミロドナットを弱体化したようなもので、武器の種類もほぼ同じである。
オンフィッシュ
ONF型メダロット。男型。
モチーフはうお座。
カイゾクロ
KZA型メダロット。男型。
海賊の船長をモチーフとしている。
ロボロボ団幹部のレッドマッコウの使用機体で、高い装甲値と攻撃力でなかなかの強敵。
アニメ版『メダロット』ではカリブ代表キャプテン・ジンが使用。カイゾクロベーと共に「バミューダ・トライアングル」というフォーメーションでイッキ達を苦しめた。
カイゾクロベー
KAB型メダロット。男型。
海賊の子分をモチーフとしている。カイゾクロの子分であるため攻撃方法は似ているが、全体的な性能はいまいちパッとせず目立たない機体。
アニメ版『メダロット』ではカリブ代表キャプテン・ジンの子分と、娘のカルアが使用。カイゾクロと共に「バミューダ・トライアングル」というフォーメーションでイッキ達を苦しめた。
ガイロット
GLT型メダロット。男型。
骸骨を模したメダロット。漫画ではロボロボ団が使用し、アニメ版『メダロット魂』ではデスメダロットとして登場。珍しく「なぐる」「がむしゃら」の特性を持つ「ビーム」のパーツを持っている。『メダロット魂』中ではよく浮遊していたが、多足型のメダロットである。アニメOPでは、ガンデスペラードと同じタイミングで登場している。
カプリホーン
KPH型メダロット。男型。
モチーフはやぎ座。高い装甲を持つ。
カマゴエモン
KMG型メダロット。男型。
石川五右衛門をモデルとする。アニメ版『メダロット』ではフランス代表ルパン3兄弟のひとり、コレスール・ルパンが操る。しかしル・ビラン、ワイルドハリーと同じくロボトルは出来なかった。
カルシープ
KSP型メダロット。男型。
十二支の「未」をモチーフとする。
カンカンガール
KKG型メダロット。女型。
カンガルーを模している。
カンタロス
KBT型メダロット。男型。
『メダロッターりんたろう!』に初登場。
波島りんたろうの操るメタルビートルのカスタムタイプ。破損部分をヒカルのメタビーの部品で応急処置したこともあり、他のメタルビートルとの互換性もある。
『りんたろう』とアニメ版『メダロット』に登場するメダロットに共通する特徴だが、基本的に喋らない。ただしイッキのメタビーと出会ってからは多少は喋れるようになった。
『R』では全ステータスがメタビーを凌駕しているが、『4』や『8』では軽量型にカスタマイズされており、攻撃力や防御力で劣る分攻撃スピードや機動力が高くなっている。
ガンデスペラード
GDR型メダロット。男型。
拳銃（オートマチック）を模している。
アニメ版『メダロット魂』ではギンカイが使用。メダフォースを封じるなどして、異常さをアピールした。ゲームでは腕部も銃を模しているが、『メダロット魂』では手がある。イッキ達が初めて戦ったデスメダロット。オープニングにも登場している。
キラリッパー
KLP型メダロット。女型。
モチーフは蛍光灯。脚部は浮遊タイプ。
キリーキンザム
KKZ型メダロット。男型。
モチーフはナイフ。全身に様々な形状の巨大なナイフを装備、脚部以外デストロイパーツになっている。アニメ版『メダロット魂』ではデスメダロットとして登場。
クラバーニカ
CBN型メダロット。男型。
かに座をモチーフとする。
ゴーベンケー
GBK型メダロット。男型。
武蔵坊弁慶型メダロット。弁慶の泣き所らしく脚部パーツの装甲が低い。『R』ではレトルトが、『4』ではウサオちゃんが使用。
アニメ版『メダロット』ではロボロボ団のシオカラが使用する。語尾は「でごわす」。弁慶型という理由で橋でしか戦えないといった弱点があった。
ゴクード
GKD型メダロット。男型。
孫悟空型メダロット。アニメ版『メダロット』ではロボロボ団のサラミが使用している。『4』ではりんたろう、ハスケの寮機として登場する。
ゴツァンデス
GTD型メダロット。男型。
『R パーツコレクション』でのみ入手できる。モチーフは力士。
コミックマウンド
COK型メダロット。男型。
漫画家を模している。
ゴリオンゴー
GOG型メダロット。男型。
ゴリラを模しているが、脚部は実質一輪車。両腕のチェンソー状のハンマーが武器。『R』では最新型メダロットとして登場。ロボロボ団に買い占められ、高額で転売が行われた。
アニメ版『メダロット』ではケニア代表チームのブラウダの機体として登場。決勝戦では「サクリファイスミッション」と称するケニアチームの作戦で、宇宙メダロッターXのベルゼルガを道連れにした。
サーゴード
SKD型メダロット。男型。
沙悟浄型メダロット。アニメ版『メダロット』では、ゴクード、ハッカードとともにサラミの機体として登場。
サイクロッサー
SIS型メダロット。男型。
モチーフはサイクロプス。
シーガル
SGL型メダロット。男型。
十二支の「辰」がモチーフ。アニメ版『メダロット』ではタカスルミが使用。相方であるスプライトゥスと仲間割れを起こした。
シーシール
SSL型メダロット。男型。
アザラシ型。
ジェミナスタゴ
JYG型メダロット。男型。
ふたご座をモチーフとするが、外見は茄子とタコを組み合わせている。
ジェントルカーゴ
JTC型メダロット。男型。
モチーフはペリカン。
シャーマンミコ
SMK型メダロット。女型。
巫女の姿をしている。変動攻撃が得意で、脚部は浮遊。パーツ名は巫女や神社にちなんでいる。
シンセイバー
SIN型メダロット。男型。
新撰組隊士型メダロット。『R』ではレトルトが、アニメ版『メダロット』ではロボロボ団四天王の一人・サケカースが使用し、『4』ではコウジが使用する。『R』では頭パーツはホールドだったが、『4』以降では反撃行動に変更されている。また『4』では大分装甲が弱体化している。右腕パーツの「コテツザンゲキ」はソード攻撃を行う日本刀型のパーツで、近藤勇の愛刀「虎徹」がモチーフ。
スコルピート
SCP型メダロット。男型。
さそり座がモチーフ。
スプライトゥス
SPW型メダロット。女型。
十二支の「寅」をモチーフとする。アニメでは、タカスルミの愛機としてシーガルとともに登場。しかしシーガルと仲が悪かったために仲間割れを起こし敗退する。
ゼニメンダルダル
ZDD型メダロット。男型。
名前の通り、小銭メダルをモチーフにしている。
ダイダラスリー
DDS型メダロット。男型。
ダイテンシュカク
DTK型メダロット。男型。
天守閣を持つ城をモチーフとする。そのイメージの割には、装甲値はそれほどでもない。
タッチダイン
TDN型メダロット。男型。
タツマキジュード
TKJ型メダロット。男型。
柔道家型メダロット。頭部パーツの装甲が異常に低い。
タンクダンク
TND型メダロット。男型。
戦車がモチーフ。アニメ版『メダロット魂』ではデスメダロットとして登場。
チクタクロック
TCR型メダロット。男型。
モチーフは時限爆弾。
チャオシェンコー
TSK型メダロット。男型。
モチーフはチャイニーズドラゴン。
デアタウロス
DTL型メダロット。男型。
おうし座がモチーフ。牛の顔のような姿。
テケテケマミーラ
TTM型メダロット。男型。
モチーフはミイラ。アニメ版『メダロット』ではエジプト代表のハッサンとアリの機体として登場。エンプレスパトラとアントライオンフォーメーションという攻撃でカンタロスを一撃で葬ったが、本戦ではブルースドッグの捨て身の特攻により機能停止する。漫画では「シリカゲル」号が登場している。
デゴイチャージ
DGI型メダロット。男型。
名前と風貌は蒸気機関車デゴイチから。格闘系の重力攻撃が得意。
デスリッパー
DLP型メダロット。男型。
両手に鎌を持った死神型メダロット。直接攻撃を得意としそうな外見だが、トラップ専門で「クモ」メダルと相性が良い。
デリーマウス
DRM型メダロット。女型。
十二支の「子」に対応する鼠型メダロット。
テレスコクレーン
TLK型メダロット。男型。
クレーン車型メダロット。
デンジャーパワー
DNP型メダロット。男型。
スパイがモチーフの機体。『Rパーツコレクション』でのみ入手可能。
テンテンボマー
TTB型メダロット。男型。
モチーフは爆撃機。
テンペストブルー
TPB型メダロット。男型。
風神をモチーフにしたメダロット。
トリケラボッツ
TKB型メダロット。男型。
トリケラトプスがモチーフ。
アニメ版『メダロット魂』ではデスメダロットとして登場。
ドンドラキュリオ
DDK型メダロット。男型。
吸血鬼をモチーフとする。
アニメ版『メダロット魂』では、イチノクラのメダロットとして登場。コクリュウの手で一時的にデスメダロットにされてしまった。
ナインテンガール
NTG型メダロット。女型。
名前の通り、モチーフはナイチンゲール。
ネッサージュ
NSJ型メダロット。男型。
ネス湖の怪物ネッシーが両手に銛と水中銃を持った上半身と、潜水艦の脚部を持つ極めて特徴的なデザイン。ゲーム中ではロボロボ団幹部のグリーンポークの使用する機体。
アニメ版『メダロット魂』ではデスメダロットとして登場。
ネンブツコムソー
NBK型メダロット。男型。
虚無僧型メダロット。
バイキングソング
BSG型メダロット。男型。
バイキング型メダロットで、頭部は充電、右腕がソード、左腕がシールドなので、バランスがとれている。バイキング船に酷使した脚部だが、浮遊型のパーツである。
バイソンステーキ
BSN型メダロット。男型。
牛型メダロット。片手にナイフ、片手にフォークを持つ格闘メダロット。武器を持つ手はテーブルマナーに準ずる。
パイプブレイン
GBL型メダロット。男型。
探偵型メダロット。索的行動が得意。シャーロック・ホームズがモチーフ。
バタローダ
BTD型メダロット。男型。
モチーフはヘリコプター。
ハッカード
HKD型メダロット。男型。
猪八戒型メダロット。
バッテリーナ
BTN型メダロット。女型。
モチーフは電池。女性型では珍しく、車両型の脚部パーツを持つ。
パトリオーダー
PTO型メダロット。男型。
その名の通りパトリオットミサイルがモチーフ。
ハヌマンキー
HNM型メダロット。女型。
十二支の「申」に対応する。
『メダロット魂』ではテドリガワ三兄弟のデスメダロットとして登場した。
バロンキャッスル
BRK型メダロット。男型。
城型のメダロット。男性型で唯一、転倒攻撃が使用できる。
ビートランニング
BTR型メダロット。男型。
アイスホッケー型メダロット。
ピギーバック
PGB型メダロット。男型。
ダンプカー形メダロット。見た目どおり装甲が若干高い。
ヒポポジャマース
HPP型メダロット。男型。
カバ型メダロット。
『BRAVE』『DS』で再登場する。
ファイヤオーガン
FOG型メダロット。男型。
消火器型メダロット。対水攻撃と、ファイヤー攻撃が得意。まさにマッチポンプである。
ファンシーロール
FSL型メダロット。女型。
魔法のステッキを持ち、マスコットを従えた魔法少女の姿をしている。外見に似合わず全て攻撃系パーツで構成されている。また見た目は二脚だが実は飛行タイプ。
アニメ版『メダロット』ではスウェーデン代表のマルガリータ（ゲームとは別人）の愛機。戦闘シーンがほとんどなかったので棒立ち状態だった（一応ステッキでスミロドナッドとメタビーを叩いている）。イワノイ曰く「とどめの魔法少女」。『魂』では「ファンシーロール（バンピレラバージョン）」も登場。成人したマスターによってゴミの山に捨てられており、人間を嫌っている。誤解からカガミヤマの元を去ったキースタートルを洗脳し、彼を連れ戻しに来たカガミヤマ達を大量のティンペットと共に襲撃した。声は斉藤レイ。
『DS』で再登場。右腕がハンマーになったが、貫通能力がないだけでロクショウのピコペコハンマーと同等の威力を持つなど、かなり強化されている。
フェアガール
FAG型メダロット。女型。
モチーフはおとめ座。
フェイニット
FYN型メダロット。女型。
十二支の「未」をモチーフとする。
フェイフェイ
FEI型メダロット。女型。
モチーフはカンフー。
ブリュッツボルト
BLB型メダロット。男型。
モチーフは戦闘機。
フレームキャスト
FLC型メダロット。男型。
カメラがモチーフ。アニメ『メダロット魂』ではマスイズミの操るデスメダロットとして登場。
フロントライン
FRN型メダロット。男型。
モチーフはグリーンベレー。アニメ『メダロット魂』ではデスメダロットとして登場。アニメのOPではサビに入る直前に倒されている。
ボアブースター
BAB型メダロット。男型。
十二支メダロットシリーズ「亥」型。「メダロットDS」では女性型として再登場する。
ホークダカー
HKG型メダロット。女型。
十二支型メダロットシリーズの一つでモチーフは「酉」。ホークダ「ガ」ーではない。
『R』では射撃型の機体だったが、『8』では格闘型の機体になった。
ボーテックアロー
BTA型メダロット。男型。
モチーフはいて座。
ポーパルラビット
BPB型メダロット。女型。
十二支の「卯」がモチーフ。
兎のような外見をしているが、本来のウサギメダルが得意とする時間行動ではなく、対空攻撃を得意とする。
マジカルカード
MJC型メダロット。男型。
マジシャンがモチーフ。「メダロットDS」で再登場。
マンムートタスク
MMT型メダロット。男型。
モチーフはマンモス。アニメ版『メダロット』ではメダロット屈指のパワーファイターと称されており、シベリア代表が使用する機体は「ブリザードフォーメーション」「冬将軍ボンバー」などの必殺技を持つ。
メイパピー
MIP型メダロット。女型。
十二支メダロットシリーズ「戌」型。攻撃的な外観を持つDOGシリーズに比べると愛嬌のあるデザイン。
メダメイド
MDM型メダロット。女型。
メイド型メダロット。主人に尽くす完全補助形かと思いきや、実は射撃パーツも装備した攻撃系補助形メダロットである。左腕パーツ「オボンコボン」は、援護に回ったときはダメージを最高で5にすることができるのだが、「オボンコボン」自体はかなりもろい上、援護準備中は何故か回避出来なくなっている。アニメ版『メダロット魂』に登場。
メデゥザード
MDZ型メダロット。女型。
十二支メダロットシリーズ「巳」型。ヘビと言うよりは、むしろメデューサにちなむ外観をしている。
メニーミルク
MYM型メダロット。女型。
十二支メダロットシリーズ「丑」型。どこか母性を感じさせるメダロット。『Rパーツコレクション』でのみ入手可能。
モクセイダイオウ
JPT型メダロット。男型。
所謂ブリキのロボットの姿をしている。右腕にドリル、左腕にハンマーを装備している。アニメではチェコスロバキア代表のチャペックが使用。
ライノラッシュ
RIN型メダロット。男型。
サイがモチーフ。アニメ版『メダロット』ではケニア代表のイズベスチアが使用。チームメイトであるヴィクトルのウォーバニットに盾にされた。
リブラブラ
LBL型メダロット。男型。
ル・ビラン
LBN型メダロット。男型。
モチーフはアルセーヌ・ルパン。ただし脚部は自転車である。
アニメ『メダロット』ではフランス代表のアレスール・ルパンが使用。ちなみに彼の弟であるドレスール・ルパンは石川五右衛門をモチーフとしたカマゴエモン、ナニスール・ルパンは拳銃型のワイルドハリーを使用していた。
レオファング
LOF型メダロット。男型。
モチーフはしし座。
レシプロエース
LPA型メダロット。男型。
モチーフは複葉機。
レッドカペロ
RED型メダロット。女型。
モチーフは赤ずきん。装甲がやや高く格闘攻撃を得意とする。『Rパーツコレクション』でのみ入手可能。
ローサイレン
LOW型メダロット。男型。
モチーフは警察。『Rパーツコレクション』でのみ入手可能。
ロビンアーチ
RBA型メダロット。男型。
ロビンフットをモチーフにしたメダロット。パーツ装甲が若干高い。
アニメ『メダロット魂』ではギンカイ操るデスメダロットとして登場した。
ワイルドハリー
WLD型メダロット。男型。
モチーフは拳銃（リボルバー）だが、左腕は手榴弾。アニメ版『メダロット』ではフランス代表のナニスール・ルパンが使用。

## メダロット3
アークビートル
『R』からの再登場。
アースブラキオ
BRA型メダロット。男型。
ランドブラキオの発展機で、セレクトスリーの司令塔。
アグリィダック
DUC型メダロット。女型。
アヒルがモチーフ。「みにくいアヒルの子」にちなんで変形すると白鳥の姿になる。
アサルトティラノ
TIR型メダロット。男型。
アタックティラノの発展機。セレクトスリーの隊長。
アタックトリケル
TOR型メダロット。男型。
トリケラトプスがモチーフ。セットステゴと同時に出現し、クロス攻撃を展開する。
アネモネ
ANM型メダロット。男型。
イソギンチャクがモチーフ。
アホロートル
UPA型メダロット。男型。
ウーパールーパーがモチーフ。
アンビギュアス2
MWB型メダロット。男型。
アンビギュアスの発展型。攻撃力の高さと装甲の薄さをアンビギュアスから引き継いでいる。また、頭パーツはミサイルからデストロイに変更された。『4』のライブラリーの説明文によれば、「倒せ!カブト!」というコンセプトもあるとのこと。
アニメ『メダロット魂』ではワカバ操るデスメダロットとして登場。
ヴェイパーレール
RCM型メダロット。男型。
機関車がモチーフ。ランドモーターと同じく「ミニハンドル」に対応しており、マスターを乗せての高速移動が可能。ハンドルなのに機関車であることはゲーム中でイッキに突っ込まれている。
ウォータービート
JWB型メダロット。男型。
モチーフはタガメ。
ウォーバニット
『2』からの再登場。
エイシイスト2
LHB型メダロット。男型。
エイシイストの改良型。デザインはエイシイストから大きく変化したが、アンビギュアス2同様、よくも悪くもエイシイストの特徴を引き継いでいる。また、頭パーツは索敵から未満防御へと変更された。『4』のライブラリーの説明文によれば、「倒せ!クワガタ!」というコンセプトもあるとのこと。
漫画ではタマオ・ピルバーレンのメダロット「エレクトロン」がこのメダロットのパーツ一式を装備して戦ったこともあった。
エクサイズ
STG型メダロット。男型。
サーベルタイガー型メダロットで、スミロドナットの発展型。マスターはライバルのコウジ。メダチェンジシステム搭載。装甲が低いため単体ではやや扱いづらく、防御役のサポートが必須。
クラフティーモード時では、ユニトリスと同じくトラのように四足歩行となり、前足を発射するメダブレイクを武器にする。
『魂』ではデスメダロット（プロトタイプ）だが、後に一般販売される。ユニトリスとほぼ同じ性能を持っているが、こちらは接近戦用の武器しか持たない。初登場時は、コクリュウからユニトリスに完敗した謎のメダロッターに提供される。謎のメダロッターが手放してドークスを再び手にした時からはコクリュウが使用する。
オイルスライダー
PSK型メダロット。男型。
アメンボを模したメダロット。レベルドレインとナパーム攻撃を得意とする。
オートクルーズ
SHP型メダロット。男型。
メダチェンジシステムを搭載しており、変形後は軍艦のような姿になる。ブルーサブマリンと同じく「せんぼうきょう」に対応しており、水面を進むことが出来る。なぜ船なのに潜望鏡が必要なのかは不明。
オールドカープ
CRP型メダロット。男型。
鯉がモチーフで、カブトバージョンにおいてマーマン学院の生徒が使用。変形可能で、竜へと変貌する。
オールドワイズ
PRN型メダロット。男型。
フクロウを模している。
ガンキング
TNG型メダロット。男型。
トランプのキングをモチーフとした機体で、ブラックデビルが操る。メダチェンジシステム搭載。両腕と脚部パーツの装甲は250と驚異的に高い（通常は防御役でも100前後）反面、頭部のみ10と極端に装甲が薄い。しかしメダチェンジして装甲を一体化させることで、弱点を補うことができる。
カンタロス
『R』からの再登場。
ギャラントレディ
VAL型メダロット。女型。
プリティプラインの改良機。右腕の武器が槍になっている。『3』、『4』でアリカが使用。
キュー
QPD型メダロット。男型。
キューピッドをモチーフとする。
キングフラグ
HSC型メダロット。男型。
モチーフはカブトガニ。防御パーツのみで構成され、ガンキングに次ぐ装甲を誇る。
『メダロット魂』ではナエの見合い相手フクツルのメダロットとして登場。旧式ながら568戦429勝という対戦成績を誇るが、活動時間に制限がある。
クライバンシー
BCY型メダロット。女型。
バンシーをモチーフとする。ロボロボ団のスルメが使用。
グランシア
SRC型メダロット。男型。
宇宙探査用のメダロット。
グレードカブキ
KAB型メダロット。男型。
歌舞伎がモチーフ。相手を混乱させるパーツで構成されている。
クロノフォルム
CRO型メダロット。男型。
モチーフはクロノサウルス。
コーシーホース
SHS型メダロット。男型。
タツノオトシゴがモチーフ。オールドカープに対応し、クワガタバージョンにおいてマーマン学院の生徒が使用する。こちらも竜の姿へと変形する。
ゴージャイン
PCK型メダロット。男型。メダチェンジ対応。
モチーフは孔雀。
ゴーファン
ECF型メダロット。男型。
扇風機がモチーフ。車両型。急速チャージで味方メダロットを瞬間移動させることが出来る。
ゴールドフィン
GFS型メダロット。女型。
金魚を模している、回復パーツで構成された潜水型機体。メタビーとロクショウが恋に落ちるメダロット「レイ」として登場、悲しい運命をたどることとなる。
ゴッドエンペラー
『2』からの再登場。
コノトラクター
CVL型メダロット。男型。
トラクターを模した車両型メダロット。
サイカチス
KBT型メダロット。男型。
カブトバージョンの主人公機。
日本では「イセロス」の名で販売されている。名前の由来は、江戸時代の関東地方でのカブトムシの地方名「さいかちむし」。メタルビートルの発展型で、メダチェンジシステムを搭載している。変形後は車両型になり、高威力のクロス攻撃が可能となる。『3』及びアニメ版『メダロット魂』ではクラフティーモードに変形可能で、背部に装着される追加パーツのメダスプレイヤーが必殺武器。『DS』ではカブトVerでWi-Fiに接続するとおまけパーツ一式がもらえる。ゲームのシステム上メダチェンジはオミットされている（これに限らず、過去変形できた機体すべてが変形できない）。
『メダロット魂』では新KBT型メタビーとされており、サイカチスの名称は使われていない。
G・O・デス
DGD型メダロット。男型。
死神をモチーフにしたメダロット。白い服を着た亡者のようなデザインで、両手に巨大な鎌を隠し持った不気味な姿。高威力のサクリファイス攻撃を行う。名前は「The God Of Death」の略で、死神の意。ゲーム中ではワタリドリカラスが使用する。
シーキャッチャー
ARO型メダロット。男型。
古代生物のアノマロカリスをモチーフにしたメダロット。ウェーブ攻撃を行う。
シーモンスター
HLG型メダロット。男型。
古代生物のハルキゲニアがモチーフのメダロット。純正で射撃・格闘の両トラップを設置、さらにトラップの解除も出来る設置に特化した機体。
ジェニアス
KRN型メダロット。男型。
伝説の生物である麒麟がモチーフのメダロット。名前は麒麟児の意。メダフォースを操ったり、味方を蘇生させるなど、神秘的な行動を行う。ヘベレケ博士やマーブラーが使用する。
シャインシール
SEL型メダロット。男型。
アザラシがモチーフで、トラップ解除を行う機体。
ジャッカル
TJK型メダロット。男型。
トランプのジャックがモチーフのメダロット。ブラックデビルが使用。変形すると巨大な剣の形になる。変形後のドライブAは高威力のデストロイ攻撃（後ろ向きの相手のパーツを破壊する）。なお、名前はジャックのもじりであり、動物のジャッカルは無関係。
シュリンプレッサ
ISE型メダロット。男型。
伊勢エビがモチーフ。格闘トラップを使う。
シラミン
LOS型メダロット。男型。
名前の通りシラミをモチーフにしたメダロット。火薬攻撃を無効化する能力を持つ。各パーツはフィールドの雑魚のパーツにランダムで混ざって登場するため、集めるのが難しいメダロット。
スィーカマー
SLN型メダロット。女型。
カリンが使用するメダロット。トランキュリィの後継機にあたる。メダル研究所にいるプリミティベビーの暴走を止めるのに一役買った。
スカイカーゴ
APL型メダロット。男型。
レディジェットと同じく「かぜのつばさ」に対応しており、人を運んで飛ぶことが出来る。
スカイプテラ
PTL型メダロット。男型。
エアプテラの発展機で、セレクトスリーのリーダー。
スティドリアード
DRI型メダロット。女型。
ドリアードをモチーフとする。クロス攻撃ファイヤを放つ。
ストールボート
CHC型メダロット。男型。
ヒヨコがモチーフ。変形すると立派な成鳥になる。
ストレイウォルフ
WLF型メダロット。男型。
メダチェンジシステム搭載。『3』中盤以降にイワノイが使うようになる。名前は一匹狼の意。
スパイン
CHS型メダロット。男型。
『3』ではハチロウが使用し、ストーリーでは、イッキに不意打ちをしかけた。
『8』ではイベントシーンにのみ登場。
スフィンク
SZK型メダロット。女型。
『3』ではトパージア、『4』ではシュリが使用。朱雀をモチーフとし、継続攻撃でダメージを与える。スフィンクスは無関係。
スミロドナッド
『2』からの再登場。
スライムエール
EEL型メダロット。男型。
ウナギを模したメダロット。継続リペアを行う。
セットステゴ
STE型メダロット。男型。
ステゴサウルスをモチーフとした戦車型。アタックトリケルと対を成す。その名の通りクロス攻撃セットの行動をする。
セミシケード
CCD型メダロット。男型。
その名の通りモチーフはセミ。ブレイク攻撃を得意とする。
センチペイド
CTP型メダロット。男型。
ムカデを模している。プレス攻撃が得意。ワンホイールと似たような性能。
ソフトアメーバ
AMB型メダロット。男型。
モチーフはアメーバ。ウィルス攻撃を得意とする。
ダークパンサー
PNT型メダロット。女型。
名前の通り黒ヒョウがモチーフ。『3』中盤以降にキクヒメが使うようになる。メダチェンジ後は非常に強力な格闘攻撃を繰り出すが、異常に装甲が薄いのが弱点（『4』では少しだけ改善）。
ダッシュラプトル
VER型メダロット。男型。
ヴェロキラプトル型。 敵影感知を備え、変動攻撃を得意とする。
『3』、『4』通して序盤の男の子が使用してくるおなじみの機体。
ダニン
TIC型メダロット。男型。
その名の通りのダニ型メダロット。ゲーム『3』においては各パーツが低い確率で、ランダムに雑魚キャラクターのメダロットのパーツに混ざるので、非常に集めるのが難しい。
チェアピクシー
PIC型メダロット。女型。
妖精型メダロット。
チェンジガーゴー
GAG型メダロット。男型。
ガーゴイルを模している。ロボロボ団のサラミが使用。浮遊型ではあるが脚部の装甲が高い上、変形後は高威力のダメージ減少を使用と戦いにくい相手。
チェンジリング
VBL型メダロット。男型。
可変型メダロット。味方のサポートを得意とし、重力制御によってどの地形でも一定速度で行動できる。
チルドシッター
BST型メダロット。男型。
子守型メダロット。ファーストエイド行動で味方をサポートする。
ツンドル
BYC型メダロット。女型。
『3』ではエレクトラ、『4』ではハクマが使用。白虎をモチーフとした機体。
ディアアイドル
IDL型メダロット。女型。
モチーフは学園アイドルであるが、裏の顔も学園代表というコンセプトも持ち合わせている。変形前はサポートに特化した可愛らしい機体だが、変形後はヨーヨーを武器にしてかなり過激な攻撃を繰り出すようになる。『3』ではサイカチス、ドークスの実験でナエが使用。シーフェアリーズのリーダーであるウオナも使用する。
ディストスター
RAY型メダロット。男型。
ホッピンスターの後継機。メダチェンジシステムを搭載。スポーツカーのような形態へと変形する。変形後は、推進値と機動値が最高値である99、充填値と放熱値（高いほど攻撃に時間がかかる）が0と最速の機体となり、高威力のビームを連発できるようになる一方、その他の防御力や攻撃成功率に関するステータスも軒並み0になってしまうという、極端にスピードに特化した機体。ハチロウ、シメタ、オロチなど多くのメダロッターに使用されている。
デュラホース
DHN型メダロット。男型。
モチーフはデュラハン。サケカースが使用。馬に跨り、右手に剣を持ち、左手に己の頭を持った姿をしている。そのため頭パーツはティンペットよりもはるかに小さい。
デングリロール
CCL型メダロット。男型。
未満防御を行うが、装甲が60と薄く高威力攻撃に弱い。脚部は115となかなかの装甲を持つ戦車型。
でんしレンジャー
MWO型メダロット。男型。
全身がカウントダウン攻撃（「カウントダウン」という症状がつき、0になると機能停止）のパーツで構成されている。衛星でおばあさんが使用してくる。
ドークス
KWG型メダロット。男型。
ヘッドシザーズの発展型。『3』のクワガタバージョンでは主人公機。『BRAVE』では、コウジのユニトリスの進化系扱いとなっている。漫画ではタマオ・ピルバーレンが使用する「エレクトロン」として登場。メダチェンジシステムを搭載している。イラストではわからないが、アニメやゲーム中では右腕からサバイバルナイフ、左腕からハンマー（ピコピコハンマー）が飛び出すのが確認できる。ナイフの形状はほるまりんと藤岡建機のどちらがデザインしたかで若干異なる。変形後は高威力のハンマーと対空、対水攻撃が可能でかなり便利。レクリスモードのほか、クラフティモードへの変形も可能。
アニメ『メダロット魂』では謎のメダロッターの愛機として登場。アニメではクラフティモードの形態で、背部の追加パーツによる反重力発生装置で空を飛ぶことも可能で、武器は背部の追加パーツの角をブーメランのように飛ばすメダシェアーズが必殺武器。なお、「ドークス」とはオオクワガタの学名。『DS』クワガタVerでWi-Fiに接続するとおまけでパーツ一式をもらえる。ただし6/8までの限定配信。
トリロバイド
TLB型メダロット。男型。
三葉虫がモチーフ。名前も三葉虫の意。
ドルドルフィン
DLP型メダロット。女型。
モチーフはイルカ。パーツの復活を得意とする。
ナーバスバード
CNR型メダロット。女型。
カナリアがモチーフの機体。ダメージ減少と味方の回復を得意とする。
ナチュラリー
BOW型メダロット。男型。
モチーフはオジギソウ。
ニャーブック
CFS型メダロット。男型。
ナマズを模している。
ネオさくらちゃん
DFL型メダロット。男型。
さくらちゃんの後継機。相変わらず不気味なデザインだが、そこが逆にクールであると男の子に人気らしい。高めの装甲とサポート能力が幸いしてゲーム中ではコウジの使用機体となり、『4』では装甲が低い（リーダー向きでない）パートナー機に代わってリーダー機を務める。
ノクトキャット
CAT型メダロット。女型。
ペッパーキャットに連なるネコ型メダロットで、キクヒメが使用。
ノットタッチ
TMN型メダロット。女型。
ホウセンカ型メダロットで、クロス攻撃セットを行う。
ノミン
GNB型メダロット。男型。
ノミ型メダロットで、重力攻撃を無効化する。ほとんどのメダロットが純正パーツで出現する中、ダニン、シラミンと同じく、個々のパーツがランダム出現するため、パーツを集めるのは極めて困難。
パープルカーラー
DOG型メダロット。男型。
ブルースドッグの後継機。
『8』ではイベントシーンにのみ登場。
ハイジラフ
GRF型メダロット。男型。
キリンがモチーフ。長い首を生かした索敵を行う。
バイバイクーン
MTC型メダロット。男型。
「防御・回避不能」の行動制限を得意とする。モチーフはバイク。
パカット
DVL型メダロット。男型。
小悪魔がモチーフで、ロボロボ団がストーリー中盤以降に使用するようになる。変形機構も持ち、名前の通り各パーツが「パカッと」開く。ちなみに、頭パーツはピキット、右腕パーツはプクット、左腕パーツはペケット、脚部パーツはポコットとパ行、カ行で統一した名前となっている。
バサルト
GNB型メダロット。男型。
玄武がモチーフ。ビリジアナ、コクエンが使用。「バサルト」とは玄武岩のこと。『4』では電話一本でこの機体を届けてくれる「バサルトレディ」なる謎の商売が存在する。
パスグール
GHL型メダロット。男型。
グールがモチーフ。シオカラが使用。
バストロイヤー
BBS型メダロット。男型。
ブラックバスを模したメダロット。デストロイを使用する。
ハニーフォース
LDB型メダロット。女型。
てんとう虫がモデルとなっている。『3』の序盤から登場するが、反射を使うので苦戦することがある。
バニーマインド
BNY型メダロット。女型。
バニーハートの後継機。モチーフはもちろんバニーガール。サポート能力はそのままに、装甲等が強化されている。
ハムエニシーン
HAM型メダロット。男型。
ハムスターがモチーフ。ファイヤー攻撃を繰り出す。
バンチュー
BAN型メダロット。男型。
バンカランの後継機。金髪リーゼントを模した頭部をもつ。『3』ではシードラゴンズのリーダーが使用する。
ハンプキャメル
CML型メダロット。男型。
モチーフはラクダ。
ピー
RAP型メダロット。男型。
マスコット型でラピの後継。『3』ではパティ、『4』ではヒカルが使用。相変わらずかわいい姿に似合わず、サクリファイス攻撃を繰り出す。
ビートブレス
CRN型メダロット。女型。
鶴をモチーフとしたメダロット。『鶴の恩返し』さながら変形すると美しい女性の姿になる。
ファーストエース
TJO型メダロット。女型。
『3』のラスボスでトランプシリーズのひとつ。モチーフはエースだが、変形すると外装が剥がれてジョーカーを髣髴とさせる不気味な姿になる。変形後は「ホームシック」、「転倒」、「反射」といった強力な攻撃を行う。
フードウィッチー
WCH型メダロット。女型。
モチーフは魔女。ミルキーの愛機。
プットキャット
NEK型メダロット。女型。
CAT型に近い風貌だが、モチーフは「猫娘」。『メダロット魂』ではデスメダロッターになる以前のワカバが使用した機体として登場。
フライイーグル
EGL型メダロット。男型。
モチーフは鷲。フライファルコンと対になる機体で、ミサイル攻撃を行うなかなか強力な機体。『魂』にもデスメダロットとして登場。
フライスクワイア
FLS型メダロット。男型。
モチーフはムササビ。
フライトラップ
IVP型メダロット。男型。
モチーフはハエトリソウ。名前はハエトリソウの英語名「Venus Fly Trap」（ヴィーナスフライトラップ）から。メルト攻撃を得意とするが、『3』のイベントや『4』の機体コメントではトラップ設置型のような扱いを受けている。
フライファルコン
HWK型メダロット。男型。
モチーフは鷹。フライイーグルと対になり、こちらはナパーム攻撃を行う。『魂』にもデスメダロットとして登場。
ブラウンバイソン
BAF型メダロット。男型。
モチーフはバッファロー。メダチェンジシステム搭載。『3』中盤以降にカガミヤマが使うようになる。全身が射撃パーツで構成されている。
ブラックスタッグ
KWG型メダロット。女型。
メダチェンジシステム搭載。ゲーム中ではドークスのダークサイドに位置する存在としてセルリアーノの手によって誕生した。性別まで反対で、型式番号もドークスに繋がる物になっている（「ドークス」:KWG-51 - 54、「ブラックスタッグ」:KWG-56 - 59）。ドークスを凌駕する攻撃性能を持つ。ただしゲーム上では変形後、【ひこう】になるためにアンチエアを標準しているレリクスモードのドークスとは相性が悪い。
『7クワガタバージョン』ではメインキャラクターの1人として登場する。
ブラックビートル
KBT型メダロット。女型。
メダチェンジシステムを搭載し、クラフティモードも存在する。セルリアーノの手で作られた暗黒面のサイカチスである。女型だが、モチーフ自体は雄のカブトムシなのでちゃんと角もある。メダチェンジ後は戦車になり、高い火力と装甲で強敵となる。『7』以降は装甲が非常に薄くなり、また戦車の攻撃を回避できない特性と相まって非常に防御面が弱くなっている。
『BRAVE』や『7カブトバージョン』ではメインキャラクターの1人として登場する。
『メダロット魂』ではかつてのコクリュウの愛機であったが、デスメダロットによる侵略のためメダルをグレインに搭載されてしまう。
ブラックローバー
RVN型メダロット。男型。
モチーフはカラス。
ブラッドストック
MQT型メダロット。女型。
蚊がモチーフのため脚部の尻の部分（昆虫の腹に該当）に血液を思わせる液体が溜まっているという、特異な外見をしている。
プリミロータス
LTS型メダロット。女型。
ロータス（蓮）をモチーフにしたメダロット。
フリルフリリー
FLL型メダロット。男型。
エリマキトカゲを模している。
ブルーハウンテン
WHL型メダロット。男型。
モチーフはクジラ。
ブレイブナース
NAS型メダロット。女型。
セントナースの後継機。両腕はカプセル剤をモチーフとしつつ、その薬剤の中に注射針があるという不思議な状態。『メダロット・ナビ』にてもカリンはこの機体を使用している。
ブレイブファイヤ
FFC型メダロット。男型。
モチーフは消防車。メダチェンジすると消防士のような姿になる。セレクト隊専用機。『4』ではミズチが用いて山火事を消す場面もあり、実際に消化能力もあると解る。また、かつてのミズチのパートナーメダロットであり、エンディング後のロボトルなどでも使用する。
変形前は火薬・重力・光学系無効パーツを持ち、変形後は「症状」系の攻撃能力を有する。
ブレイブポリス
PLC型メダロット。男型。
セレクト隊専用機。モチーフはパトカーであり、変形すると警察官になる。
変形前は「応援」行動パーツを持ち、変形後は「速度」系の攻撃能力を持つ。
ブレイブレスキュ
RSE型メダロット。男型。
セレクト隊専用機。モチーフは救急車で、変形するとレスキュー隊員になる。
変形前は「治す」行動のパーツを持ち、変形後は「威力」系の攻撃能力を有する。
プレミアム2K
PGM型メダロット。男型。
プログラマー型で、メダロット博士が使用。実はイワノイの家にもある（イワノイ自身は戦闘では使っていない）。
フロートスピナー
SPN型メダロット。女型。
パーツ名はいずれもアルファベット3 - 4文字である。
ヘアリインセクト
HCT型メダロット。男型。
モチーフは毛虫。変形すると蛾の姿になる。
ヘッドローカスト
GRH型メダロット。男型。
モチーフはトノサマバッタ。
ヘロケロベロス
KBS型メダロット。男型。
モチーフは地獄の番犬ケルベロス。3つの頭からそれぞれ別の症状攻撃を繰り出せる。ゲームでは3つの頭がそれぞれ意思を持ち、口々に喋る。
ポタトインセクト
GCT型メダロット。女型。
イモムシがモチーフ。変形すると蝶になる。
『BRAVE』ではメインキャラクターの1人として登場する。
ホリィオラクル
MIK型メダロット。女型。
巫女型メダロットだが、シャーマンミコとは型式番号が異なる。
ホワイトグラウス
PTM型メダロット。女型。
モチーフはライチョウ。モチーフと合わせてか、ライチョウ学園の女子生徒が使用する。
マルシェ
CMP型メダロット。女型。
序盤の女の子やOLが使うメダロット。一応ティンクルの後継機であり、ライフルとガトリングを主体とするが、各パーツの装甲値が上がって使いやすくなった代わりに、攻撃力はだいぶ落ちている。
マンマンモス
MMT型メダロット。女型。
名前の通りマンモスがモチーフで高い装甲値をもつ。
ミラクルミシン
ESM型メダロット。男型。
モチーフはミシン。攻撃と補助のバランスが取れた機体。
メイクイーン
TQN型メダロット。女型。
『3』のラスボスのトランプシリーズのひとつで、クイーンをモデルとする。
症状系攻撃を得意とし、変形して機能停止した味方を蘇生させることも可能。変形すると杖になる。
メダアース
ETH型メダロット。女型。
名前の通り地球型メダロット。変形前は症状の変化。変形後は妨害を操る。
メダヴィーナス
VNS型メダロット。女型。
金星型。変形前は威力系パーツの変化、変形後は反撃などを使う。
メダウラヌス
UNS型メダロット。女型。
天王星型メダロット。左右の腕パーツはサンダー、頭はアンチエアとなっている。
メダコメット
HLY型メダロット。女型。
彗星型メダロット。
メダサターン
STN型メダロット。女型。
土星型。変形後は3種類の防御を操る。女型では数少ない戦車。
メダサン
SUN型メダロット。女型。
太陽型メダロット。『3』で通信を対戦50回達成するともらえるメダロット。全体的に見てかなり性能が高い。頭パーツは『4』の女型でもっとも威力の高いパーツである。
メダジュピター
JPT型メダロット。女型。
木星型。変形後の推進・機動の値は全メダロット中最高の99。
メダネプチューン
NEP型メダロット。女型。
海王星型メダロット。頭部と両腕のパーツの名称はお笑いタレントのネプチューンのメンバーの名前をもじったものとなっている。
メタビー
『2』からの再登場。
メダプルート
PLT型メダロット。女型。
冥王星型メダロット。
女性型では数少ないデストロイ攻撃を持つ。
メダマーキュリー
MRC型メダロット。女型。
水星型メダロット。
回復系への変化パーツを持つ。
メダマーズ
MRS型メダロット。女型。
火星型。変形後はタコの様な容姿になる。変形後のフォースプラントの能力が非常に高い。
メダムーン
MON型メダロット。女型。
モチーフは月であり、両腕に小さなウサギが浮かんでいる。やさしげな風貌のイメージそのままに、なかなか強力な回復役メダロット。
ヤングスパロー
SWL型メダロット。男型。
ツバメを模している。
ユニトリス
KLN型メダロット。男型。
ライオン型メダロットで、ウォーバニットの発展型。メダチェンジシステム搭載でレクリスモード、クラフティモードへの変形も可能。クワガタバージョンにおける辛口コウジの愛機。
クラフティーモード時はライオンのように四足歩行となり、背中の追加パーツにある四連装ミサイルメダローズを武器にする。
アニメ『メダロット魂』ではコクリュウからギンカイに提供されるデスメダロットとなっている。頭部にサーモグラフィが装備されており、隠れたメダロットをも探し出すことが出来る。初登場時においては自動操縦のドークス3体を同時に相手にして倒すほどの高い性能で、それまで無敗だったイッキのメタビー（バッテリーの残量切れによる活動不能）と謎のメダロッターのドークスを連戦で倒した。その後、ギンカイがコクリュウと手を切った際に彼の駆るブロッソメイルによって修理不能になるまで破壊される。その後は、デスメダロッターハナビシの愛機となる（ハナビシの使うユニトリスは、エクサイズと同様に後に一般販売されたものである）。
ライザ
GRW型メダロット。女型。
ゲーム内では「コガネ」の愛称を持っている。
『8』では業務用仕様として「ライザT2」が登場。ストーリー中に登場する「ユーカ」もこちらの機体である。
ライトチーター
CHT型メダロット。男型。
名前の通りチーターがモチーフのメダロット。メダチェンジシステム搭載。イメージ通りの素早く強力な格闘攻撃をしかけてくる。全体的な性能やデザイン、変形の仕方などがダークパンサーとよく似ている。
ラストセーラー
SLR型メダロット。女型。
セーラーマルチの発展型。『3』、『4』でアリカのブラスがこの機体を使用している。『navi』のイッキ編のキャラクター達は『3』、『4』の後継機を使っているのだがアリカはセーラーマルチをまた使っているので『navi』にこの機体は登場していない。
ランドリーチ
EWM型メダロット。男型。
モチーフはミミズ。
リックタートル
TOT-3型メダロット。
キースタートルの後継機だが、アカミミガメを意識したカラーリングになっている。
リトルディア
FAW型メダロット。男型。
モチーフは仔鹿。変形すると立派な角を持った鹿に成長する。
リンクリケット
CRK型メダロット。女型。
コオロギを模したメダロット。ウェーブ攻撃、メダフォース制御を得意とする。
リンボマンボ
MAN型メダロット。男型。
メダロット研究所研究員・白玉の愛機。攻撃打消しのトラップを設置する。
ロイヤルメイド
MID型メダロット。女型。
名前通り、メイドの姿をしている。メダメイド同様、特定の人達に人気の機体である。
ロクショウ
『2』からの再登場。
ロンガン
SRU型メダロット。男型。
青龍型メダロット。メダチェンジシステム搭載。『3』ではセルリアーノが、『4』ではミズチが使用する。青龍をモチーフとした攻撃的なデザインで、高威力のメルトと蘇生・復活・回復を使用する。変形後の能力がかなり高い。
ワイヤエイリアン
ALN型メダロット。男型。
宇宙人を模したメダロット。
ワンホイール
BIC型メダロット。男型。
モチーフは一輪車。ロボロボ団員が使用する機体で、頭部の形状もロボロボ団のヘルメットに似ている。『3』以降のロボロボ団の機体といえばコレといったイメージが定着しており、ロボロボ団内部でも相当愛されているようである。決め手に欠けるが攻撃は成功の非常に高い「重力」属性の射撃武器、装甲はどのパーツも一律50と弱点らしい弱点がない。
脚部パーツの「シャリーン」はゲーム中でネタとして扱われることが多い。

## メダロット4
『3』の全機体が続投しており、『1』『2』『R』の一部の機体も再登場している。
アークビートルD（ダッシュ）
KBT型メダロット。男型。
アニメ『メダロット魂』で初登場。
アークビートルの発展型。メダチェンジシステム搭載。『メダロット魂』ではギンカイの愛機となる。重装甲のアークビートルから一転、スピードを重視した軽装甲となっている。攻撃力と防御力を中心に全体的に弱体化しているのと、メダチェンジはパワー変形ということもあり単体での戦闘能力や扱いやすさはアークビートルに劣る。右腕に「スカッター」、左腕に「スプリンク」と言う銃を持つ。しかしメダチェンジすることにより攻撃力が一気に上昇し、なおかつトップクラスのスピードを得ることが出来る。また、威力は劣るが頭部パーツ「アペンディスク」の使用回数は2回で、その面ではアークビートルより使いやすくなっている。追加パーツとメダチェンジシステムにより、「マイティレクリスモード」に変形する。
『8』ではメダチェンジ後に飛行型となった。アンバランスな機体と設定されているが、原型機のアークビートルより使いやすい機体になっている。
アニメではティレルビートルと合体（メダユナイト）する事で、重量級のマスタービートルになる。
アーマパラディン
『2』からの再登場。
アトラクター
ARL型メダロット。女型。
モチーフはアルラウネ。
アンダローカスト
MRM型メダロット。男型。
スポアーパラソル同様キノコを模したメダロット。ゲーム中ではマイタケキノコが使用する。攻撃力はなく、仲間のサポートを行う。
アンティコン
CLC型メダロット。男型。
シーラカンスを模す潜水型。変形後は首長竜の姿になる。
強力な火薬系攻撃を得意とする。
アントールド
DNT型メダロット。女型。
暗黒騎士型メダロット。刻印武器攻撃が唯一可能なメダロットで、刻印付加ができるラッパーとの併用が前提となる。騎士型ではあるが、鎧武者の甲冑のようなデザインであり、変形すると鬼の顔のような形態になる。
アンノーンエッグ
『2』からの再登場。
インキュリス
INC型メダロット。男型。
インキュバスがモチーフ。スタティック攻撃により命中したパーツの装甲値を1/4にする。
ウィンターガル
SMW型メダロット。女型。
モチーフはカモメ。
ウィンドミルトン
WDM型メダロット。女型。
風車を模している。
エランダー
SPR型メダロット。女型。
神官がモチーフ。封印解除が行える。
エンデバー
SNT型メダロット。男型。
聖騎士がモチーフ。封印武器を使える唯一のメダロットで、封印解除を行えるエランダーとの併用が基本。変形するとワイバーンのような姿になる。
カオーランタン
『2』からの再登場。
ガツミー
MIR型メダロット。男型。
モチーフは「鏡」。『4』のキャンペーンはがきに記載されているパスワードで入手可能。
カネハチ
『1』からの再登場。
カブトベニマル
KBT型メダロット。男型。
他のKBTと異なり、頭パーツの行動はファイヤーである。
クウケンタウロス
CTR型メダロット。男型。
ケンタウロスをモチーフとする。四天王、白虎のハクマの愛機。右腕のライフル、左腕のガトリングとも成功が非常に高い。
クウワイバーン
WVN型メダロット。女型。
ワイバーンをモチーフとする。四天王、朱雀のシュリの愛機。
『8』ではこの機体をモデルにした巨大メダロット「Gワイバーン」が登場。
クサピッチャー
NPT型メダロット。男型。
モチーフはウツボカズラ。
グッチー
TAP型メダロット。男型。
蛇口を模している。
グラッチェ
FRN型メダロット。男型。
フランケンシュタインの怪物をモチーフとする。ゲーム中ではロボロボ団が使用。漫画版ではあっけなく敗れた。
クリアピューレ
WFL型メダロット。女型。
ミジンコを模している。
グリークヘッド
HDR型メダロット。男型。
モチーフはギリシャ神話に登場するヒュドラ。ビーストキング（オロチ）が使用する。各パーツは自己修復の機能を持ち、元々の装甲値も高いので半端な攻撃は通用しない。
グレイトマザー
『2』からの再登場。
グレイン
ADV型メダロット。男型。
大悪魔をモチーフとした、『4』および『メダロット魂』のラスボス。名前は穀粒の意。前者ではオロチが開発したメダロット、後者ではコクリュウの操るデスメダロットであり、イッキたちを苦しめた。
異常なまでに頭でっかちで、細い体に巨大な腕という、胎児やグレイ型の宇宙人を想像させる異形の姿をしている。
変形前はメダフォースの制御や行動誘発などの搦め手で、変形後はデストロイやタイムアタックなどの高威力かつ特殊な攻撃で相手を苦しめる。
漫画版では、メダロット博士がかつて制作したメダロット試作0号機（マザータイプ）の成れの果てとして登場。月のマザーメダロットの身体となり、「地球のマザーを封じる」という社の意向を無視して、与えられた「使命」を果たすために自分の力が効かないメタビーの前に現れた。
グレートファザー
RID型メダロット。女型。
トナカイを模したメダロットで、変形するとサンタクロースの姿になる。
クロコプロバー
PLV型メダロット。女型。
ワニチドリがモチーフ。回数を重ねるごとに威力が増すカウントアタック攻撃が特徴。変形後はまさにワニそのものといった感じの姿になる。ゲーム中では「ハミング」と呼ばれていた。
クワガタバイザン
KWG型メダロット。男型。
漫画版『ナビ』では、もう一人の主人公として登場。追っ手から逃れながら、人間になることを目指し旅をしている。ゲーム版『ナビ』にクワガタバイザンは登場しないが、変装をした「マスクドクワガタ」が登場する。
ゲッコートー
GCK型メダロット。男型。
ヤモリがモチーフ。
ゲットレディ
『1』からの再登場。
ゴーフバレット
『2』からの再登場。
ゴーベンケー
『R』からの再登場。
コーマドッグ
『1』からの再登場。
コーラー
SKL型メダロット。女型。
スキュラを模している。
ゴカクボウーシ
PMW型メダロット。男型。
モチーフはカツオノエボシ。
ゴクード
『R』からの再登場。
ゴッツハリーン
TND型メダロット。女型。
竜巻をモチーフとする。それゆえ各パーツ名はトルネード投法で有名な野茂をはじめとする野球選手にちなんだものとなっている。戦闘が長引けば長引くほど威力が増すタイムアタック攻撃が特徴。
『4』でタカス・ルミが2体使用。
サーキュリス
『2』からの再登場。
サーゴード
『R』からの再登場。
サムライ
『1』からの再登場。
シアンドッグ
『1』からの再登場。
ジェントルハーツ
『2』からの再登場。
ジッキー
VAC型メダロット。女型。
ジャコウネコカ
MNG型メダロット。男型。
マングースがモチーフのメダロット。マングースがハブにまたがったデザインをしている。
シンセイバー
『R』からの再登場。
ストンミラー
『2』からの再登場。
スポアーパラソル
TDS型メダロット。男型。
キノコをモチーフとしており、スポアーとは胞子の意。リバティーズのリーダーであるマイタケキノコがリーダー機として使用しており、同じくキノコがあつかうアンダローカストと比べると色鮮やかな外見をしている。メダチェンジ機能を備えており、独楽のような姿に変形して、強力なデストロイ攻撃をしかけてくる。
スレッドドッグ
MRD型メダロット。男型。
山岳救助犬がモチーフのメダロットで、変形するとパラシュートで空を飛ぶ救助隊員となる。
セットチューター
TTR型メダロット。女型。
椅子に座った家庭教師を模したメダロット。
ソコオッター
SOT型メダロット。女型。
ゾッコー
RFR型メダロット。女型。
家電をモチーフにしたシリーズの一つで、冷蔵庫型。
タッキー
SMC型メダロット。女型。
タマノリパンダ
PAN型メダロット。男型。
その名の通り玉乗りをするパンダの姿をしたメダロット。同じ『4』で登場したパンダ型のメダロットにピャンタが存在する。
タラバクラバ
『2』からの再登場。
ダルダルダルマン
DHA型メダロット。男型。
名前の通りだるま型。
ターンダウン
DDB型メダロット。男型。
アリジゴクをモチーフとし、変形後はウスバカゲロウの姿になる。
チベヒーモス
BHM型メダロット。男型。
ベヒーモスがモチーフ。四天王、玄武のコクエンの愛機。使用できるのは地形効果のみだが、コクエンと戦うときは全体に強力な継続ダメージを与える特殊な地形であるため非常に危険。
『8』ではこの機体をモデルにした巨大メダロット「Gベヒーモス」が登場。
チンペット
BON型メダロット。男型。
骨型ということで、見た目がティンペットに酷似しており、男型ティンペットに似た姿からメダチェンジすることで、女型ティンペットに似た姿となる。強力なクロス攻撃を放つ。非常に打たれ弱いが、軽量な分素早い。
ディスティニー
TRT型メダロット。女型。
ティレルビートル
KWG型メダロット。男型。
初出は『メダロッターりんたろう!メダロットR』。
マケット、ティタンビートルの発展型で、アークビートルダッシュとは対となるメダロットでもある。メダチェンジシステム搭載。オオクワガタがモデルであり、KWG型には珍しい重量級。変形前は格闘型、変形後は射撃型と行動が全く正反対になっており、非常に扱いが難しい。
X計画で設計された機体を鮟蔵が完成させた。角を肩につけることによってスピード重視型のKWG型が重量型に生まれ変わった。
アニメ『メダロット魂』では、メダロット社でマイヅルが開発させたものとなっている。ギンカイから謎のメダロッターに譲られる。追加パーツとメダチェンジシステムにより、「マイティレクリスモード」に変形が出来る。また、アークビートルD（ダッシュ）と合体（メダユナイト）することで、重量級のマスタービートルになる。
デーヴ
『2』からの再登場。
テッピー
TVS型メダロット。男型。
トッター
TST型メダロット。男型。
トースターがモチーフ。
ドンドグー
『1』からの再登場。
ナチュラルカラー
『2』からの再登場。
ニンニンジャ
『1』からの再登場。
パーティクル
AAG型メダロット。女型。
大天使型メダロット。メダチェンジシステムを搭載する。オロチがグレインの暴走制止用に開発したものを、グレインと対決するために、イッキがパートナーのメダルをはめて起動させた。名前は粒子の意。基本的に攻撃パーツは変形後のカウントアタックしかないが、症状クリアや自己修復など回復能力に優れているほか、攻撃を反射する能力を持つ。グレインを倒すには反射もしくはカウントアタックを上手く使う必要がある。
バイフィッシュ
『2』からの再登場。
ハッカード
『R』からの再登場。
バッドハッカー
GRH型メダロット。男型。
ストーリー後半のロボロボ団が使用する。ゴキブリがモチーフで、変形すればゴキブリそのものの姿である。隠蔽の性能が良く変形後は自己修復機能を持つため、生存能力が高い。
パピルニア
GOD型メダロット。男型。
神を模した機体。通信対戦で40回以上ロボトルをすると手に入る。
ビーストマスター
『1』からの再登場。
ヒミツシェル
SNL型メダロット。男型。
カブトverに登場。
モチーフはカタツムリとマイマイカブリ。パワー変形することが可能であり、変形後は砲台となったカタツムリの殻の上にマイマイカブリが乗っているもの。クロス攻撃ファイアA、B、Cを使い、中でもBとCを扱うことが出来るのはこの機体のみ（Aは敵単体に大ダメージ、Bは敵単体の全パーツに攻撃、Cは敵全体に攻撃）。ただし自分でクロス攻撃の設置はできないので、設置可能なメダロットと組ませてやる必要がある。
ピャンタ
PND型メダロット。女型。
パンダ型メダロット。可愛らしい姿とは裏腹に、鋭い爪と竹槍を持つ攻撃的なメダロット。
ピンゲン
『1』からの再登場。
ブラックメイル
『1』からの再登場。
フラッペ
『2』からの再登場。
フラワーチャージ
『1』からの再登場。
プリミティベビー
『2』からの再登場。
ブロッソメイル
DVL型メダロット。女型。
初出は『メダロッターりんたろう!メダロットR』。
ブラックメイルに似た姿をした真紅の機体で、通称「赤い悪魔」。漫画での設定は、りんたろう達が一度倒したブラックメイルのXメダルを装着したマザーメダロットだった。
アニメ『メダロット魂』では、デスメダロット社が最強のデスメダロットシリーズの1機として開発されたが、プロトタイプのテスト中に電磁波を当てすぎてしまったためにコンピューターが破損、人間の言うことを聞かずに暴走して強制封印されていた。
ゲーム版ではすべての攻撃が高性能な「サクリファイス」と「デストロイ」で構成されており、特に変形後の「デストロイ」の最高攻撃力は99と、ジャッカルを上回り、ブラックメイルと肩を並べる程だが、装甲が異常に低いこととパワー変形であることがネックになり、扱いは難しい。
『navi』ではたまをが使用する。
ベティベア
『1』からの再登場。
ベルゼルガ
『2』からの再登場。
ボートドッグ
SRD型メダロット。男型。
「海難救助犬」という一風変わったモチーフを持つ。メダチェンジするとダイバーになる。
ボトムフラッシュ
『2』からの再登場。
マストリッチ
OTR型メダロット。男型。
マックスネイク
『1』からの再登場。
ミスティゴースト
『1』からの再登場。
ミリヴァイアサン
LWT型メダロット。男型。
モチーフは海龍リヴァイアサン。四天王の一人「青龍のミズチ」が使用。両腕のスタティックは相手メダロットのパーツの装甲を4分の1にする。
『7』ではこの機体をモデルにした巨大メダロット「Gリヴァイア」が登場。
メイティン
『2』からの再登場。
モロキュー
MYN型メダロット。男型。
モチーフは九官鳥。但し名前は酒の肴。飛行型。クロコプロバーの「ハミング」に片思いをしているメダロット「キューちゃん」として登場。その恋を応援するイッキがメダバード大会で使用する。
強力な攻撃を反射する「過剰反射」パーツを有する。
ユーカリン
KOR型メダロット。男型。
頭部、両腕部共にミサイル攻撃を持つ。
ユートピアン
『2』からの再登場。
ユーリア
SPT型メダロット。女型。
背後霊をモチーフとする。
ラッパー
MAC型メダロット。男型。
呪術師を模したメダロット。アントールドと対を成し、刻印付加の行動を行う。
ラビウォンバット
『2』からの再登場。
リーキドレイク
DRK型メダロット。男型。
鴨をモチーフとしたメダロット。メダチェンジシステム搭載。変形前はサクリファイス攻撃をメインとした車両型だが、変形後は飛行型となり、回復行動がメインとなる。変形後の姿は鴨鍋そのもので、鍋が空を飛びながら戦うという非常にシュールなもの。名前は「Leek（ネギの一種）」と「Drake（鴨）」で「鴨が葱を背負ってくる」ということ。
ゲーム中ではタマオ・ピルバーレンのパートナー機として登場。また、メダロッターズで購入することもできる。
レッドマタドール
『1』からの再登場。
ロケットランチ
RLP型メダロット。男型。
ロケット発射台型。変形後はロケットの形をしている。変形前は防御行動のみだが、変形後はデストロイが強力な上アンチシー、アンチエアを装備しており対応力もある。装甲が高いために飛行型の弱点であるアンチエアも1 - 2発なら耐えることが可能と優秀なメダロットといえる。
ワンダエンジェル
『2』からの再登場。
ワンダラー
SCM型メダロット。男型。
モチーフはナマコ。分厚い装甲の持ち主で極めてタフ。

## メダロット・navi
過去作品からの再登場機体もいるが、デザインが藤岡建機によりリファインされ、能力が変更されたものもある。
アークビートル
『R』からの再登場。
アークビートルD
『4』からの再登場。
アイランドクロコ
SHK型メダロット。男型。
モチーフはサメ。スペースロボロボ団が使ってくる（カブトバージョン）。仮名称は「バトルシャーク」。
アウェイクミー
OWL型メダロット。男型。
モチーフはフクロウ。ニゲミズの愛機。
アクエリアス
AQL型メダロット。女型。
みずがめ座がモチーフ。スペロボ団員が使用し、クロス攻撃を仕掛ける。その威力は凶悪で、直撃すればロボトル開始直後のリーダー機でも即死する危険すらある程である。
アクロシールズ
HRS型メダロット。男型。
アシカをモデルにしている。ライウの愛機。
アシュトン
GWF型メダロット。男型。
灰狼型。RR社で独自開発されたシデンの専用機で、射撃と格闘を両方こなす万能機体。ストーリーの途中でシルバリオンに交代する。
アリエス
ARS型メダロット。男型。
おひつじ座をモチーフとする。スペロボ団が使用。
アンズドビートル
KBT型メダロット。女型。
初登場は漫画版『R』で、円専用のカスタム機体だった。
漫画版『メダロット・ナビ』ではカブトベニマルの姉機体として登場。
漫画版ではガトリング (?) だがゲームではサクリファイス攻撃をしてくる。雌のカブトムシがモチーフ。
アンブルバット
BAT型メダロット。男型。
ゴーフバレットの後継機。コウモリとこうもり傘がモチーフ。
イエロークリック
CCC型メダロット。男型。
カマドウマを模している。コウズイの愛機。仮名称は「カマドゥン」。
イエロータートル
『1』からの再登場。
イカテン
SQD型メダロット。男型。
イカをモデルとしている。ハロウが使用する機体。
イマジンカイザー
WEA型メダロット。男型。
ビーストマスターの流れを汲む機体であり、漫画版では「獣王」と呼称される。
シナリオクリア後に入手できる隠しキャラ的存在。4つのパーツは各地に散らばっており、特定の箇所を調べると入手できるが、ほぼノーヒント。
AP消費が大きい重火力系だが、威力はゴッドエンペラーより控えめ。その代わりゲーム中で最大の射程を持つ。
ヴァルゴ
VRG型メダロット。女型。
おとめ座がモチーフ。スペロボ団幹部、街角のキリカの愛機で、トラップ設置を得意とする。
ヴィッガリア
BGG型メダロット。女型。
インコを模した飛行型メダロット。
ウィンドクラップ
GLF型メダロット。男型。
射撃と格闘の両方を得意とする。グリフォンをモチーフとする。
バランスの良い性能で、主人公が最初から所持するメダロット。チュートリアル的な存在。イーストメダルの装備を想定されており、回復属性のソードやライフルを持つ。
ウォーヘッドリィ
PCP型メダロット。男型。
ヤマアラシをモチーフとしている。カンバツが使用する機体。
ウラバン
BAN型メダロット。男型。
バンチューの改良機で、同様に番長をモチーフとする。
エクサイズ
『3』からの再登場。
エレメントマーク
EMT型メダロット。男型。
名前の通りホルムアルデヒドの元素模型がモチーフ。スペロボ団が使用する機体。『コミックボンボン』誌上の公募でデザインされた。
『8』ではニュートラル型になった。
オールヘッド
HDF型メダロット。男型。
マンボウを模している。水泳部のツムジの愛機。
オフィニクス
OPS型メダロット。女型。
スペロボ団首領カザンバイ教授の愛機。へびつかい座をモチーフとし、変形するとヒドラのような不気味な姿になる。変形後のショックの威力がかなり高い。
ガイサイズ
SKT型メダロット。男型。
モチーフは骸骨。
カイゼルビートル
KBT型メダロット。男型。
グランビートルの発展型で、クラスター内の開発ルームで誕生した。レアメダルであるBカブトメダルを装着していたためにカスミのグランビートルのカブトメダルと共鳴し、暴走した。パワー変形になった分威力が増大しているが、命中率が下がっている。
漫画版ではマスターを失い、森の中で朽ち果てた姿で登場。クワガタバイザンに左腕パーツを与え、メダルの寿命で機能停止した。
カットスパロー
SPR型メダロット。男型。
モチーフはスズメだが、鳥がとまった電柱のようなデザイン。クロス攻撃を仕掛けて攻撃する。
カネハチまーく3
CLA型メダロット。男型。
ハロウが使用する。従来の格闘タイプのカネハチシリーズから一変、レーザーを備えたメダロットとなっている。
カプリコン
CPC型メダロット。女型。
スペロボ団幹部森のスモッグの愛機。やぎ座をモチーフとする。メダチェンジ可能で、変形すると飛行型になり石碑のような形状となる。この形態では強力なデストロイを放つ事が可能。
カメオスタッグ
KWG型メダロット。女型。
クワガタバイザンの姉に当たる。人の話を聞かない性格。
カルブラキオ
LND型メダロット。男型。
宇宙メダロットの一体で、潜水型。モチーフのブラキオサウルスからはかけ離れた姿をしている。
カンタロス
『R』からの再登場。
キャンサー
CNC型メダロット。男型。
かに座をモチーフとする。スペロボ団が使用。
キラーホエール
KLW型メダロット。女型。
ソヨカの愛機。モチーフはシャチで、名称はその英訳。
グランビートル
KBT型メダロット。男型。
カブトバージョンの主人公機。アサノカスミが使用し、そのメダルは、旧校舎の遺跡から発見された。ロボトルリサーチ社の開発した機体。メダロット社で量産されているイラストも存在し、『8』では市販されている描写がある。メダチェンジ可能で、能力はサイカチスに近い。
頭部ではなく胸部からL字型の角が生えているデザインが特徴で、行動も変形前の頭部はミサイルではなくライフル。威力は問題ないが、火薬属性ではないので回避が高い敵には当たらない事がある。
クレイドール
GRL型メダロット。男型。
ゴリラを模している。
クレイドル
FDL型メダロット。女型。
ララの改良機体。レイニーが操る。
コスモエイリアン
『1』からの再登場。
ゴッドエンペラー
『2』からの再登場。
コニカル
DDB型メダロット。男型。
アリジゴクを模している。ツナミの愛機。
ゴルドラン
GWF型メダロット。男型。
金狼型で、シルバリオンの改良機体。ブースターが無くなったが、デストロイやビームなど、高威力の武装で固めている。
シデンはザウルスメダルを装備させているため、変形後のレーザーは熟練度が0のためまず当たらない。しかし貫通性能は無いものの威力自体はレオのプライドを上回る。
サークレッド
SRN型メダロット。女型。
サーチラット
『2』からの再登場。
サイカチス
『3』からの再登場。
サイズカッター
WMS型メダロット。男型。
ミゾレのシックルカッターの発展型。
サイドワイズ
LZD型メダロット。男型。
トカゲがモチーフの機体。
左腕の「ギガアウトプット」はゴッドエンペラーのデスレーザーを2回り程上回る威力を持ち、回数制限のあるレオの頭部パーツ等を除けば最も高威力の貫通レーザーを撃てる。頭部と右腕はスコープとチャージで、レーザーのサポートに徹している。
サイレントリーフ
ERH型メダロット。女型。
クロコサギがモチーフ。サチの愛機。「フレアンジェラ」という仮称があった。
サジタリウス
SGT型メダロット。男型。
モチーフはいて座。
サマーソルト
RDF型メダロット。男型。
スペロボ団が使用する、トンボをモチーフとした機体。
サンニンジャ
NNG型メダロット。男型。
モチーフは忍者。変形前は症状パーツだが、変形後はがむしゃら行動になる。
シアンドッグ
『1』からの再登場。
シーオッター
SOT型メダロット。男型。
オットセイ型で、三種の症状攻撃を繰り出す。モチーフのイメージに反して二脚型で、森林エリアに出現。
ジェミニ
JYG型メダロット。男型。
ふたご座をモチーフとする。スペロボ団員が使用する機体で、両腕は変化系のパーツであり、症状系のパーツに変化する。
シックルカッター
WMS型メダロット。男型。
カマキリを模した多脚型。ソーナンズの一員であるミゾレの愛機。
ジラフチーフ
GRF型メダロット。男型。
モチーフはキリン。 右腕はがむしゃらで左腕パーツは防御の能力。
シルバリオン
GWF型メダロット。男型。
銀狼型。アシュトンの改良機で、変形が可能。ゲームでシデンが途中から使うようになる。
スィート
GHP型メダロット。男型。
バッタがモチーフ。
スイートネクター
HBE型メダロット。女型。
ミツバチを模した機体。
スーパーエクスペ
SKS型メダロット。男型。
新幹線を模している。
変形後はドライブAがガトリング、BとCがスコープの射撃特化型。しかしドライブAの回数が0のため全く攻撃できない。
スキンリーク
TIC型メダロット。男型。
ダニをモチーフとした機体。アラシの愛機。
スコルピオ
SCP型メダロット。女型。
さそり座をモチーフとする多脚型。スペロボ団幹部海のセキランの愛機。変動と変化の能力を駆使し、変則的な攻撃を仕掛ける。
頭部は速度属性のパーツに変化する。KBTとKWGのメダロットの殆どが速度属性のためこれに変化することが多い。
ストレイウォルフ
『3』からの再登場。
セーラーマルチ
『2』からの再登場。
ゼロスーサイド
KOL型メダロット。男型。
モノクルジアナ、ディティラノ、トリプテラ、カルブラキオの四体の宇宙メダロットが一体となった、最強の宇宙メダロット。頭部パーツのレベルドレインでこちらのメダロットのレベルを一気に減らし、右腕の貫通効果を持つソードで攻撃する強敵である。
スーサイドとは自殺という意味。
ソニックスタッグ
KWG型メダロット。男型。
クワガタバージョンの主人公機。ロボトルリサーチ社が開発した。メダチェンジも可能で、ドークスに匹敵する格闘性能と、高い隠蔽能力を誇る。
尾翼を構成するパーツと合体することで戦闘機型にメダチェンジを行う。
ソリッドコテージ
HUS型メダロット。男型。
家をモチーフとした機体。
ダークパンサー
『3』からの再登場。
タウルス
TRS型メダロット。男型。
牡牛座型。スペロボ団幹部、空のライウンが使用する。格闘能力に優れ、変形後は本体性能が急上昇する。
ダンプスター
DNG型メダロット。男型。
ダンゴムシを模した機体で、厚い装甲を誇る。
チーパー
CCD型メダロット。男型。
モチーフはセミ。
ダックビル
DKB型メダロット。男型。
カモノハシを模した二脚型で、長距離射程を誇る。
ツーシーター
TST型メダロット。女型。
スペロボ団員が使用。トースターがモチーフ。
ディスクラッチ
MCI型メダロット。男型。
ディップ
ICE型メダロット。女型。
氷がモチーフで、変形後は雪だるまのような形状となる。ヒョウガが使用。
ディティラノ
TLD型メダロット。男型。
宇宙メダロットの一体。両腕のパーツは威力の高いパーツに変化する。
ティレルビートル
『4』からの再登場。
テツワンパンダム
PND型メダロット。男型。
ドークス
『3』からの再登場。
ドメスティック
GMF型メダロット。男型。
アマミヤの取り巻きの一人、シンキロウの操る機体。モチーフはニワトリ。変形前はデストロイを主装備とする攻撃系機体だが、変形後は「蘇生」「継続リペア」などを使用するサポートタイプになる。
ドライギュアス
JBT型メダロット。男型。
型式番号は異なるものの、アンビギュアスの流れを汲むメダロットで、巨大な腕が特徴である。開発ルームで手に入る内の一機。ドライはドイツ語で3の意味。
ドライシイスト
LHB型メダロット。男型。
エイシイストの流れを汲むメダロットで、巨大なハサミが特徴である。開発ルームで手に入る。
トラップスパイダ
『1』からの再登場。
トリプテラ
WGD型メダロット。男型。
宇宙メダロットの一体。
ドリモゲラ
MOL型メダロット。男型。
モグラがモチーフ。変形後のショック攻撃が強力。
トレミー
LDB型メダロット。女型。
フブキのメダロット。テントウムシ型で射撃攻撃を行う。頭部はスコープで、移動せずに撃つことで成功が高まる。
トレミック
LDB型メダロット。女型。
トレミーの後継機。基本性能はそのままに、変形が可能になっている。
ドンドグー
『1』からの再登場。
ナッツクラッカー
CPM型メダロット。女型。
リスがモチーフ。
ナビ・コミュン
NAV型メダロット。女型。
『メダロットナビ』の鍵を握るメダロット。宇宙テーマパーク「クラスター」のナビシステムが、自らの分身として生み出した。宇宙メダロットとの接触の際の事故で、自らのデータを書き換える能力、つまり成長する術を手にする。「たましい」を持つ稀なメダロット。味方の行動回数を増やす能力を持つ。背部のパーツをいったん切り離し、脚部として装着しなおすことで二頭身の可愛らしいマスコットとしての姿から、頭身の高い姿に変形する。
『navi』では正規の手段では入手不可能だったが、再登場した『8』では入手可能。
ノエル
VAL型メダロット。女型。
プリティプラインに連なるヴァルキュリア型メダロットで、白鳥を模した飛行形態に変形する。従来のVAL型とは特性が全く異なり、一撃に特化した機体になっている。ゲームクリア後、マップ上に隠された各パーツを探すことで入手できる機体。
『8』ではヒロインの1人アニスが使用する。
バグシールド
STN型メダロット。男型。
主人公の仲間のゴウセツが使う戦車型メダロット。バグスティングの強化型となっており、メダチェンジが可能になった。
変形後は両腕のビームがナパームに変化し、回避力の高い相手にも対応可能になった。また、頭部のシールドも変形で4パーツの装甲値が全て使える為強化されている。
バグスティンク
STN型メダロット。男型。
主人公の仲間の一人、ゴウセツが使う戦車型メダロット。モチーフはカメムシ。
頭部はシールド。両腕はビームだが、ゴウセツはバードメダルを装着しているため狙い撃ちの熟練度が無く、ビームの命中率は最低レベル。
パッショネイト
FLM型メダロット。女型。
モチーフはフラミンゴ。パスカルが使用。
少女のような姿だが、メダチェンジ後はまさにフラミンゴのような姿となる。変形前はクロスセット、クロス攻撃の両方を使用可能。
バニーハート
『1』からの再登場。
バハムート
DRA型メダロット。男型。
RPGなどから派生したドラゴン型のバハムートをモチーフとする。
ハムチューン
HMB型メダロット。女型。
モチーフはハチドリ。
バルチャー
CCV型メダロット。男型。
モチーフはハゲタカ。パスカルの姉ヘクトの愛機。
ピープラント
IVA型メダロット。男型。
ピスケス
PSC型メダロット。女型。
ファッティピッグ
PIG型メダロット。男型。
コメチューの愛機。
フィーラー
NMR型メダロット。男型。
『2』のユートピアンの後継機に当たる機体で、道化師や魔法使いのような姿をしている。両腕はユートピアン同様相手を混乱させる能力を持つが、頭パーツはデストロイとなっている。
フィッシュホーム
CRR型メダロット。女型。
珊瑚礁を模した潜水型メダロットで、高い防御能力を誇る。
プーパスタッグ
KWG型メダロット。男型。
KWG型の外見と能力を模した宇宙メダロット。変形前はメダロットとも思えぬ姿だが、変形後は一転、ソニックスタッグに似た姿に変わる。
プーパビートル
KBT型メダロット。男型。
KBT型の外見と能力を模した宇宙メダロット。エネルギー体のような実体の無い姿から、グランビートルに似た姿に変形する。プーパスタッグと同じく、変形しないと本来の力を発揮できない。
フライング・オブ
TCN型メダロット。男型。
ツチノコがモチーフ。
ブラウンバイソン
『3』からの再登場。
ブラックテイパー
TPR型メダロット。男型。
モチーフはバク。
フラックライン
ANT型メダロット。男型。
蟻を模している。パーツを自在に変化させる能力を持つ。ヒデリンの愛機。
ブラックレスター
CCR型メダロット。女型。
ゴキブリがモチーフ。アマミヤが使用。
装甲が薄いが、両腕のレーザーは威力、成功ともに高い。
ブレイブナース
『3』からの再登場。
ブレザーマルチ
BLZ型メダロット。女型。
ヒヨリが使用するメダロット。ブレザーメイツの改良型でメダチェンジが可能となった。ブレザーを着た女子学生がモチーフ。変形後の姿は体操服がモチーフで一気に軽装の格闘型になる。
ブレザーメイツ
BLZ型メダロット。女型。
ヒロインであるヒヨリが使用するメダロット。セーラー系が索敵と射撃パーツで構成されていたのに対し、この機体は索敵・回復・復活と味方の補助を専門とする。漫画版ではヒヨリが以前飼っていた犬の名前をとって「オプチ」と呼ばれる。
『navi』では正規の手段では入手不可能だったが、再登場した『7』以降では入手可能。
ブロッソメイル
『4』からの再登場。
ペガサスライダー
PGS型メダロット。男型。
変形することでペガサスの形態になるが、普段は聖騎士のような姿をしている。
ベティベア
『1』からの再登場。
ベルゼバブラ
FLY型メダロット。男型。
ハエがモチーフのメダロット。
ホームキャリー
HCB型メダロット。男型。
シンスイが使用する。回数ドレインが得意。変形可能。ヤドカリがモチーフ。
ホップホップ
GRG型メダロット。男型。
モチーフはカエル。キョウフウが使用。
ボトムグリストン
FFY型メダロット。女型。
ボトムフラッシュの後継機。テンサイが使用。
マスクドカブト
KBT型メダロット。男型。
カブトベニマルがマスクをしたような容姿で、性能もほぼ同じ。
マスクドクワガタ
KWG型メダロット。男型。
クワガタバイザンがマスクをしたような容姿で、性能もほぼ同じ。
マゼンタキャット
『1』からの再登場。
マッハマッシヴ
KWG型メダロット。男型。
クワガタバージョンでりんたろうが使う、カンタロスと対になる機体。
初出は『メダロッターりんたろう!』で、海馬竜が使うロクショウ型メダロットとして登場した。
マリンヒーラー
MID型メダロット。女型。
人魚型で、ピュアマーメイドに連なる機体と思われるが型式番号が異なる。高い回復能力を持った潜水型。
『8』では型番が「MAR-02」と再設定され、ピュアマーメイドの系列であることが明確になった。
漫画版には、帰らぬ主人を待ち続けるメダロット「リトマー」が登場する。
ミスティテイル
SWT型メダロット。女型。
モチーフはアゲハチョウ。
ミストラル
MST型メダロット。男型。
『メダロットナビ』のラスボス。
アサノカスミとムラサメシデンによって、青空学園旧校舎で発見された宇宙メダロット。宇宙テーマパーク「クラスター」に展示されるが、その目的は地球におけるロボトルのレベルの調査であった。植物の姿を模しており、双葉を出した種子の姿から、大樹の姿へと変形する。攻撃手段こそ持たないが、桁外れの回復能力を誇る。
ミラースティック
PSK型メダロット。男型。
モチーフはアメンボ。
ミリペイド
MLP型メダロット。男型。
モチーフはヤスデ。
メガファント
『1』からの再登場。
メダキーパー
SCR型メダロット。男型。
モチーフはサッカーのゴールキーパー。『ハダカ侍』の著者サダタローがデザイン。
メダメイド（ナビ）
MID型メダロット。女型。
『メダロット・ナビ』に登場するメダメイド。こちらはイメージ通り (?) 補助系の能力になっている。
めたびー
『1』からの再登場。
モノクルジアナ
CSN型メダロット。男型。
宇宙メダロットの一体。
クルジアナ（三葉虫の這った跡）がモチーフ。ゼロスーサイドの頭部に相当する。
ユニトリス
『3』からの再登場。
ラーヴァ
CLN型メダロット。女型。
モチーフはクリオネ。コサメの愛機。
ラ・ア・ゲダマー
RCD型メダロット。男型。
ラ・ア・ブラーゲ
FOX型メダロット。女型。
ライブラ
LBR型メダロット。女型。
ラクーン
RCN型メダロット。女型。
モチーフはアライグマ。仮名称は「ウォッシャー」。ウリンの愛機。
ララ
FDL型メダロット。女型。
人形型で、レイニーの愛機。
ランドレーサー
CAR型メダロット。男型。
両腕が「ブースター」となっており、移動を行った上で攻撃をすると、相手に大きくダメージを与えられる。
ランプライト
MFY型メダロット。女型。
モチーフはカゲロウ。
ルミナススタッグ
KWG型メダロット。男型。
ソニックスタッグの発展型で、クラスターの開発ルーム内で誕生した蒼い機体。Bクワガタメダルを装着し、暴走した。漫画版『ナビ』においても本機と思わしき残骸が写っている。
レオ
LEO型メダロット。男型。
獅子座型メダロット。ニュウドウの愛機で、頭パーツのビームが強力で、今シリーズ最大級の威力。
レディアウター
OSD型メダロット。女型。
ローズバッド
ROS型メダロット。女型。
モチーフはバラ。ニワカが使用するメダロットだが、彼はすぐにローズブーケを使うようになるので登場場面は非常に少ない。
ローズブーケ
ROS型メダロット。女型。
モチーフはバラの花束。ニワカが使用する。頭パーツのナパームはかなり優秀。脚部は飛行タイプ。
ロールスター
『1』からの再登場。
ろくしょう
『1』からの再登場。
ロングレッグ
MSQ型メダロット。女型。
モチーフは蚊。

## メダロット5
アースクェーカー
CFS型メダロット。男型。
ナマズがモチーフのメダロット。潜水型で両腕は継続症状をもたらす。
アカマッツー
PIN型メダロット。男型。脚部は車両型でターゲット指定不能となる妨害を仕掛ける。
名前の通り松（アカマツ）を模したメダロット。タケワッターとウメスッパーと合わせて松竹梅となる。
アステリオス
MNT型メダロット。男型。
牛の頭を持った怪物ミノタウルスがモチーフのメダロット。なお、アステリオスとはミノタウルスの別名。
アルマンディン
GNT型メダロット。女型。
モチーフはガーネット。アルマンディンとはガーネットの組成の一つ。
イエローテール
SWT型メダロット。女型。
アゲハチョウをモチーフとしたメダロット。花にとまるチョウの姿を模している。クワガタバージョンでタマヤスヒコオが使用する。重力攻撃と、重力攻撃を無効化するパーツで構成された浮遊型。
イナオセン
SPR型メダロット。男型。脚部は飛行型。
スズメがモチーフのメダロット。青銅学院の理事長アラクネヤクモが使用する。高威力のナパームを連発する強敵。
イハチュール
LZD型メダロット。男型。
モチーフは空想上の生物リザードマン。
ヴェイグマン
MWB型メダロット。男型。脚部は多脚型。
タマムシがモチーフ。ゲーム中ではサメハダオサムの愛機で、強力なウェーブ攻撃を連発する。
漫画版ではサメハダオサムの2機目のメダロット、「タマサブロウ」が装備。
ヴェルデライト
DRV型メダロット。女型。
トルマリン型メダロット。アラクネイトにより、メダロット研究所から盗まれていたメダロット。ヴェルデライトとは緑色のトルマリンの意。クリア後に各地で条件を満たすことでパーツを入手することができるが、脚部パーツのみ入手不可能となっている。
ウッキーチンパン
CPZ型メダロット。男型。
チンパンジーがモチーフのメダロット。両手にシンバルを持った、サルのおもちゃのような姿をしている。頭部がターゲット妨害装置となっているも装甲は高くない。すすたけ村の主婦の間で大人気。
ウメスッパー
UME型メダロット。男型。
モチーフは梅。
エイマンタ
MNT型メダロット。男型。頭部は壊れたパーツを修理し両腕は射撃カウンターアタック設置をやる潜水型。
モチーフはエイ。
エスティエスワン
SPS型メダロット。男型。
クワガタバージョンで村長が使用するスペースシャトルを模したメダロット。名前は人類初のスペースシャトル計画「STS-1」のことで、各パーツの名前は歴代のスペースシャトルの名称にちなんでいる。
エリオプス
ERP型メダロット。男型。
名前そのままエリオプスをモチーフとしたメダロット。メダロット部顧問のミヤマグンバイが使用する。変化行動のパーツで構成されており、変化は完全にランダムである。
エルヘッド
BOR型メダロット。男型。
イノシシがモチーフの体育教師ウスモンハマキの愛機。タンク型で味方の代わりに攻撃を防御なしで受ける「えんご」を行う。防御役のためリーダー機とはなっていない。メダロット5の防御型の筆頭。
オイリーシケーダ
CCD型メダロット。女型。
セミ型メダロット。
オーニドラゴン
LDF型メダロット。男型。
オニヤンマがモデルのメダロット。カブトバージョンにおいてタマヤスヒコオが使用する。
オステオン
AAR型メダロット。男型。
アロワナを模している。オステオンとはアロワナの学名。神社で巫女のアルバイトをしているカナエが使用する。
オトギプリンセス
PRC型メダロット。女型。
おとぎ話のお姫様をモチーフとしたメダロット。
『5』ではデータ上にのみ存在し、通常出現しない機体。実際に登場するのは『7』以降。
『7』では月のメダロット帝国の姫「月姫」として登場する。
ガイライン
PCV型メダロット。男型。
ハクビシンをモチーフとしたメダロット。ソードによる素早い格闘攻撃を行う。ゲーム中ではツユクサカオルのパートナー機。名前の由来は外来種、及びハクビシンには鼻から額にかけて白い線があることから。
カナブンブン
SCB型メダロット。男型。
名前そのままカナブンがモデルのメダロット。
ガモスグリーン
MOT型メダロット。女型。
蛾をモチーフにしたメダロット。
ガラパゴッシュ
IGN型メダロット。男型。
イグアナ型メダロット。名前の由来はガラパゴス諸島。右手にチェーンソー、左手にナイフを装備したワイルドな姿をしている。
カラフルカープ
VCC型メダロット。女型。ニシキゴイをモチーフにした。
ガルキュート
SMW型メダロット。女型。カモメをモチーフにしたメダロット。
キーバエレハン
ELF型メダロット。
モチーフはゾウ。クワガタバージョンにおいて、特定の行動を取ると各パーツが入手できる。ゲーム発売当時、ゲーム中に登場するパスワードを集めて、葉書で送ると入手するためのヒントが送られるキャンペーンが行われていた。
キーバカイマン
ALG型メダロット。男型。
アリゲーターがモチーフのメダロット。両手にトンファーを装備している。
キッチンマスター
CHF型メダロット。男型。
モチーフはシェフ（料理人）。圧力鍋を元に、左腕と右腕パーツは重力攻撃。
キミシャドー
LOV型メダロット。女型。
スズラン型メダロット。ヘンゼルの双子の姉、グレーテルが使用する。
グランドーザー
BLZ型メダロット。男型。
ブルドーザー型メダロット。タマヤス家の執事が使用する。パワフルなモチーフと外見、「ブルパンチャー」や「ブルアタッカー」といった攻撃的なパーツ名とは裏腹に、ファーストエイドによる回復専門のメダロット。
名前はGround（大地）とBulldozer（ブルドーザー）をあわせたもの。
クリアクア
FLS型メダロット。女型。
ホタルをモチーフにしたメダロット。
グリンベリル
ERD型メダロット。女型。
エメラルドをモチーフにしたメダロット。名前は緑色のベリル、即ちエメラルドの意。
『7』以降は「テオドラベリル」に改名。
クロトジル
KBT型メダロット。男型。
『5』の主人公機で、メタルビートルの系統に属する機体。漫画版におけるニックネームは「オメダ」。ゲームのクワガタバージョンではヒコオが使うライバル機体として登場。
エントリーモデルとして開発された機体であり、他のKBTと比べてシンプルにまとまった初代に近いデザインが特徴。
ケーボ
DGN型メダロット。女型。
モチーフはジュゴン。
ケニヒスコブラー
CBR型メダロット。男型。モチーフはコブラ。両手のヌンチャクで攻撃する。
コモドラゴン
MLZ型メダロット。男型。モチーフはオオトカゲ。頭部はミサイル、両腕は分かりづらいが刃物（ソード）となっている。
サイゴブ
SKK型メダロット。男型。
スカンクをモチーフとしたメダロット。ゲーム中では研究員のシゲユキが使用する。スカンクがお尻を向けて倒立しているというユーモラスなデザインで、頭パーツは実はスカンクの尻尾の部分である。そのモチーフとデザインに似合わず、デストロイ攻撃のパーツで構成された危険なメダロット。シンザンはフルセットで攻撃を回避できるがクロトジルはできないので苦戦する。
サニヅラウ
GIR型メダロット。女型。
ハシムコウと対になる機体であり、モチーフはガール（女の子）。自分から攻撃することは出来ないが、反撃行動と継続リペアで構成されたパーツのため倒しにくい。ゲーム中ではヤマトの妹のベニが使用する。なお、サニヅラウとは「妹」に掛かる枕詞「さにづらふ」のこと。
シーカウ
SSG型メダロット。男型。
ウミウシがモチーフのメダロット。名前はウミウシの直訳。GBAでプレイしているときのみショップで購入可能。
シーカミング
CRB型メダロット。男型。
モチーフは蟹であり、更に名前と姿からはシオマネキを連想させる。シジミヤマトの使用機体。
シークラウン
SAM型メダロット。男型。
モチーフはイソギンチャク。GBCでプレイしている時のみショップで購入可能。
シーホース
WLP型メダロット。男型。
モチーフはセイウチ。
ジェットドライバ
PLT型メダロット。男型。
モチーフはパイロット。
ジオディーゼル
TRC型メダロット。男型。
トラクター型メダロット。宝箱などから各パーツを入手することができる。
シティーラッシャー
BUS型メダロット。男型。
バスを模したメダロット。ゲーム中ではアサヒが使用。チャージ行動による高速移動とサポートを得意とする。
ジャグハッチー
HNT型メダロット。男型。
スズメバチを模したメダロット。
ジャンガリアン
HMS型メダロット。女型（『G』では男型）。
キヌゲネズミをモチーフとしたメダロットで、オオムラサキの愛機。漫画版では「スズキ」という名前を持っている。射撃と索敵パーツで構成された浮遊型であり、安定した戦闘力を持つが、攻撃力のある両腕パーツの装甲が薄いのが弱点。
ジャングルギボン
SAA型メダロット。男型。
モチーフはテナガザル。ゲーム序盤のイベントで手に入るほか、ヤマトの使用機体。
ジューラック
CST型メダロット。女型。
モチーフはキク。
ジュラシッキング
TRS型メダロット。男型。
レックス（ティラノサウルス）がモチーフのメダロット。カブトバージョンにおいて特定の場所を調べることで手に入る。
シンザン
KWG型メダロット。男型。
『5』の主人公機で、ヘッドシザースの系統に属する機体。カブトバージョンではヒコオが使う。クロトジルと同じくクワガタ型メダロットのエントリーモデルとして開発された機体であり、シンプルかつ初代に近いデザイン。
漫画版でのニックネームは「ネクウ」といい、主人公機の「オメダ」とはけた違いの強さを見せた。稼動年数はオメダより大分長い。漫画版『G』ではオメダに負けたことにされてしまった。
スキルタッカー
HWK型メダロット。男型。
モチーフはタカ。チャージ行動を行うサポートタイプのメダロット。
スノーフェンリル
WLF型メダロット。男型。
漫画版『5』におけるサメハダオサムの愛機。ニックネームは「クルウェルフ」。オサムと違って面倒見がよく、兄貴肌な性格。オメダの特訓にもよく付き合っている。ゲーム中でもオサムが使用するが、パートナー機はヴェイグマン。オオカミがモチーフで、両腕からソード攻撃を繰り出す。
『7』以降は名前の通り雪上戦に強くなった。
スモールチドリー
PLV型メダロット。女型。
コチドリがモチーフのメダロット。タテハコノハの使用機体。
タイヅクシー
SBR型メダロット。女型。モチーフは鯛。
ダイアンサス
CNT型メダロット。女型。
カーネーションをモチーフにしたメダロット。パーツの名称は母の日を意識したものとなっている。オーストリアの強豪メダロッター、ヘンゼルが使用する。
タケワッター
BBO型メダロット。男型。モチーフは竹。脚部は車両型で敵を回避不能にする妨害を仕掛ける。
タトルバグー
STN型メダロット。男型。
カメムシを模したメダロット。名前はタートル（亀）とバグ（虫）から。
タンボウジャー
HMS型メダロット。男型。
モチーフはカブトエビ。カブトバージョンにおいて各地でパーツを入手できるが、右腕のみ入手不可能。
チアンツー
FLP型メダロット。男型。
モチーフはスナメリ。
チェネッツ
KKG型メダロット。男型。
カンガルー型メダロットで、プレスとガトリングによる射撃攻撃を主体とする。ゲーム中ではアラクネイトの手下であり、白い布を被っておばけのふりをしながら各地で暗躍した。基本的に三人一組で行動しており、そのうち二人は「インフィス」「ボウゾウ」という名前が明らかになっているが、もう一人は仲間に名前を忘れられてしまっている。
チャッキー
GBA型メダロット。女型。
クマノミをモチーフとしたメダロット。ゲーム中でタテハコノハのパートナー機。漫画版でも登場し、「オススメ」という名を持つ。極めて機動力の高い潜水型。継続リペアパーツで構成されており、チームをサポートする。
チュリッパー
TPL型メダロット。女型。
チューリップをモチーフとしたメダロット。クワガタバージョンにおいて、特定の場所を調べることで手に入るメダロット。
チョンギース
GHP型メダロット。女型。
キリギリスがモチーフのメダロット。各パーツの名称は童話「アリとキリギリス」にちなんでいる。
テルヤマモミジ
ATE型メダロット。女型。
秋分の日という変わったモチーフを持つメダロット。名前の通り紅葉（楓）をイメージした姿をしており、各パーツの名称もそれに合わせた風変わりなものとなっている。症状クリア、ナパーム、隠蔽とそれぞれのパーツでまったく異なる行動を行う。
デンキャット
CAT型メダロット。女型。
マゼンタキャットの流れを汲むネコ型メダロット。ツユクサカオルの使用機体。全身がサンダー攻撃のパーツで構成されている。脚部以外のパーツの装甲が非常に薄い。
テンタランサー
SSQ型メダロット。男型。
ヤリイカがモチーフのメダロット。イカではあるが、潜水型ではなく飛行型。攻撃も対空攻撃
トゥーンアーミー
TOY型メダロット。男型。
おもちゃの兵隊を模したメダロット。両手にラッパを持ったくるみ割り人形のような姿をしている。両腕は重力攻撃を行う射撃パーツ、頭部は攻撃力をアップする強化パーツとなっている。ただし頭部は装甲が30以下で、クワガタメダルなどの「じょうだんづき」で一撃で倒せる。
ドールハンド
VTQ型メダロット。男型。
腹話術師をモチーフにしたメダロット。両手に人形を持ち、自身は黒装束に身を包んだ姿をしている。攻撃力はほとんどないが、両手の人形で相手を妨害する。
ドーンオブクロウ
CRW型メダロット。男型。カラス型で準備時間を相手から奪う。
ドクタランチュー
TRT型メダロット。男型。
タランチュラをモチーフにしたメダロット。
ドコカノオージ
PRC型メダロット。男型。
おとぎ話の王子様をモチーフとしたメダロット。
『5』ではデータ上にのみ存在し、通常出現しない機体。実際に登場するのは『7』以降。
『7』では月のメダロット帝国皇帝として登場する。
トライジラフ
GRF型メダロット。男型。
キリン型メダロット。各地の宝箱などから入手。3パーツが索敵用レーダーとなっており、脚部は戦車型と頑丈。
ドライビンホバー
HCF型メダロット。男型。
モチーフはホバークラフト。
ドラミンビート
GRL型メダロット。男型。
モチーフはゴリラ。クワガタバージョンにおいて野良メダロットとして登場するほか、ウスモンの使用機体となっている。両腕はハンマー攻撃。
トランスプッカー
JEL型メダロット。男型。
クラゲがモチーフのメダロット。クワガタバージョンにおいて各地でパーツが入手できるが、右腕のみ入手不可能。
ナガラジャ
NAG型メダロット。女型。
ナーガ型メダロット。『5』の女型メダロットでは唯一の車両脚部である。
ネオテニパピー
MPP型メダロット。男型。
マッドパピーがモチーフのメダロット。
ノーフィアー
WSL型メダロット。男型。
モチーフはレスラーで、覆面レスラーの姿をしている。
ハードネステン
DND型メダロット。女型。
『5』のラスボス。
ダイヤモンドをモチーフとする。アラクネイトの愛機。甲冑に身を包んだ騎士のような姿で、両腕にランス型の銃を装備する。モチーフがダイヤモンドなだけあり装甲値が高く、貫通効果をもつ強力な射撃攻撃をしてくる。
『8』では緑色の機体「ハードネスX」が登場。エルダが使用する「リアンダ」はこちらの機体。
漫画版ではオメダとネクウを同時に相手にしても返り討ちにする程の圧倒的な強さを持つ。
ハーバーシール
SEL型メダロット。男型。
モチーフはアザラシ。
バイトスナッパー
MTM型メダロット。男型。
ワニガメをモチーフにしたメダロット。モチーフの通りにゴツゴツとした硬そうな姿をしている。
ハシムコウ
BOY型メダロット。男型。
モチーフはボーイ（男の子）で、サニヅラウとは対になる。シジミヤマトのパートナー機となっている。頭部パーツがアンチエア、両腕が貫通効果のある射撃パーツで構成されており、なかなか強力な機体なのだが、ゲーム中ヤマトが弱いメダロッターとなっているあたりあまり使いこなせていないようだ。漫画版では動かない的にしか弾を当てられないらしい。なお、ハシムコウとは「弟」に掛かる枕詞「はしむかふ」のこと。
バシャマンバ
HOS型メダロット。男型のウマ型。カブトバージョンのみ登場し、攻撃クリアトラップを設置する。ノラ達は自分達の出番の無さを嘆いている。
バトシー
QUL型メダロット。女型。
モチーフはウズラ。
バニールージュ
BNY型メダロット。女型。
バニー（バニーガール）がモチーフのメダロット。従来のバニーガール型とは異なり、トラップの設置や防御を行う。
ハニハッチー
HBE型メダロット。男型。
モチーフはミツバチ。
ハピネス
HPN型メダロット。女型。
名前そのまま「幸せ」型メダロット。見た目もピンクのスカートやハートマークなど、ひたすら幸せそうなデザインとなっている。序盤に登場する機体であるが、蘇生行動が行える。
ハリケンローター
HLC型メダロット。男型。
モチーフはヘリコプター。カブトバージョンで村長のタマヤスデンスケが使用する。
ヒーラヌーラ
RGF型メダロット。男型。
アマガエルがモチーフのメダロットで、速度系のパーツに変化する変化型パーツで構成されている。ヒョウモンアサヒの愛機であり、漫画版では「ヌルハチ」と呼ばれる。脚部は車両型であり、高速で移動し手数で攻めてくる。名前の由来はアマガエル属およびカエル目の学名から。
漫画版においては、パーツの変化はロボトルリサーチ社からランダムにパーツのサンプルが転送され、貸し出される仕組みとして解釈されていた。
ピカリアンコウ
AGL型メダロット。男型。モチーフはアンコウ。野良メダロットからも入手出来る。カブトバージョンの「クマノミ」メダルと相性が良い。
ピカリンナース
NAS型メダロット。女型。
ナース型メダロット。ホーリーナースの系統に属するメダロットに見えるが、回復行動は行わず、防御やトラップの設置などを行う。
ピジョンブラッド
RBY型メダロット。女型。
ルビーがモチーフのメダロット。同じように宝石をモチーフとするハードネステンに近い雰囲気のメダロットだが、こちらは剣と盾を武器にしており、重力無効・デストロイ・反撃パーツで構成された多機能型。
なお、ピジョンブラッドとは最上級のルビーの名称、及びその色のこと。
ヒッキートード
TOD型メダロット。男型でヒキガエルがモチーフ。威力系のパーツに変化するパーツで構成されている。町の少年のブーム機体。
ピッコリー
ELF型メダロット。女型。
エルフを模したメダロット。浮遊型。ゲーム中でオオムラサキの使用機体。笛を持ったエルフの少女の姿をしており、相手を転倒させて妨害する。
ヒットセラー
BNN型メダロット。女型。
バナナをモチーフにしたメダロットで、アラクネイトが使用する。フリーズや回復行動を行う強敵。名前は叩き売りの直訳で、バナナの叩き売りということ。正規の方法では入手不可能。
ヒマグマー
BBR型メダロット。男型。
ヒグマがモチーフ。カブトバージョンにおいて野良メダロットとして登場するほか、ウスモンの使用機体としても登場する。両腕はソード攻撃。
ピンクラビー
RBT型メダロット。女型。
ウサギがモチーフのメダロット。タテハコノハの使用機体。漫画版ではパートナー機で「カロチーヌ」という名前を持つ。全身が射撃パーツで構成された浮遊型で、ジャンガリアンと似た性能を持つ。
ヒメダッカー
MDK型メダロット。女型。
メダカがモチーフのメダロット。
ファイアハーラー
EFT型メダロット。男型。モチーフはイモリ。症状系のパーツに変化するパーツで構成されている。町の少女のブーム機体。
ファイターワン
PFL型メダロット。男型のハヤブサ型。飛行タイプで3パーツともミサイル攻撃仕様。
フェイザント
PST型メダロット。男型。
モチーフはキジ。
フライングレッド
RCE型メダロット。男型。
レーサー型メダロット。
ブラックスコピー
SCR型メダロット。男型でモチーフはサソリ。温泉旅館の番頭が使用。
フリルスマイリー
WTR型メダロット。女型。
モチーフはウェイトレス。
ブルーコランダム
SPR型メダロット。女型。
モチーフはサファイア。名前は青色のコランダム、即ちサファイアの意。ゲーム中で特定の条件を満たすことで、各パーツが手に入る。
ブルーティス
DOG型メダロット。男型。
イヌ型メダロットで、デザインはシアンドッグの流れを汲むが、能力はハンマーによる格闘攻撃と別物になっている。タマヤスヒコオの使用機体だが、なぜか正規の方法では入手不可。
ブルドルー
DLP型メダロット。女型。
モチーフはイルカ。
ブルギラー
LMR型メダロット。男型。
モチーフはブルーギル。
ブルヘッダー
HDJ型メダロット。女型。
モチーフはネコザメ。名前はネコザメの英名から。
プレコグロスス
AYU型メダロット。女型。
アユをモチーフにしたメダロット。プレコグロススとはアユの学名。
プレソドン
SLD型メダロット。男型。
サラマンダーがモチーフのメダロット。
プレタクチュール
DSN型メダロット。女型。
デザイナーを模したメダロット。
ブロードウェーブ
DNC型メダロット。女型。モチーフはダンサー。「ライトの下練習を行う」姿を再現し、両腕がレーザーとビームを無効化する。
ホームシス
LCT型メダロット。男型。イナゴをモチーフとしたメダロット。せいどう学園のシスターが使う。
ホーリートージー
HOL型メダロット。男型。
ヒイラギがモチーフのメダロットで、カブトバージョンにおいてタマヤスデンスケが使用するメダロット。クリスマスと関係するメリクリーと対になる。
ホーンドフロギー
HFG型メダロット。男型。脚部は車両型。
ツノガエルをモチーフにしたメダロット。変化行動を行うメダロットとしては装甲値が高く、お店や雑魚との戦闘で手に入る機体でありながら、ラスボスのアラクネイトも使用する。
ボクラクーン
RCN型メダロット。女型、 アライグマ型。女子高生のブームとなるも装甲が薄く、何故かファイヤー攻撃を行える仕様。
ボロゴブリン
GOB型メダロット。男型。脚部は弐脚型。
ボロボロの剣と盾と鎧を装備したゴブリンを模したメダロット。タマヤス家の執事が使用する。見た目はボロボロだが、それなりの性能の攻撃パーツと防御パーツが揃っており、バランスのとれたメダロットとなっている。
ホワイテフ
CBF型メダロット。女型。
シロチョウをモチーフにしたメダロット。回復行動を得意とするほか、ミサイルによる攻撃もできる。クワガタバージョンにおいて特定の場所を探すことで各パーツを入手できる。
ホワイトキグナス
SWN型メダロット。女型。
モチーフはハクチョウ。
マガストロン
PIP型メダロット。男型。
ナナフシをモチーフにしたメダロット。ゲーム中では副村長のソリフギカゲオが使用する。ホールドと混乱といういやらしい行動をとってくる。かなり細身の体型で、装甲は薄い。
マクラリウス
MDK型メダロット。男型。
トカゲモドキをモチーフとしたメダロット。先生のアキアカネが使用。平均的な装甲値で、頭部のミサイルと両腕のハンマーで攻撃を行うバランスの取れたメダロット。
マチーシャー
DCT型メダロット。男型。
ドクター（医者）がモチーフのメダロット。モチーフ通りの回復だけでなく、サポートや攻撃も行える。ヒコオに勝利すると彼の使用していないこのメダロットのパーツが手に入る。
マリンセタス
WHL型メダロット。男型でモチーフはクジラ。メダリンクの優勝賞品。一定以上の威力の攻撃を自分から攻撃した相手にダメージ0で返す「はんげき」を行う潜水型。
マリンブラック
SGB型メダロット。男型。
モチーフは海坊主。セレクト隊（セレクト当番）が使用する。戦車型でミサイル攻撃が得意だが、強くない。
マンティカッター
MTS型メダロット。男型。
カマキリがモチーフのメダロット。ゲーム中1回しかパーツを入手するチャンスがないレアなメダロット。
マンティコラス
MTC型メダロット。男型。
空想上の生物マンティコアをモチーフとしたメダロット。
ミノコート
BGW型メダロット。男型。
モチーフは蓑虫。各パーツでそれぞれ異なる能力を持つ多機能型メダロット。
メイデンヘア
GIG型メダロット。男型。
モチーフは銀杏。
メダシェンマオ
PND型メダロット。女型。
パンダをモチーフにしたメダロット。両手に笹の扇を持っている。ベニの使用機体。
メリクリー
FIR型メダロット。男型。
クリスマスツリーの飾り付けがされたモミを模したメダロットで、ホーリートージーと対を成す。クワガタバージョンにおいてタマヤスデンスケが使用する。
モーリシャス
DOD型メダロット。男型。
絶滅した鳥ドードーをモチーフとしたメダロット。ゲーム中ではニノツグオが使用する。名前の由来はドードーの生息していた島、モーリシャス島から。両腕がサクリファイス攻撃の上、各パーツの装甲も薄いため短期決戦向けの機体。ちなみに、本来ドードーは飛べない鳥だが、このメダロットは飛行型となっている。
モラモランボ
MAN型メダロット。男型。
モチーフはマンボウ。
ヤマストーミー
PCP型メダロット。女型。
モチーフはヤマアラシ。
ユーカリータ
KOR型メダロット。男型。
コアラ型メダロット。各地のイベント等で入手可能。
ライニコン
RCR型メダロット。男型。
モチーフはサイ。カブトバージョンにおいて、特定の行動を取ると各パーツが入手できる。ゲーム発売当時、ゲーム中に登場するパスワードを集めて、葉書で送ると入手するためのヒントが送られるキャンペーンが行われていた。
リバホーヒポポ
HPP型メダロット。男型。
カバがモチーフのメダロット。各地の宝箱などから入手可能。
リビニンリバー
IKS型メダロット。男型。カワセミがモチーフで重力攻撃「ブレイク」を行う。名前の由来はliving in river（川に住む）。
リリーマドンナ
LLY型メダロット。女型。
モチーフは百合。
レインヌメーリ
NDB型メダロット。男型。アメフラシがモチーフ。
レッドアンテナ
LHB型メダロット。男型。
カミキリムシをモチーフにしたメダロット。モチーフは同じだが、エイシイストシリーズとは異なる機体。
レッドクラウン
CRN型メダロット。女型。モチーフはツル。対空攻撃を野良は嫌っている。
レディバガー
LDB型メダロット。女型。モチーフはテントウムシ。
レディパンテラ
DPT型メダロット。女型。ヒョウを模したメダロット。商店街の福引で各パーツを当てることができる。
レンタハウジン
HCB型メダロット。男型。ヤドカリがモチーフのメダロットで、名前もその直訳。中年のおばさんが使ってくる。
ロードロード
TIB型メダロット。男型。実際のハンミョウとはあまり似ていない。タクシー運転手のハンミョウジミチオの使用する機体。細長い6本の脚と、巨大な腕、胴体と一体化した目のない頭部など、他のメダロットと比べてやや異様なシルエットを持つ機体。
ロゼオマール
LBS型メダロット。男型。レーザー攻撃のロールスター、ビーム攻撃のホッピンスターから攻撃手段、シャコ型のゴッドエンペラーから頭部のデザイン、ロブスターから脚部は潜水型というアイデアをミックスさせたシリーズ。ノラでとある場所に出てくる。
ロッキンカーン
MMT型メダロット。男型。
マンモスがモチーフで、装甲値は全機体中一二を争う。 村長のタマヤスデンスケの機体は「アロワナ」のメダスキルで装甲値を吸収してくる強敵。
ロンゲスチン
ATT型メダロット。浮遊タイプの男型。 アリクイを模したメダロット。
ロンタンツー
GTN型メダロット。女型。
リンドウをモチーフにしたメダロット。

## メダロットG
アークビートル
『R』からの再登場。
アドルフィン
KWG型メダロット。男型。
漫画版では、前作でボディが大破したネクウの新しい機体。予約3か月待ちの大人気製品らしい。
ウォーバニット
『2』からの再登場。
ヴェイグマン
『5』からの再登場。
エースホーン
『1』からの再登場。
エリオプス
『5』からの再登場。
エルヘッド
『5』からの再登場。
ガイライン
『5』からの再登場。
キースタートル
『2』からの再登場。
グリード
FDR型メダロット。男型。
モチーフは恐竜の化石。コイシマルのライバル・ゴウの愛機で、漫画での愛称は「ガイ」。研究段階の珍しいメダロットらしいが、漫画ではハードネステンの不意打ちを食らって性能は発揮出来なかった。ゲームでは異常な強さを誇っているが、全パーツの防御力が0という特徴がある。
『7』では月のメダロット帝国の一員として登場。
『8』ではセージが使用する。
ゴッドエンペラー
『2』からの再登場。
サイゴブ
『5』からの再登場。
サニヅラウ
『5』からの再登場。
ジャンガリアン
『5』からの再登場。
スミロドナッド
『2』からの再登場。
セーラーマルチ
『2』からの再登場。
セントナース
『2』からの再登場。
ダークウィザー
WCH型メダロット。女型。
チャッキー
『5』からの再登場。
デコトム
KBT型メダロット。男型。
漫画版では、前作でボディが大破したオメダの新しい機体。予約3か月待ちの大人気製品らしい。頭部はそれまでのKBT型とは一線を画す、長大な砲塔型になっており、「ガンメタルミサイル」という貫通力の高い弾丸を発射可能。
ドンドグー
『1』からの再登場。
ハードネステン
『5』からの再登場。
ハシムコウ
『5』からの再登場。
パルケノン
SDN型メダロット。女型。
クワガタバージョンでセレクト隊員が使用。漫画版では、ロボトル名人赤城啄が使用した。
ヒーラヌーラ
『5』からの再登場。
ブルースドッグ
『2』からの再登場。
ペッパーキャット
『2』からの再登場。
ベルゼルガ
『2』からの再登場。
ヘルフェニックス
『1』からの再登場。
マクラリウス
『5』からの再登場。
メタビー
『1』からの再登場。
モーリシャス
『5』からの再登場。
ユイチイタン
『1』からの再登場。
ラブゲッター
LOV型メダロット。女型。
カブトバージョンでセレクト隊員が使用。
ロードロード
『5』からの再登場。
ロクショウ
『1』からの再登場。
ワードレール
SRT型メダロット。男型。

## メダロットBRAVE
アークビートル
『R』からの再登場。
アグリィダック
『3』からの再登場。
アタックティラノ
『2』からの再登場。
アビスグレーター
『2』からの再登場。
エイムフラッシュ
CMR型メダロット。男型。
唯一の『BRAVE』初登場メダロット。ゲーム中では「シャット」という名前がついている。ジャーナリストとしてアリカに弟子入りするが、ブラスに一目惚れをする。
カソートーチュ
『2』からの再登場。
カネハチまーく2
『2』からの再登場。
キースタートル
『2』からの再登場。
キングファラオ
『1』からの再登場。
グレートカブキ
『3』からの再登場。
ゴッドエンペラー
『2』からの再登場。
サイカチス
『3』からの再登場。
シュートスパイダ
『2』からの再登場。
セーラーマルチ
『2』からの再登場。
セブンカラーズ
『1』からの再登場。
セントナース
『2』からの再登場。
ドークス
『3』からの再登場。
ドクタースタディ
『1』からの再登場。
ドラゴンビートル
『2』からの再登場。
ドンドグー
『1』からの再登場。
ナイトアーマー
『1』からの再登場。
ニンニンジャ
『1』からの再登場。
パステルフェアリ
『1』からの再登場。
バストロイヤー
『3』からの再登場。
バロンキャッスル
『R』からの再登場。
ヒポポジャマース
『R』からの再登場。
ピンゲン
『1』からの再登場。
ファンシーロール
『R』からの再登場。
フライファルコン
『3』からの再登場。
ブラックスタッグ
『3』からの再登場。
ブラックビートル
『3』からの再登場。
フラッペ
『2』からの再登場。
プリティプライン
『2』からの再登場。
ブルースドッグ
『2』からの再登場。
フレイムティサラ
『2』からの再登場。
ペッパーキャット
『2』からの再登場。
ベルゼルガ
『2』からの再登場。
ヘルフェニックス
『1』からの再登場。
ボアブースター
『R』からの再登場。
ポイズンスコピー
『2』からの再登場。
ポタトインセクト
『3』からの再登場。
マジカルカード
『R』からの再登場。
マックスネイク
『1』からの再登場。
ライノラッシュ
『R』からの再登場。

## 真型メダロット
アグラダブル
PIE型メダロット。男型。
両腕のパーツは、ミサイルで絶対ヒットと貫通性があるが、威力は弱い。
アドソルダ
BMT型メダロット。男型。
アリファセット
PEN型メダロット。女型。
ペンギン型メダロット。両腕で防御&回避を封じる。
アルカオプティ
PHX型メダロット。男型。
頭・両腕部ともファイヤー攻撃となっている。ロボロボ団幹部・ロジョが使用する。
アルトソニード
BAT型メダロット。男型。
ロボロボ団員が使用するメダロット。パーツはすべてアンチエアとなっている。
カポ・パスカ
PAS型メダロット。男型。
モアイのようなメダロット。重力、火薬、光学攻撃を無効化する。カブトバージョンで入手可能。
クラッツクリニア
KLN型メダロット。男型。
ライオン型メダロット。性能はウォーバニットそのもの。
グラレッチ
BRA型メダロット。男型。
『弐CORE』のランドブラキオと同じパラメーターだが、頭部がアンチシーとなっている。
ケンプメイド
VAL型メダロット。女型。
おもにアイリスが使用。
ジャートフェイジ
PLN型メダロット。女型。
推進は『真型』中最高の数値となっている。
スカルタクス
KIN型メダロット。男型。
頭部は重力、両腕は格闘と、キン・タローに似た能力。
ストランジェロ
ANG型メダロット。女型。
天使がモチーフ。終盤の街中に普通に登場する。
セルヴォ
KWG型メダロット。男型。
クワガタバージョンにおける初期機体。
ダクシュー
SNW型メダロット。女型。
容姿はフラッペとほぼ同じ。図書室から本を盗み出し、屋上で読んでいる。
チェインブル
DOG型メダロット。男型。
ピョロリ等様々なメダロッターが使用。
デアベイル
BEE型メダロット。男型。
蜂のようなメダロットで、両腕は蜂の巣のような形をしている。
ディオーザ
GDS型メダロット。女型。
女神型メダロット。機能停止したメダロットを戦場に戻す蘇生行動が出来るが、脚部以外の装甲は低い。
デューケン
MAG型メダロット。男型。
パーツは全て使用不能の効果を与える。
デュオカイザー
WEA型メダロット。女型。
『真型』のラスボスとして登場。ビーストマスターの流れを汲むが、購入可能なのは脚部パーツのみとなっている。
トデス
TOD型メダロット。男型。
毒々しい色のキノコのような外見で、フォース制御、防御不能、回避不能を使用する。
ネザドロイ
ELF型メダロット。男型。
能力は『弐CORE』のメガファントと全く同じ。
ハークノット
SAM型メダロット。男型。
侍がモチーフ。俊敏な攻撃を繰り出すことが出来るが、装甲が薄い。
バオリキシー
TRX型メダロット。男型。
モチーフは恐竜。
バスクラータ
RAT型メダロット。男型。
パフレック
KAP型メダロット。男型。
モチーフは河童。シナリオクリア後に1回だけしか出てこない。
バレントレロ
COW型メダロット。男型。
モチーフは雄牛。ゲームではオオカミ男が使う。
バロウ
BAL型メダロット。男型。
光学、重力、火薬攻撃を無効化。クワガタバージョンで入手可能。
ビート
KBT型メダロット。男型。
カブトバージョンにおける初期機体。四門のガトリング砲を装備。
ヒエロトラバス
BAN型メダロット。男型。
パーツ特性は頭部が強化、両腕部は反撃。入手できるタイミングが限られている。
ピコラブル
SAB型メダロット。男型。
サボテンのような外見でガトリングと、サボテンナに似ている。世界大会でラシオネが使用。
ファミーレ
FAM型メダロット。女型。
看護婦型メダロット。回復系の行動が得意。
フィビオス
FLG型メダロット。男型。
プラインフロイ
FLW型メダロット。女型。
頭部はレーザー。
プレディケイダー
PRE型メダロット。男型。
名前はスペイン語でカマキリのことで、パーツは全てソード攻撃である。
プロドラド
EGT型メダロット。女型。
ベイザハート
TUR型メダロット。男型。
脚部以外のパーツの名前はキースタートルのものから「レーザー」をとったもの。ボヨヨなど様々なメダロッターが使用。
ベクフィー
FAR型メダロット。女型。
パーツ特性は全て射撃トラップ。
ベネノーラ
SCR型メダロット。男型。
ペレグレサー
SAK型メダロット。男型。
ロボロボ団幹部・アズルが使用。
ペレドメ
NIN型メダロット。男型。
忍者やくの一が使用。
ペロスカル
PER型メダロット。女型。
シフォンが使用。
ボーテンドラン
MOG型メダロット。男型。
マーバス
NAI型メダロット。男型。
パーツ特性は全て混乱。
マウナドラーガ
DRA型メダロット。男型。
ドラゴン型メダロット。
マシオコルポ
CLA型メダロット。男型。
サーファーが使用。
マジッシュフロウ
WCH型メダロット。女型。
過去に登場した魔女型メダロットと同じく、転倒を使用。
マテューラ
ALM型メダロット。男型。
『真型』で未満防御が使えるのはこの機体のみ。
メイリンローブ
SLR型メダロット。女型。
アイリスが使用するが、中盤以降はほとんどのメダロッターが使用する。
メイレーニュ
MAR型メダロット。女型。
ピュアマーメイドに似た性能だが、左腕は継続リペア。
メディエスピオ
KNI型メダロット。女型。
モーダウォル
KHW型メダロット。男型。
モントラビー
MON型メダロット。男型。
ロボロボ団幹部・アマリロが使用。
ユナフィ
CAT型メダロット。女型。
マスキーが使用。サンダー攻撃を使用する猫型メダロット。
ラグノー
RAG型メダロット。女型。
蜘蛛のような外見で、格闘トラップを使用。
ラズー
FFY型メダロット。女型。
『弐CORE』のボトムフラッシュと似た性能で、右腕はパーツ名まで同じ。
リギングラ
STG型メダロット。男型。
カブトバージョンでリューキが使用。
リネル
MED型メダロット。女型。
デストロイを使う、属性がはかいのメダロット。
リラテス
RAY型メダロット。男型。
モチーフはロブスター。全てのパーツの属性が光学で、レーザーを使う。ビオラが使う機体。
ルナコニー
RBT型メダロット。女型。
『真型』で唯一急速チャージか使える。
ロッソナリッツ
ROS型メダロット。男型。
『真型』で唯一サクリファイスとフォースドレインを使用できる。マンソンが使用。

## メダロットDS
『DS』で新しく登場した機体の他に『BRAVE』の全機体、『1』、『2』、『4』の一部の機体も登場する。
『DS』での新型メダロットはほるまりんが以前から構想していた次世代ロボットの考えが用いられている。
アウローラ
MWB型メダロット。男型。
モチーフはタマムシ。全体的にスマートで細いラインが特徴。
ゲーム版においては、ロボロボ団の新首領「コンフェイト」として登場。実はコハクと非常に深い関わりがあり、ゲーム終盤ではコハクはマカイロドウスやマーサイモランではなく、事実上彼を相棒としている。
オランピア
DOL型メダロット。女型。
モチーフはアンティークドール。
『8』では贈答用の赤い機体「オランピアT2」が登場。ヒロインの1人ハッカが使用するのはこちらの機体。
ガンノウズ
KBT型メダロット。男型。
貫通性を重視した武器を備えた最新鋭のKBT型。KBT型としては初めて頭部パーツがナパームとなった。
主人公機の一つ。愛称はガン。
ギガファント
ELF型メダロット。男型。
モチーフはマンモス。
『初代』『2』のメガファントとパーツ名が同じである。だが頭部の能力は異なりブレイクで、型番は違うものの、モチーフや能力は『3』のマンマンモスに近い。
『7』以降はパーツ名称が独自のものになった。
クイーンベスパ
HNT型メダロット。女型。
サーティーン
MTS型メダロット。男型。全身にアンチエアを装備。
さくらちゃんZ
DFL型メダロット。ニュートラル型。
モチーフはダンシングフラワー。ネオさくらちゃんの後継機。
サンジューロ
KWG型メダロット。男型。
主人公機の一つ。漫画での愛称はジュウ。主人公機としては初めて停止を使う。
スペナグメノーグ
ASR型メダロット。ニュートラル型。
モチーフは阿修羅。ヘベレケ博士が使用する。
『7』ではこの機体をモデルにした巨大メダロット「Gメノーグ」が登場する。
ノワールカッツェ
BCT型メダロット。女型。
モチーフは黒猫。チトセが使用。漫画での愛称はノワル。
ブライトネス
MID型メダロット。女型。
モチーフはメイド。
マーサイモラン
KLN型メダロット。男型。
モチーフはライオン。漫画版ではコンビニの店員テンリョウが使用。漫画での愛称はめのじ。
マカイロドウス
STG型メダロット。男型。
モチーフはサーベルタイガー。漫画版ではコンビニの店員テンリョウの友人。漫画での愛称はろのじ。
ラグナ6 LF
LHB型メダロット。男型。
モチーフはカミキリムシ。後頭部の輪と黒いカラーリングが特徴。
ラグナロクをもじった機体名にちなみ、パーツ名はどれも「レーヴァテイン1」や「ガンバンテイン1」など北欧神話に登場する武器等から取られている。
ラグナ6 RF
LHB型メダロット。男型。
モチーフはカミキリムシ。ラグナ6 LFとは違いカラーリングは全体的にグレーで、後頭部の輪が金色なのが特徴。
外観はラグナ6 LFの色違いだが、両腕パーツの配置が逆になっており、名称が「レーヴァテイン2」や「ガンバンテイン2」になっている。
リバイブアンジェ
ANG型メダロット。女型。
モチーフは天使。ワンダエンジェルの外観が左右反転した姿をしており、サイドテールと上げている足が逆になっている。
レストアンジェ
ANG型メダロット。女型。
モチーフは天使。リバイブアンジェとは違い、外観、配色ともにワンダエンジェルとほぼ同じ。
レジェンドホーン
UNI型メダロット。男型。
モチーフはユニコーン。
ゲームではクルミが使用。ゲームに登場する一般的なメダロットの中で唯一、「モノケロス」というニックネームが与えられている（他のメダロットは基本的に機体名で呼ばれる）。
ゴーフバレット
『2』から登場。頭部パーツの名称が「エコロケ」になり、技もステルスに変わっている。
サーキュリス
『2』から登場。技が変更され、頭部パーツが頭トラップ、両腕がウェーブ攻撃になっている。
バッドハッカー
『4』より登場。頭部パーツの名称が「Gリペア」になり、技がセルフリペアになっている。両腕の技がトラップ技に変わり、右が射撃、左が格闘となっている。自分はじわじわと回復、相手はじわじわと削れるという戦法を使ういやらし系。
ボトムフラッシュ
『2』より登場。
ムーンドラゴン
『1』より登場。頭部パーツの能力が、『DS』で初めて登場した、直後の攻撃が必ず成功する効果であるヒットプロミスに変更された。
メタビー
『2』仕様のカラーで登場。各パーツ名の頭に「メタ」が足され(左腕は「メタマシンガン」)、リボルバーが「ねらいうち」、マシンガンが「うつ」と右腕と左腕のスキルが入れ替わっている。旧型でありながらも性能バランスがいい。
ロクショウ
メタビーと同様に『2』仕様。こちらも旧型でありながら、バランスがいい。

## メダロット7
『7』で新しく登場した機体の他に『DS』の全機体、『1』、『2』、『R』、『3』、『4』、『5』、『G』、『navi』の一部機体も登場する。
アステリオス
『5』からの再登場。
アトラクター
『4』からの再登場。
ア・ブラーゲ
『1』からの再登場。
アラゴスター
RAY型メダロット。男型。
モチーフはザリガニ。
アリンスダユー
OIR型メダロット。女型。
モチーフは花魁。
アンタッカー
『2』からの再登場。
アントルジャー
『2』からの再登場。
イシュカラクルム
MAY型メダロット。ニュートラル型。
モチーフはマヤ神話の老夫婦の神。
オーロラクイーン
『1』からの再登場。
オトギプリンセス
『5』からの再登場。
カオスフィクサー
COT型メダロット。ニュートラル型。
モチーフはクトゥルフ神話のアザトース。
ガイライン
『5』からの再登場。
カナブンブン
『5』からの再登場。
ガルトマーン
GAL型メダロット。ニュートラル型。
モチーフはガルダ。メダチェンジが可能。
ガンキング
『3』からの再登場。
ギンバンフェアリ
FSK型メダロット。女型。
モチーフはフィギュアスケーター。
クウケンタウロス
『4』からの再登場。
クウワイバーン
『4』からの再登場。
ククルティカル
MAY型メダロット。ニュートラル型。
モチーフはマヤ神話の蛇の神。
クロムトータス
TOT型メダロット。男型。
モチーフはカメ。
クライバンシー
『3』からの再登場。
グリークヘッド
『4』からの再登場。
グリード
『4』からの再登場。
クローテングー
『1』からの再登場。
コバルトセッター
DOG型メダロット。男型。
モチーフはイヌ。
ゴールドフィン
『3』からの再登場。
ゴクード
『R』からの再登場。
サイショウグンシ
CHA型メダロット。男型。
モチーフは諸葛孔明。
サイドムーブ
CLB型メダロット。男型。
モチーフはカニ。
サムライ
『1』からの再登場。
ジ・エッジ
HLC型メダロット。男型。
モチーフはヘリコプター。メダチェンジが可能。
シミタートゥース
STG型メダロット。男型。
モチーフはサーベルタイガー。マカイロドウスをセレクト隊用に調整した機体。
シャーフー
CRC型メダロット。男型。
モチーフはカラカル。
シャーマンミコ
『R』からの再登場。
シュシュタイト
RAP型メダロット。ニュートラル型。
モチーフはウサギのぬいぐるみ。メダチェンジが可能
ジラスジダス
ELL型メダロット。男型。
モチーフはエリマキトカゲ。
シンセイバー
『R』からの再登場。
ストライクホーン
UNI型メダロット。男型。
モチーフはユニコーン。レジェンドホーンをセレクト隊用に調整した機体。
スノーフェンリル
『5』からの再登場。
スピードアラート
PLC型メダロット。男型。
モチーフはパトカー。
タービュレント
RYM型メダロット。男型。
モチーフは坂本龍馬。
チアンツー
『5』からの再登場。
チベヒーモス
『4』からの再登場。
チュウゲンハオー
CHA型メダロット。男型。
モチーフは呂布。
ディスティニー
『4』からの再登場。
テオドラベリル
ERD型メダロット。女型。
モチーフはエメラルド。パーツ名や脚部タイプ等は『5』のグリンベリルと同一。
ドコカノオージ
『5』からの再登場。
ハードネステン
『5』からの再登場。
バグスティンク
『navi』からの再登場。
バスターティラノ
TIR型メダロット。男型。
モチーフはティラノサウルス。アタックティラノをセレクト隊用に調整した機体。
ビーストマスター
『1』からの再登場。
ピジョンブラッド
『5』からの再登場。
ヒメダッカー
『5』からの再登場。
ファーストエース
『3』からの再登場。
フラカン
MAY型メダロット。男型。
モチーフはマヤ神話の嵐の神。
ブラックメイル
『1』からの再登場。
フラッパクンフー
FEI型メダロット。女型。
モチーフは女格闘家。
ブルーコランダム
『5』からの再登場。
ブレザーメイツ
『navi』からの再登場。
フロートスピナー
『3』からの再登場。
ブロッソメイル
『4』からの再登場。
マーサライボン
KLN型メダロット。男型。
モチーフはキングライオン。マーサイモランをセレクト隊用に調整した機体。
ミリヴァイアサン
『4』からの再登場。
ユイチイタン
『1』からの再登場。
ルージュカッツェ
CAT型メダロット。女型。
モチーフは猫。サクラが使用する。
LEDシャドウ
NIN型メダロット。男型。
モチーフは忍者。ニンニンジャをロボロボ団が改造した機体。
レッドマタドール
『1』からの再登場。
メタビーG
KBT型メダロット。男型。
モチーフはカブトムシ。黄金のメタビー。カブトバージョン専用機体。
ロクショウP
KWG型メダロット。男型。
モチーフはクワガタムシ。白金のロクショウ。クワガタバージョン専用機体。
ブリキオー
BLK型メダロット。男型。
モチーフはブリキロボ。メダチェンジが可能。
『7』ではCPU専用機体だったが、『8』では入手可能になった。
Gエンペラー
巨大なゴッドエンペラー。CPU専用機体。
GBマスター
巨大なビーストマスター。CPU専用機体。
Gメノーグ
巨大なスペナグメノーグ。CPU専用機体。
Gリヴァイア
巨大なミリヴァイアサン。CPU専用機体。

## メダロットDUAL
『DUAL』で新しく登場した機体の他に、『1』、『2』、『R』、『3』、『4』、『5』、『G』、『navi』、『DS』、『7』の一部機体も登場する。
アークビートル
『R』からの再登場。
アステリオス
『5』からの再登場。
アタックティラノ
『2』からの再登場。
ア・ブラーゲ
『1』からの再登場。
アリンスダユー
『7』からの再登場。
イリアコフォース
APN型メダロット。男型。
イルマシラ
MON型メダロット。男型。
インジャオー
GIN型メダロット。女型。
オーロラクイーン
『1』からの再登場。
カソートーチュ
『2』からの再登場。
カネハチまーく2
『2』からの再登場。
ガルトマーン
『7』からの再登場。
ガンノウズ
『DS』からの再登場。
キースタートル
『2』からの再登場。
キルマシラ
MON型メダロット。男型。
クイーンベスパ
『DS』からの再登場。
クウケンタウロス
『4』からの再登場。
クウワイバーン
『4』からの再登場。
グリード
『G』からの再登場。
クローテングー
『1』からの再登場。
クロノラビット
RBT型メダロット。男型。
クロムトータス
『7』からの再登場。
ゴーフバレット
『2』からの再登場。
ゴールドフィン
『3』からの再登場。
ゴクード
『R』からの再登場。
ゴッドエンペラー
『2』からの再登場。
コンケーブ
BKO型メダロット。ニュートラル型。
コンベックス
DEK型メダロット。ニュートラル型。
サーティーン
『DS』からの再登場。
サイカチス
『3』からの再登場。
サイショウグンシ
『7』からの再登場。
さくらちゃんZ
『DS』からの再登場。
サムライ
『1』からの再登場。
サンジューロ
『DS』からの再登場。
シミタートゥース
『7』からの再登場。
シャペロルージュ
RED型メダロット。女型。
シュートスパイダ
『2』からの再登場。
ジンジャオー
KIN型メダロット。女型。
スネークィー
MDS型メダロット。女型。
スノーフェンリル
『5』からの再登場。
スピードアラート
『7』からの再登場。
セーラーマルチ
『2』からの再登場。
セントナース
『2』からの再登場。
タービュレント
『7』からの再登場。
タイコンデローグ
FOR型メダロット。ニュートラル型。
『DUAL』のラスボス。CPU専用機体。
タワラヤレフト
RJN型メダロット。男型。
チアンツー
『5』からの再登場。
チベヒーモス
『4』からの再登場。
テオドラベリル
『5』からの再登場。
テッペン
PEN型メダロット。男型。
テンプトバニー
RBT型メダロット。女型。
ドークス
『3』からの再登場。
ドクタースタディ
『1』からの再登場。
ドラゴンビートル
『2』からの再登場。
ドンドグー
『1』からの再登場。
ナイトアーマー
『1』からの再登場。
ニオーカイコー
AGO型メダロット。男型。
ニオーヘイコー
UGO型メダロット。男型。
ニンニンジャ
『1』からの再登場。
ノワールカッツェ
『DS』からの再登場。
ハードネステン
『5』からの再登場。
バスターティラノ
『7』からの再登場。
パステルフェアリ
『1』からの再登場。
バッドハッカー
『4』からの再登場。
バルプブルー
BBB型メダロット。男型。
ピジョンブラッド
『5』からの再登場。
ヒメダッカー
『5』からの再登場。
ピュアマーメイド
『1』からの再登場。
ファンシーロール
『R』からの再登場。
フェガロフォース
ATM型メダロット。女型。
フライファルコン
『3』からの再登場。
フラカン
『7』からの再登場。
ブラックスタッグ
『3』からの再登場。
ブラックビートル
『3』からの再登場。
フラッパクンフー
『7』からの再登場。
フラッペ
『2』からの再登場。
ブルーコランダム
『5』からの再登場。
ブルースドッグ
『2』からの再登場。
フレイムティサラ
『2』からの再登場。
ブレザーメイツ
『navi』からの再登場。
プロールバイパー
ERL型メダロット。女型。
ペッパーキャット
『2』からの再登場。
ヘルウィーバー
ARN型メダロット。女型。
ヘルフェニックス
『1』からの再登場。
ボアブースター
『R』からの再登場。
ホッピン
PEN型メダロット。女型。
ボトムフラッシュ
『2』からの再登場。
マーサイモラン
『DS』からの再登場。
マーサイライボン
『7』からの再登場。
マカイロドウス
『DS』からの再登場。
ミリヴァイアサン
『4』からの再登場。
ムーンドラゴン
『1』からの再登場。
メタビー
『1』からの再登場。
メタビーG
『7』からの再登場。
ユイチイタン
『1』からの再登場。
ライトソウタツ
FJN型メダロット。男型。
ライノラッシュ
『R』からの再登場。
ラピュセル
DLK型メダロット。女型。
リトルレイシー
ALC型メダロット。女型。
ルージュカッツェ
『7』からの再登場。
レッドマタドール
『1』からの再登場。
ロクショウ
『1』からの再登場。
ロクショウP
『7』からの再登場。

## メダロット8
『8』で新しく登場した機体の他に『7』の全機体、『1』、『2』、『R』、『3』、『4』、『navi』、『5』、『DUAL』の一部機体も登場する。
アークビートルD
『4』からの再登場。
アーマーチャリオ
NIT型メダロット。男型。
ナイトアーマーの後継機。両腕の盾が大型化している。
アイアンホース
『R』からの再登場。
アインラート
BIC型。男型。
ワンホイールの後継機。同様にロボロボ団団員が使用する。
アシュトン
『navi』からの再登場。
イエロークリック
『navi』からの再登場。
イエロータートル
『1』からの再登場。
イリアコフォース
『DUAL』からの再登場。
インフィニティス
UZS型メダロット。男型。
ウズマキザメがモチーフ。怪盗ジルの協力者の1人トリニダードが使用するメダロット。胸部と両腕に巨大なチェーンソーを備える。
ヴァンプスキッド
VSQ型メダロット。男型。
コウモリダコがモチーフ。
ウィールコーム
MMC型メダロット。女型。
オウムがモチーフ。射撃攻撃を反射する「ミラーガード」を使用する。
ウィンドクラップ
『navi』からの再登場。
ウォーバニット
『2』からの再登場。
ウォーヘッドリィ
『navi』からの再登場。
ウルスブラン
POB型メダロット。男型。
モチーフはシロクマだが、除雪車の要素も取り入れられている。
エレメントマーク
『navi』からの再登場。性別がニュートラルになった。
カタカタマワール
GEA型メダロット。男型。
歯車がモチーフ。怪盗ジルの協力者の1人カイエンが使用するメダロット。
カンタロス
『R』より再登場。
キメンガー
KMN型メダロット。男型。
鬼瓦がモチーフ。高い技術を持った鬼師の手で制作されており、非常に頑丈な装甲を備えている。メダチェンジすることで鬼瓦型の戦車形態となる。
『8』発売時に開催された「オリメダデザインコンテスト」入賞作の一つ。
グランビートル
『navi』より再登場。
クロトジル
『5』より再登場。
ゴールドウコーン
GRM型メダロット。男型。
ウコンがモチーフ。メダロット開発の初期に作られた機体「ターメリック」のレプリカ。
コンケーブ
『DUAL』からの再登場。
コンベックス
『DUAL』からの再登場。
サルベーション
AZL型メダロット。ニュートラル型。
アズラエルがモチーフ。ゲーム中ではもっぱら「アサドアラーク」と呼ばれる。
シアンドッグ
『1』から再登場。
G・O・デス
『3』から再登場。
シーキャッチャー
『3』から再登場。
シサク1ゴウ
WEA型メダロット。男型。
ロボロボ団が開発した試作メダロットの1号機。とりあえず武器をたくさん載せて頑丈にするというコンセプトで作られた。
シサク2ゴウ
WEA型メダロット。男型。
ロボロボ団が開発した試作メダロットの2号機。軍事技術の転用により高性能化が図られ、脚部にはトラップ除去マニピュレーターが増設された。
シサク3ゴウ
WEA型メダロット。男型。
ロボロボ団が開発した試作メダロットの3号機。脚部が戦車から多脚になり、さらに大型化した。
シャイニースター
FLY型メダロット。女型。
パステルフェアリの後継機。ジンジャーの使用するメダロット「エイミー」としても登場する。
シャペロルージュ
『DUAL』からの再登場。
シンザン
『5』からの再登場。
スィーカマー
『3』からの再登場。
スイマーメイツ
SCS型メダロット。女型。
スクール水着を着た少女がモチーフ。
スチールストーク
HBK型メダロット。男型。
ハシビコロウがモチーフ。
スティドリアード
『3』からの再登場。
スミロドナッド
『2』からの再登場。
スワロウテイル
CAB型メダロット。女型。
赤いジャージを着た地味な女性の姿をしているが、メダチェンジすることで派手な衣装のホステスの姿になる。
ゼーゲホルン
KBT型メダロット。男型。
タテヅノカブトがモチーフ。海外企業によってつくられたKBT型で、外見はメタビーに似ているが、全パーツが格闘武器となっている。
セーラーメイツ
『1』からの再登場。顔のデザインが変更されている。
ソニックスタッグ
『navi』からの再登場。
タイムフォーラー
CLC型メダロット。女型。
時計がモチーフ。カウントアタック、タイムアタックといった長期戦向きの技を持つ。
『8』発売時に開催された「オリメダデザインコンテスト」入賞作の一つ。
タワラヤレフト
『DUAL』からの再登場。
ティタンビートル
KWG型。男型。
ティレルビートルの試作機で、アークビートルと対になる機体。メダチェンジはできない。
外見はティレルビートルに似ているが、大アゴが両肩ではなく背中についているのが最大の違い。
ティレルビートル
『4』からの再登場。
ティンクルスター
FLY型。女型。
パステルフェアリの後継機。パーツ名はタイトーのゲーム「ティンクルスタースプライツ」の登場人物に由来する。
デスプロビデンス
WEA型メダロット。男型。
ロボロボ団が開発した試作メダロットの完成機。
テッペン
『DUAL』からの再登場。
テンガイキソー
WLW型メダロット。ニュートラル型。
キソウテンガイとも呼ばれるウェルウェッチアがモチーフ。
トモエ
SAM型メダロット。女型。
静御前がモチーフ。
トレミー
『navi』からの再登場。
ナガラジャ
『5』からの再登場。
ナッツクラッカー
『navi』からの再登場。
ナビ・コミュン
『navi』からの再登場。
ニオーカイコー
『DUAL』からの再登場。
ニオーヘイコー
『DUAL』からの再登場。
ノエル
『navi』からの再登場。
ノットタッチ
『3』からの再登場。
ハードネスX
DND型メダロット。女型。
ハイカラメイツ
JGS型メダロット。女型。
大正時代の女学生がモチーフ。メダチェンジすると日傘が剣に変化、袴が展開し、夜桜をイメージした装いになる。
『8』発売時に開催された「オリメダデザインコンテスト」入賞作の一つ。
パインコーン
SKZ型メダロット。男型。
センザンコウがモチーフ。頭を丸めることでメダチェンジする。
バルプブルー
『DUAL』からの再登場。
ヒールエンジェル
『1』からの再登場。
ヒルシュケーファ
KWG型。男型。
ミヤマクワガタがモチーフ。海外企業によってつくられたKWG型で、外見はロクショウに似るが、全パーツが射撃武器になっている。
フィアレスネス
RTL型メダロット。男型。
ラーテルがモチーフ。怪盗ジルの協力者の1人パシーラが使用するメダロット。
フェガロフォース
『DUAL』からの再登場。
ブービースパイダ
SPI型。男型。
シュートスパイダの廉価版。外見は白いシュートスパイダでパーツ名および行動はトラップスパイダと共通。
アジョワンが使用する「パーミン」もこの機体。
ブラックメイルX
DVL型メダロット。男型。
フラッフィヘア
ALP型メダロット。女型
アルパカがモチーフ。
ブリグリーン
BLG型メダロット。男型。
緑のブリキオー
ブリシルバー
BLG型メダロット。男型。
銀色のブリキオー
ブリピンク
BLG型メダロット。女型。
ピンクのブリキオー
ブリブラック
BLG型メダロット。男型。
黒いブリキオー
ブリレッド
BLG型メダロット。男型。
赤いブリキオー
プロトムシャ
SAM型メダロット。男型。
平安武者がモチーフ。モチーフの時代が遡っているだけで、サムライより新しい機体である。
ベティベア
『1』からの再登場。
ホークダカー
『R』からの再登場。
ホーニーデビル
MDL型メダロット。男型。
モロクトカゲがモチーフ。
ボーンクラッカー
EPI型メダロット。男型。
エピキオンがモチーフ。逆立ちした犬のような姿をしている。
ホッピン
『DUAL』からの再登場。
マケット
KWG型メダロット。男型。モチーフはオオクワガタ。
初出は漫画『3』。これを元にドークス、ブラックスタッグ、ティタンビートルは開発された。ピルバーレン博士が開発した巨大マイクロ波砲を装備した状態で現れ、メダロット博士はもとよりタマオを大いに動揺させたが、最終的にはしゃべる虫の襲撃により上空から路面に叩き付けられて破壊された。
『8』ではマイクロ波砲を装備した姿で登場。
マゼンタキャット
『1』からの再登場。
マッハマッシヴ
『navi』からの再登場。
マリンヒーラー
『navi』からの再登場。型番が変更になった。
メガベックス
PHL型メダロット。女型。
ディアトリマがモチーフ。頭部はペンチの意匠が取り入れられている。
ヤタクロウ
GBR型メダロット。男型。
八咫烏がモチーフ。怪盗ジルの愛機。メダチェンジすることで金色の鳥になる。
ライザ
『3』からの再登場。
ライトソウタツ
『DUAL』からの再登場。
ラピュセル
『DUAL』からの再登場。
リトルレイシー
『DUAL』からの再登場。
リリーマドンナ
『5』からの再登場。
リリカルナース
NAS型メダロット。女型。
セントナースの後継機。両腕がカルテになっている。
レディゴー
KNI型メダロット。女型。
ゲットレディの後継機。
ロールスター
『1』からの再登場。
ワイルドウコーン
GRM型メダロット。男型。
ゴールドウコーンと同じく「ターメリック」のレプリカ機で、こちらは色が金色から青に変更されている。
ワンストローク
IKK型メダロット。男型。
2頭のメスを従えたイッカクがモチーフ。

## メダロット9
『9』で新しく登場した機体の他に『8』の全機体（メタビーG、ロクショウP除く）、『1』、『2』、『R』、『3』、『4』、『navi』、『5』、『真型』、『DUAL』の一部機体も登場する。
ア・ゲダマー
『1』からの再登場。
アレクベア
BER型メダロット。女型。
アンビギュアス
『2』からの再登場。
イルマシラ
『DUAL』からの再登場。
インジャオー
『DUAL』からの再登場。
エイシイスト
『2』からの再登場。
エクスペ7
SKS型メダロット。男型。
オーロラクイーン
『1』からの再登場。
オトギプリンセス
『5』からの再登場。
カイゾクロ
『R』からの再登場。
カイゾクロベー
『R』からの再登場。
カナブンブン
『5』からの再登場。
カンタロスR
KBT型メダロット。男型。
キルマシラ
『DUAL』からの再登場。
クイーンブレード
RPN型メダロット。女型。
グロザムティーガ
TIG型メダロット。女型。
クロノラビット
『DUAL』からの再登場。
ゴーベンケー
『R』からの再登場。
サイビスター
GEM型メダロット。男型。
シィアンロン
DRA型メダロット。男型。
シックルカッター
『navi』からの再登場。
ジャンガリアン
『5』からの再登場。
ジュウーク
KBT型メダロット。男型。
ジンジャオー
『DUAL』からの再登場。
スーパーエクスペ
『navi』からの再登場。
スタブシュライク
MOZ型メダロット。女型。
スネクィーン
『DUAL』からの再登場。
セイテイキング
DRF型メダロット。男型。
セキゾー
『1』からの再登場。
セルヴォ
『真型』からの再登場。
ゾーリン
『2』からの再登場。
タラバクラバ
『2』からの再登場。
ツインテキャット
CAT型メダロット。男型。
ディアステージ
IDL型メダロット。女型。
ディックスネイク
SNA型メダロット。男型。
デッドパイル
EGL型メダロット。男型。
テンプトバニー
『DUAL』からの再登場。
トイワールド
『2』からの再登場。
パームス
IDL型メダロット。女型。
パパラチア
SPR型メダロット。女型。
バロンキャッスル
『R』からの再登場。
バンカラン
『2』からの再登場。
びーすとだすたー
GRA型メダロット。男型。
ビート
『真型』からの再登場。
ヒポポテンシア
HPP型メダロット。女型。
ピュアマーメイド
『1』からの再登場。
ブリッツスパイダ
SPI型メダロット。男型。
ブルーサブマリン
『1』からの再登場。
プロールバイパー
『DUAL』からの再登場。
ベイアニット
『2』からの再登場。
ベノムスコピー
SCP型メダロット。男型。
ヘルウィーバー
『DUAL』からの再登場。
マッハマッシヴR
KWG型メダロット。男型。
メコンナッロッブ
BTA型メダロット。女型。
メタビー
『1』からの再登場。
メダルイーター
ALI型メダロット。
『9』のラスボス。CPU専用機体。
モンジロー
KWG型メダロット。男型。
ライザ2
GRW型メダロット。女型。
ライノダッシュ
RIN型メダロット。男型。
ラピ
『2』からの再登場。
ラピラピ
RAP型メダロット。女型。
ラブリードッグ
DOG型メダロット。女型。
ランドモーター
『1』からの再登場。
ランドレイダー
CAR型メダロット。男型。
レイドガビアル
CRD型メダロット。男型。
レディジェット
『1』からの再登場。
レディラプター
PLN型メダロット。女型。
ロクショウ
『2』からの再登場。
ロッサリブス
RBY型メダロット。女型。
ロンテーコック
OMG型メダロット。男型。

## メダロット ガールズミッション
アラクノスパイダ
ARN型メダロット。女型。
アルテミス
GDS型メダロット。女型。
『ガールズミッション』のラスボス。CPU専用機体。
ウィップワールド
SMJ型メダロット。女型。
シュタインベルガ
FRN型メダロット。男型。
スラップビート
GBB型メダロット。女型。
ダイチャンコ
GTD型メダロット。男型。
トップガンナー
APL型メダロット。女型。
トレイナー
TRN型メダロット。ニュートラル型。
ブラストビート
GBD型メダロット。女型。
ブリュンヒルデ
VAL型メダロット。女型。
フレットビート
GBG型メダロット。女型。
ポンポンメイツ
CHR型メダロット。女型。
マッドジャグラー
PIE型メダロット。男型。
ミネルーヴァー
OWL型メダロット。女型。
メロディビート
GBK型メダロット。女型。
ロールビューティ
TNS型メダロット。女型。

## メダロットS
クロスメサイア
KXK型メダロット。男型。主人公の大隅アラセが使用するメダロット。
クロスメサイアZ
KXK型メダロット。男型。クロスメサイアの後継機。
シュッポード
JOK型メダロット。男型。オリメダデザインコンテストグランプリ作品の1つ。
シュシュポップ
GRV型メダロット。女型。MEDAROTDAY2020内で発表されたメダロットで、デザインはメダロット8・9でキャラクターデザインを担当した神藤かみちが担当をしている。
デッドクエーサー
ROZ型メダロット。男型。第3章のラスボスメダロット。
ドンドリル
MDR型メダロット。男型。オリメダデザインコンテストグランプリ作品の1つ。
パピオシュバリエ
OWS型メダロット。女型。オリメダデザインコンテストグランプリ作品の1つで、元の機体名の名前はパピリオシュバリエ。
パラレルデウス
WEA型メダロット。N型。第1章のラスボスメダロット。
ビーストキメラ
NUE型メダロット。男型。第2章のラスボスメダロットで、ロボロボ団がメダロットS公式Twitterを乗っ取る形でデザインを募集したメダロット。
ファンシーエール
FSL型メダロット。女型。ヒロインの輝夜ヒサキが使用するメダロット。
ホワイトグレン
GWF型メダロット。男型。ストーリー第3章に登場したメダロット。デザインはまるかたが担当しており、まるかたの新規デザインメダロットはメダロットnavi以来。
マルマルモルモ
TJN型メダロット。男型。ストーリー第2章に登場したメダロット。

## 巨大メダロット
アニメ版『メダロット』に登場した機体。ただしジャイアントエンペラー以外の2体は、厳密にはメダロットの定義には当てはまらない。
ジャイアントエンペラー
39話に登場。
マイケルが繰り出した最終兵器。ゴッドエンペラーの巨大版で、圧倒的な装甲と攻撃力を誇り、メタビー、ロクショウ、アークビートルによる3体同時のメダフォースや、セレクト隊とそのメダロットによる一斉砲撃をもってしても傷ひとつ付けられず、たった一度の攻撃で周囲が焼け野原と化した。
最後はイッキとメタビーの手により装着されているメダルを外すという強引な手段で機能停止させたが、ミスター・うるちからは反則と指摘された。
脚部パーツはオリジナルと同じ「デスクローラー」らしき多脚型であったが、途中から二脚型になっている。また頭部パーツからは重力攻撃ではなくレーザーを放った。
ジャイアントプリミティベビー
51話及び52話に登場。
最終決戦時にヘベレケ博士が乗り込んだ機体。「人が乗り込んで操作している機体」であるため、厳密にはメダロットではない。巨大なバリアと装甲を持っており、並大抵の攻撃ではろくなダメージを受けない。腕からはビームを放つ。
最後はジャイアントメタビーの捨て身の特攻により破壊された。
ジャイアントメタビー
52話に登場。
「こんなこともあろうかと」メダロット博士が密かにメダロット社内で開発していた巨大メダロット。こちらはメタビーが乗り込んだうえでイッキが命令を出すことで起動しており、ジャイアントプリミティベビーよりはメダロットに近い。
機体が大きすぎたため、当初メタビー1機では動くことすら出来なかった。そのため、セーラーマルチ（ブラス）、セントナース、ペッパーキャットが胸部に、カンタロス、スミロドナットが腕に、キースタートル、ブルースドッグが足に乗り込み、計8機のメダロットによりようやく起動、ジャイアントプリミティベビーとの死闘を繰り広げた。
武装はオリジナルのメタビーと同じだが、何故かロケットパンチが搭載されている。無論KBTタイプの技ではないが「ロケットパンチは巨大ロボの魂」と主張するメダロット博士の趣味で搭載された模様。

## ゲーム未登場
インセクトキャッチ
UTB型メダロット。
漫画版『R』に登場。虫メダロットを封じる食虫植物型メダロット。タカハシリョウタの愛機。かなりの巨体で、以蔵の妹のタランティーノを一撃で粉砕した。
後に「ピープラント」として『ナビ』に登場。
ヴァルキー
KBT型メダロット。
漫画版『R』に登場。KBT型カスタムタイプメダロットで、高速で飛翔する飛行タイプ。充こと宇宙メダロッターVの愛機。
サフィン
ILD型メダロット。
漫画版『R』に登場。イルカを模した最新の変形型メダロット。ヒガシヤママサヒロの愛機。
シスターエンゼル
SST型メダロット。
漫画版『R』に登場。シスターを模した回復型で、宇宙メダロッターSの愛機。
ストロングドッグ
KDT型メダロット。
漫画版『R』に登場。DOG型のカスタムタイプで、ノッチの愛機。
センチュリオン
OKW型メダロット。
漫画版『R』に登場。KWG型カスタムタイプメダロットで、高速戦闘を得意とする。シャドーの愛機。
ツキカゲ
MON型メダロット。
漫画版『R』に登場。月をあしらった機体で、岩本佳こと宇宙メダロッターKの愛機。
ビートルタンク
KBT型メダロット。
漫画版『R』に登場。「歩く兵器庫」の異名を持つKBT型カスタムタイプメダロットで、宇宙メダロッターTの愛機。
マリンビートルS
KBT型メダロット。
漫画『R』に登場。KBT型の水中用カスタムタイプ。プッカの愛機。
ニセメタビー
漫画版『メダロット』に登場。メダロット研究所から修理中のメタビーのパーツを強奪、改修した機体。ロボロボ団幹部スズメのマジカルピエロが操っていた。本物と少し顔が違っていて偽者だとバレそうであったり、肘部分や足先部分にトゲ状の飾りが増えている。スズメ曰く「ニセモノの美学」。但し性能は本物と同等。バトル＝コングロマリットMk-III開発のためにロクショウを探す過程で町中のメダロットを手にかけたが、本物のメタビーに奪回される。
バトル＝コングロマリットMk-III（仮称）
型式番号は無い。
漫画版『メダロット』に登場。ロボロボ団幹部スズメが、メタビーとロクショウを基に開発を計画していたが、実際には製作されていない。想像図では、両者の武装の特徴を併せ持つ四脚型のメダロットとなる予定だった。
0号機 - 5号機
漫画版『メダロット』に登場。メダロット博士ことアキハバラアトムが、最初期に開発したメダロット。0号機はマザータイプ、1 - 5号機はキッズタイプで、0号機のみデータシートで動く。二脚歩行タイプの4、5号機はバランサーに問題があったが、友人であるオオミヤテツヒトの製作したパワーオチツカーを用いることで解決した。0号機は後に月のマザーの身体として改造される。
『8』では0号機らしき機体が美術館に展示されている。
ハニー
アニメ『メダロット魂』に登場。ナエの助手として働くメダロット。
ブー天号
漫画版『メダロッターりんたろう!』に登場した蒸気式ロボ。その全高は3階建ての小学校を見下ろすほど巨大。
メダロット社専務の次男・鮟蔵 具視が自宅の蔵で発見し、因縁の相手である波島 りんたろうに復讐するべく、亀山小学校を襲撃した。
ティンペットや通常のパーツは一切使用されていないが、具視がメダルを構えているシーンがあり、メダルが内蔵されていると考えられることから、広義の上ではメダロットと呼べる存在である（分類上はメダロット博士の開発した0号機に近い）。
幕末時代に流入してきた海外の機械技術に着目した鮟蔵家の祖先・初代具視が製造し、実際に戦争でも使用されたというが、これが事実ならばメダロット開発における歴史が根底から覆されることになる。
スチームガンナー
SPG型(漫画ではBBB型とされていたが単行本で修正された。)メダロット。女型。
漫画『メダロット再』に登場。『週間メダロット通信』配信開始時に行われたオリメダデザインコンテストのグランプリ作品の1つ。漫画では七宝アヤメが使用する。
ディアヒーロー
IDL型メダロット。男型。
『週間メダロット通信』配信開始時に行われたオリメダデザインコンテストのグランプリ作品の1つ。グランプリ作品だが漫画では未登場。
トリトビートル
KBT型メダロット。男型。
漫画『メダロット再』に登場。『週間メダロット通信』配信開始時に行われたオリメダデザインコンテストのグランプリ作品の1つ。漫画では主人公である六葉カガミが使用する。
ブレイブマン
IDL型メダロット。男型。
漫画『メダロット再』に登場。『週間メダロット通信』配信開始時に行われたオリメダデザインコンテストのグランプリ作品の1つ。漫画では五徳カズマが使用する。
ヤークトスパイダ
漫画『メダロット再』に登場。漫画ではハクが使用する。